# Adam Lambert
Adam Mitchel Lambert (sinh ngày 29 tháng 1 năm 1982), là ca sĩ người Mỹ, sống tại thành phố Los Angeles, California. Tháng 5 năm 2009 anh đã trở thành người về nhì của mùa thứ 8 cuộc thi American Idol.

## Thiếu thời và học vấn
Adam Lambert được sinh ra tại Indianapolis, Indiana vào ngày 29 tháng 1 năm 1982. Mẹ là Leila Mitchel, một nhà thiết kế nội thất, và cha - Eber Lambert, một người quản lý chương trình cho Novatel Wireless. Anh có một người em trai, Neil. Cha của Adam là người gốc Na Uy và mẹ là người Do Thái gốc Rômania. Lambert được nuôi lớn trong tôn giáo của mẹ và từ đó mà anh đã thực hiện một số sự kiện của người Do thái bằng tiếng Hewbrew, hát những bài hát như "Shir LaShalom" tại 1 buổi hòa nhạc tưởng nhớ Thủ tướng Yitzhak Rabin bị ám sát của Israel và biểu diễn tại San Diego "Ngôi Đền của Nghệ thuật" nhiều lần.
Ít lâu sau khi Lambert ra đời, gia đình anh di chuyển đến California khi 1 cơ hội việc làm mở ra cho cha anh tại San Diego. Lúc đầu, họ sống ở Rancho Bernardo--115.77.4.115 (thảo luận) 08:51, ngày 14 tháng 2 năm 2012 (UTC)--115.77.4.115 (thảo luận) 08:51, ngày 14 tháng 2 năm 2012 (UTC) nhưng chuyển đến Peñasquitos Rancho sau khi em trai của anh đã được sinh ra. Từ khi bắt đầu học tại Trường tiểu học Deer Canyon, Lambert bắt đầu diễn tại Nhà hát Metropolitan từ khi chín tuổi và xuất hiện trong các vở kịch địa phương như: You're a Good Man, Charlie Brown, và Fiddler on the Roof. Khoảng thời gian này, Lambert cũng bắt đầu được luyện giọng và tiếp tục niềm đam mê của mình khi anh bắt đầu học tại trường trung học cơ sở Mesa Verde.
Trong khi đang học tại trường cấp 3 Mount Carmel (MCHS), Lambert càng bị ảnh hưởng bởi nhà hát và dàn hợp xướng, anh thường xuyên biểu diễn với ban nhạc jazz của trường Jazz MC. Sau khi tốt nghiệp vào năm 2000, ông chuyển đến Orange County để học đại học. Ngay sau khi ghi danh Lambert đã có một sự thay đổi trong trái tim, thúc đẩy bởi mong muốn mãnh liệt của mình. Và anh bỏ học chỉ sau năm tuần và chuyển đến Los Angeles. "Tôi quyết định rằng những gì tôi thực sự muốn làm là cố gắng làm việc trong thế giới giải trí," anh nói. "Cuộc sống là chấp nhận tất cả những rủi ro để có được những gì bạn muốn."

## Sự nghiệp

### Ban đầu
Lambert đã biểu diễn trên sân khấu từ khi anh 10 tuổi; trong phần trình diễn vở kịch You're a Good Man, Charlie Brown của Sân khấu Lyceum tại San Diego, anh đóng vai Linus. Trong nhạc kịch The Ten Commandments: The Musical tại Sân khấu Kodak ở Los Angeles, anh cũng có đóng một vai chung với Val Kilmer. Anh là người đóng thay cho vai Fiyero khi nhạc kịch Wicked được diễn tại Los Angeles. Từ năm 2004, anh biểu diễn thường xuyên tại Zodiac Show, được đồng sáng lập bởi Carmit Bachar thành viên nhóm Pussycat Dolls. Anh cũng đã biểu diễn tại Upright Cabaret.
Lambert đã nhắc đến những ảnh hưởng âm nhạc của mình như Queen, David Bowie, Michael Jackson, Aerosmith và Led Zeppelin.

### American Idol
Lambert đã thử giọng cho mùa 8 của American Idol tại San Francisco, California. Trong lần thử giọng đầu tiên, anh hát bài "Rock with You" và "Bohemian Rhapsody." Trong vòng bán kết, anh được bầu chọn vào Top 13, và theo bước của hai người khác trong Nhóm 2 là Allison Iraheta và Kris Allen. Lambert và Allen trở thành người ở chung phòng trong tòa biệt thự của Idol, và Allen cho rằng đó là vì họ đều là người ngăn nắp.
Trong tuần Michael Jackson, anh hát bài "Black or White" và được cả bốn giám khảo khen ngợi, và Paula Abdul đã tiên đoán rằng anh sẽ được vào vòng chung kết. Tuần sau đó, Lambert hát một phiên bản của bài "Ring of Fire", bài hát từng được Johnny Cash biểu diễn thành công. Trong khi các giám khảo Randy Jackson, DioGuardi, và Abdul đều thích biểu diễn của anh, Simon Cowell gọi nó là "rác rửi nuông chiều" (indulgent rubbish). Trong đêm Motown, Lambert hát một bản của bài "The Tracks of My Tears". Tất cả các giám khảo đều thích biểu diễn này, và Smokey Robinson, tác giả của bài hát và người cố vấn cho tuần đó, đã đứng dậy hoan hô anh.
Trong lần biểu diễn cho Top 8, Lambert đã hát phiên bản của Gary Jules cho bài "Mad World". Vì chương trình đã quá giờ, chỉ có Cowell đưa lời phê bình bằng cách đứng dậy hoan hô. Khi đưa ra kết quả hôm sau, các giám khảo khác đã đồng ý rằng cử chỉ đứng dậy hoan hô là cách phê bình hay nhất cho biểu diễn của anh. Trong lần biểu diễn Top 7 lần thứ nhì, Lambert hát bài "If I Can't Have You", và được DioGuardi miêu tả đay là "biểu diễn đáng nhớ nhất" của anh, trong khi Cowell miêu tả giọng hát anh "tinh khiết". Abdul thì cảm động đến khóc, và người dẫn chương trình Ryan Seacrest đùa rằng Lambert đã biến bà thành một "hồ Abdul". Trong Top 4, Lambert là người hát đầu tiên, và anh đã biểu diễn bài "Whole Lotta Love". Cowell nói rằng "đây là một trong những biểu diễn mà tôi thích nhất...bây giờ không ai có thể vượt cao hơn được", trong khi Abdul, chơi chữ với tựa bài hát, miêu tả trình diễn của anh là "a whole lotta perfect" (toàn là hoàn hảo).
Người thắng mùa 7 của American Idol David Cook nói rằng Lambert và Allen là hai ca sĩ anh thích nhất cho mùa 8. Ca sĩ nhạc đồng quê và diễn viên Reba McEntire cũng có những ý kiến tương tự, đồng thời cộng thêm Iraheta trong danh sách những người bà thích.
Hình ảnh Lambert và một người đàn ông khác đang hôn nhau được phát hiện và được những nhà bình luận bảo thủ bàn luận trên chương trình truyền hình The O'Reilly Factor; những nhà bình luận đồng ý rằng những hình ảnh này chắc sẽ không có ảnh hưởng đến cuộc thi. Lambert khẳng định rằng những hình này đúng là của anh, nói rằng anh không có gì để che giấu cả và luôn công khai về cuộc đời mình. Báo chí dòng chính đưa ra suy đoán xung quanh thiên hướng tình dục của anh; nếu anh là người đồng tính, anh sẽ trở thành người quán quân có thiên hướng tình dục thiểu số đầu tiên của American Idol khi thắng. Phần lớn báo chí chú trọng vào câu hỏi liệu các người bầu có sẵn sàng cho một quán quân đồng tính chưa. Khi được Rolling Stone hỏi về các suy đoán về thiên hướng tình dục của anh có ảnh hưởng đến kết quả cuối cùng hay không, Lambert cười và trả lời "chắc là có". Trong một bài báo của Rolling Stone được thực hiện sau khi cuộc thi đã chấm dứt, Lambert khẳng định rằng "Tôi không nghĩ rằng đó là sự ngạc nhiên cho bất cứ ai khi họ biết rằng tôi là người đồng tính...tôi hãnh diện về xu hướng tình dục của mình. Tôi ôm lấy nó. Nó chỉ là một phần khác nữa của tôi. "
Trong chương trình Top 3, Lambert đã chọn biểu diễn tại trường trung học mà anh từng học, Mt. Carmel. Tại đây, anh đã hát bài "Black or White" của Michael Jackson và phiên bản của Gary Jules cho bài "Mad World" do Tears for Fears sáng tác. Sau cuộc trình diễn, thị trưởng San Diego Jerry Sanders đã tuyên bố ngày 8 tháng 5 là "Ngày Adam Lambert".
Ngày 20 tháng 5 năm 2009, Lambert được tuyên bố là người về nhì cho cuộc thi American Idol mùa 8. Anh trình diễn một bản nhạc hỗn hợp gồm có các bài "Beth", "Detroit Rock City", và "Rock and Roll All Nite" cùng với ban nhạc KISS trong chương trình cuối cùng. Phiên bản của anh cho bài hát thắng cuộc "No Boundaries" sau này đã được bán trên đại lý bán nhạc trên mạng iTunes cùng với phiên bản của quán quân Kris Allen.
Khi thắng cuộc, Allen nói "Adam xứng đáng [giải này]". Allen giải thích rằng anh nghĩ rằng Lambert cũng đáng thắng giải như mình, và Lambert "là người kiên định nhất suốt năm. Anh ấy thật là một trong những nhà trình diễn có tài nhất mà tôi từng gặp."

#### Các lần trình diễn
| Tuần #              | Tuần #              | Tuần #              | Tuần #              | Tuần #              | Tuần #              | Tuần #              | Tuần #              | Tuần #              | Tuần #              | Tuần #              | Tuần #              | Tuần #              | Tuần #              | Tuần #              | Tuần #              | Tuần #              | Tuần #              | Tuần #              | Tuần #              | Tuần #              | Tuần #              | Tuần #              | Tuần #              | Tuần #              | Tuần #              | Tuần #              | Tuần #              | Tuần #              | Tuần #              | Tuần #              | Tuần #              | Tuần #              | Tuần #              | Tuần #              | Tuần #              | Tuần #              | Tuần #              | Tuần #              | Tuần #              | Tuần #              | Tuần #              | Tuần #              | Tuần #              | Tuần #              | Tuần #              | Tuần #              | Tuần #              | Tuần #              | Tuần #              | Tuần #              | Tuần #              | Tuần #              | Tuần #              | Tuần #              | Tuần #              | Tuần #              | Tuần #              | Tuần #              | Tuần #              | Tuần #              | Tuần #              | Tuần #              | Tuần #              | Tuần #              | Tuần #              | Tuần #              | Tuần #              | Tuần #              | Tuần #              | Tuần #              | Tuần #              | Tuần #              | Tuần #              | Tuần #              | Tuần #              | Tuần #              | Tuần #              | Tuần #              | Tuần #              | Tuần #              | Tuần #              | Tuần #              | Tuần #              | Tuần #              | Tuần #              | Tuần #              | Tuần #              | Tuần #              | Tuần #              | Tuần #              | Tuần #              | Tuần #              | Tuần #              | Tuần #              | Tuần #              | Tuần #              | Tuần #              | Tuần #              | Tuần #              | Chủ đề                                                    | Chủ đề                                                    | Chủ đề                                                    | Chủ đề                                                    | Chủ đề                                                    | Chủ đề                                                    | Chủ đề                                                    | Chủ đề                                                    | Chủ đề                                                    | Chủ đề                                                    | Chủ đề                                                    | Chủ đề                                                    | Chủ đề                                                    | Chủ đề                                                    | Chủ đề                                                    | Chủ đề                                                    | Chủ đề                                                    | Chủ đề                                                    | Chủ đề                                                    | Chủ đề                                                    | Chủ đề                                                    | Chủ đề                                                    | Chủ đề                                                    | Chủ đề                                                    | Chủ đề                                                    | Chủ đề                                                    | Chủ đề                                                    | Chủ đề                                                    | Chủ đề                                                    | Chủ đề                                                    | Chủ đề                                                    | Chủ đề                                                    | Chủ đề                                                    | Chủ đề                                                    | Chủ đề                                                    | Chủ đề                                                    | Chủ đề                                                    | Chủ đề                                                    | Chủ đề                                                    | Chủ đề                                                    | Chủ đề                                                    | Chủ đề                                                    | Chủ đề                                                    | Chủ đề                                                    | Chủ đề                                                    | Chủ đề                                                    | Chủ đề                                                    | Chủ đề                                                    | Chủ đề                                                    | Chủ đề                                                    | Chủ đề                                                    | Chủ đề                                                    | Chủ đề                                                    | Chủ đề                                                    | Chủ đề                                                    | Chủ đề                                                    | Chủ đề                                                    | Chủ đề                                                    | Chủ đề                                                    | Chủ đề                                                    | Chủ đề                                                    | Chủ đề                                                    | Chủ đề                                                    | Chủ đề                                                    | Chủ đề                                                    | Chủ đề                                                    | Chủ đề                                                    | Chủ đề                                                    | Chủ đề                                                    | Chủ đề                                                    | Chủ đề                                                    | Chủ đề                                                    | Chủ đề                                                    | Chủ đề                                                    | Chủ đề                                                    | Chủ đề                                                    | Chủ đề                                                    | Chủ đề                                                    | Chủ đề                                                    | Chủ đề                                                    | Chủ đề                                                    | Chủ đề                                                    | Chủ đề                                                    | Chủ đề                                                    | Chủ đề                                                    | Chủ đề                                                    | Chủ đề                                                    | Chủ đề                                                    | Chủ đề                                                    | Chủ đề                                                    | Chủ đề                                                    | Chủ đề                                                    | Chủ đề                                                    | Chủ đề                                                    | Chủ đề                                                    | Chủ đề                                                    | Chủ đề                                                    | Chủ đề                                                    | Chủ đề                                                    | Chủ đề                                                    | Bài hát trình diễn                                 | Bài hát trình diễn                                 | Bài hát trình diễn                                 | Bài hát trình diễn                                 | Bài hát trình diễn                                 | Bài hát trình diễn                                 | Bài hát trình diễn                                 | Bài hát trình diễn                                 | Bài hát trình diễn                                 | Bài hát trình diễn                                 | Bài hát trình diễn                                 | Bài hát trình diễn                                 | Bài hát trình diễn                                 | Bài hát trình diễn                                 | Bài hát trình diễn                                 | Bài hát trình diễn                                 | Bài hát trình diễn                                 | Bài hát trình diễn                                 | Bài hát trình diễn                                 | Bài hát trình diễn                                 | Bài hát trình diễn                                 | Bài hát trình diễn                                 | Bài hát trình diễn                                 | Bài hát trình diễn                                 | Bài hát trình diễn                                 | Bài hát trình diễn                                 | Bài hát trình diễn                                 | Bài hát trình diễn                                 | Bài hát trình diễn                                 | Bài hát trình diễn                                 | Bài hát trình diễn                                 | Bài hát trình diễn                                 | Bài hát trình diễn                                 | Bài hát trình diễn                                 | Bài hát trình diễn                                 | Bài hát trình diễn                                 | Bài hát trình diễn                                 | Bài hát trình diễn                                 | Bài hát trình diễn                                 | Bài hát trình diễn                                 | Bài hát trình diễn                                 | Bài hát trình diễn                                 | Bài hát trình diễn                                 | Bài hát trình diễn                                 | Bài hát trình diễn                                 | Bài hát trình diễn                                 | Bài hát trình diễn                                 | Bài hát trình diễn                                 | Bài hát trình diễn                                 | Bài hát trình diễn                                 | Bài hát trình diễn                                 | Bài hát trình diễn                                 | Bài hát trình diễn                                 | Bài hát trình diễn                                 | Bài hát trình diễn                                 | Bài hát trình diễn                                 | Bài hát trình diễn                                 | Bài hát trình diễn                                 | Bài hát trình diễn                                 | Bài hát trình diễn                                 | Bài hát trình diễn                                 | Bài hát trình diễn                                 | Bài hát trình diễn                                 | Bài hát trình diễn                                 | Bài hát trình diễn                                 | Bài hát trình diễn                                 | Bài hát trình diễn                                 | Bài hát trình diễn                                 | Bài hát trình diễn                                 | Bài hát trình diễn                                 | Bài hát trình diễn                                 | Bài hát trình diễn                                 | Bài hát trình diễn                                 | Bài hát trình diễn                                 | Bài hát trình diễn                                 | Bài hát trình diễn                                 | Bài hát trình diễn                                 | Bài hát trình diễn                                 | Bài hát trình diễn                                 | Bài hát trình diễn                                 | Bài hát trình diễn                                 | Bài hát trình diễn                                 | Bài hát trình diễn                                 | Bài hát trình diễn                                 | Bài hát trình diễn                                 | Bài hát trình diễn                                 | Bài hát trình diễn                                 | Bài hát trình diễn                                 | Bài hát trình diễn                                 | Bài hát trình diễn                                 | Bài hát trình diễn                                 | Bài hát trình diễn                                 | Bài hát trình diễn                                 | Bài hát trình diễn                                 | Bài hát trình diễn                                 | Bài hát trình diễn                                 | Bài hát trình diễn                                 | Bài hát trình diễn                                 | Bài hát trình diễn                                 | Bài hát trình diễn                                 | Nghệ sĩ trình diễn gốc                            | Nghệ sĩ trình diễn gốc                            | Nghệ sĩ trình diễn gốc                            | Nghệ sĩ trình diễn gốc                            | Nghệ sĩ trình diễn gốc                            | Nghệ sĩ trình diễn gốc                            | Nghệ sĩ trình diễn gốc                            | Nghệ sĩ trình diễn gốc                            | Nghệ sĩ trình diễn gốc                            | Nghệ sĩ trình diễn gốc                            | Nghệ sĩ trình diễn gốc                            | Nghệ sĩ trình diễn gốc                            | Nghệ sĩ trình diễn gốc                            | Nghệ sĩ trình diễn gốc                            | Nghệ sĩ trình diễn gốc                            | Nghệ sĩ trình diễn gốc                            | Nghệ sĩ trình diễn gốc                            | Nghệ sĩ trình diễn gốc                            | Nghệ sĩ trình diễn gốc                            | Nghệ sĩ trình diễn gốc                            | Nghệ sĩ trình diễn gốc                            | Nghệ sĩ trình diễn gốc                            | Nghệ sĩ trình diễn gốc                            | Nghệ sĩ trình diễn gốc                            | Nghệ sĩ trình diễn gốc                            | Nghệ sĩ trình diễn gốc                            | Nghệ sĩ trình diễn gốc                            | Nghệ sĩ trình diễn gốc                            | Nghệ sĩ trình diễn gốc                            | Nghệ sĩ trình diễn gốc                            | Nghệ sĩ trình diễn gốc                            | Nghệ sĩ trình diễn gốc                            | Nghệ sĩ trình diễn gốc                            | Nghệ sĩ trình diễn gốc                            | Nghệ sĩ trình diễn gốc                            | Nghệ sĩ trình diễn gốc                            | Nghệ sĩ trình diễn gốc                            | Nghệ sĩ trình diễn gốc                            | Nghệ sĩ trình diễn gốc                            | Nghệ sĩ trình diễn gốc                            | Nghệ sĩ trình diễn gốc                            | Nghệ sĩ trình diễn gốc                            | Nghệ sĩ trình diễn gốc                            | Nghệ sĩ trình diễn gốc                            | Nghệ sĩ trình diễn gốc                            | Nghệ sĩ trình diễn gốc                            | Nghệ sĩ trình diễn gốc                            | Nghệ sĩ trình diễn gốc                            | Nghệ sĩ trình diễn gốc                            | Nghệ sĩ trình diễn gốc                            | Nghệ sĩ trình diễn gốc                            | Nghệ sĩ trình diễn gốc                            | Nghệ sĩ trình diễn gốc                            | Nghệ sĩ trình diễn gốc                            | Nghệ sĩ trình diễn gốc                            | Nghệ sĩ trình diễn gốc                            | Nghệ sĩ trình diễn gốc                            | Nghệ sĩ trình diễn gốc                            | Nghệ sĩ trình diễn gốc                            | Nghệ sĩ trình diễn gốc                            | Nghệ sĩ trình diễn gốc                            | Nghệ sĩ trình diễn gốc                            | Nghệ sĩ trình diễn gốc                            | Nghệ sĩ trình diễn gốc                            | Nghệ sĩ trình diễn gốc                            | Nghệ sĩ trình diễn gốc                            | Nghệ sĩ trình diễn gốc                            | Nghệ sĩ trình diễn gốc                            | Nghệ sĩ trình diễn gốc                            | Nghệ sĩ trình diễn gốc                            | Nghệ sĩ trình diễn gốc                            | Nghệ sĩ trình diễn gốc                            | Nghệ sĩ trình diễn gốc                            | Nghệ sĩ trình diễn gốc                            | Nghệ sĩ trình diễn gốc                            | Nghệ sĩ trình diễn gốc                            | Nghệ sĩ trình diễn gốc                            | Nghệ sĩ trình diễn gốc                            | Nghệ sĩ trình diễn gốc                            | Nghệ sĩ trình diễn gốc                            | Nghệ sĩ trình diễn gốc                            | Nghệ sĩ trình diễn gốc                            | Nghệ sĩ trình diễn gốc                            | Nghệ sĩ trình diễn gốc                            | Nghệ sĩ trình diễn gốc                            | Nghệ sĩ trình diễn gốc                            | Nghệ sĩ trình diễn gốc                            | Nghệ sĩ trình diễn gốc                            | Nghệ sĩ trình diễn gốc                            | Nghệ sĩ trình diễn gốc                            | Nghệ sĩ trình diễn gốc                            | Nghệ sĩ trình diễn gốc                            | Nghệ sĩ trình diễn gốc                            | Nghệ sĩ trình diễn gốc                            | Nghệ sĩ trình diễn gốc                            | Nghệ sĩ trình diễn gốc                            | Nghệ sĩ trình diễn gốc                            | Nghệ sĩ trình diễn gốc                            | Nghệ sĩ trình diễn gốc                            | Nghệ sĩ trình diễn gốc                            | Thứ tự # | Thứ tự # | Thứ tự # | Thứ tự # | Thứ tự # | Thứ tự # | Thứ tự # | Thứ tự # | Thứ tự # | Thứ tự # | Thứ tự # | Thứ tự # | Thứ tự # | Thứ tự # | Thứ tự # | Thứ tự # | Thứ tự # | Thứ tự # | Thứ tự # | Thứ tự # | Thứ tự # | Thứ tự # | Thứ tự # | Thứ tự # | Thứ tự # | Thứ tự # | Thứ tự # | Thứ tự # | Thứ tự # | Thứ tự # | Thứ tự # | Thứ tự # | Thứ tự # | Thứ tự # | Thứ tự # | Thứ tự # | Thứ tự # | Thứ tự # | Thứ tự # | Thứ tự # | Thứ tự # | Thứ tự # | Thứ tự # | Thứ tự # | Thứ tự # | Thứ tự # | Thứ tự # | Thứ tự # | Thứ tự # | Thứ tự # | Thứ tự # | Thứ tự # | Thứ tự # | Thứ tự # | Thứ tự # | Thứ tự # | Thứ tự # | Thứ tự # | Thứ tự # | Thứ tự # | Thứ tự # | Thứ tự # | Thứ tự # | Thứ tự # | Thứ tự # | Thứ tự # | Thứ tự # | Thứ tự # | Thứ tự # | Thứ tự # | Thứ tự # | Thứ tự # | Thứ tự # | Thứ tự # | Thứ tự # | Thứ tự # | Thứ tự # | Thứ tự # | Thứ tự # | Thứ tự # | Thứ tự # | Thứ tự # | Thứ tự # | Thứ tự # | Thứ tự # | Thứ tự # | Thứ tự # | Thứ tự # | Thứ tự # | Thứ tự # | Thứ tự # | Thứ tự # | Thứ tự # | Thứ tự # | Thứ tự # | Thứ tự # | Thứ tự # | Thứ tự # | Thứ tự # | Thứ tự # | Kết quả  | Kết quả  | Kết quả  | Kết quả  | Kết quả  | Kết quả  | Kết quả  | Kết quả  | Kết quả  | Kết quả  | Kết quả  | Kết quả  | Kết quả  | Kết quả  | Kết quả  | Kết quả  | Kết quả  | Kết quả  | Kết quả  | Kết quả  | Kết quả  | Kết quả  | Kết quả  | Kết quả  | Kết quả  | Kết quả  | Kết quả  | Kết quả  | Kết quả  | Kết quả  | Kết quả  | Kết quả  | Kết quả  | Kết quả  | Kết quả  | Kết quả  | Kết quả  | Kết quả  | Kết quả  | Kết quả  | Kết quả  | Kết quả  | Kết quả  | Kết quả  | Kết quả  | Kết quả  | Kết quả  | Kết quả  | Kết quả  | Kết quả  | Kết quả  | Kết quả  | Kết quả  | Kết quả  | Kết quả  | Kết quả  | Kết quả  | Kết quả  | Kết quả  | Kết quả  | Kết quả  | Kết quả  | Kết quả  | Kết quả  | Kết quả  | Kết quả  | Kết quả  | Kết quả  | Kết quả  | Kết quả  | Kết quả  | Kết quả  | Kết quả  | Kết quả  | Kết quả  | Kết quả  | Kết quả  | Kết quả  | Kết quả  | Kết quả  | Kết quả  | Kết quả  | Kết quả  | Kết quả  | Kết quả  | Kết quả  | Kết quả  | Kết quả  | Kết quả  | Kết quả  | Kết quả  | Kết quả  | Kết quả  | Kết quả  | Kết quả  | Kết quả  | Kết quả  | Kết quả  | Kết quả  | Kết quả  |
| Audition            | Audition            | Audition            | Audition            | Audition            | Audition            | Audition            | Audition            | Audition            | Audition            | Audition            | Audition            | Audition            | Audition            | Audition            | Audition            | Audition            | Audition            | Audition            | Audition            | Audition            | Audition            | Audition            | Audition            | Audition            | Audition            | Audition            | Audition            | Audition            | Audition            | Audition            | Audition            | Audition            | Audition            | Audition            | Audition            | Audition            | Audition            | Audition            | Audition            | Audition            | Audition            | Audition            | Audition            | Audition            | Audition            | Audition            | Audition            | Audition            | Audition            | Audition            | Audition            | Audition            | Audition            | Audition            | Audition            | Audition            | Audition            | Audition            | Audition            | Audition            | Audition            | Audition            | Audition            | Audition            | Audition            | Audition            | Audition            | Audition            | Audition            | Audition            | Audition            | Audition            | Audition            | Audition            | Audition            | Audition            | Audition            | Audition            | Audition            | Audition            | Audition            | Audition            | Audition            | Audition            | Audition            | Audition            | Audition            | Audition            | Audition            | Audition            | Audition            | Audition            | Audition            | Audition            | Audition            | Audition            | Audition            | Audition            | Audition            | N/A                                                       | N/A                                                       | N/A                                                       | N/A                                                       | N/A                                                       | N/A                                                       | N/A                                                       | N/A                                                       | N/A                                                       | N/A                                                       | N/A                                                       | N/A                                                       | N/A                                                       | N/A                                                       | N/A                                                       | N/A                                                       | N/A                                                       | N/A                                                       | N/A                                                       | N/A                                                       | N/A                                                       | N/A                                                       | N/A                                                       | N/A                                                       | N/A                                                       | N/A                                                       | N/A                                                       | N/A                                                       | N/A                                                       | N/A                                                       | N/A                                                       | N/A                                                       | N/A                                                       | N/A                                                       | N/A                                                       | N/A                                                       | N/A                                                       | N/A                                                       | N/A                                                       | N/A                                                       | N/A                                                       | N/A                                                       | N/A                                                       | N/A                                                       | N/A                                                       | N/A                                                       | N/A                                                       | N/A                                                       | N/A                                                       | N/A                                                       | N/A                                                       | N/A                                                       | N/A                                                       | N/A                                                       | N/A                                                       | N/A                                                       | N/A                                                       | N/A                                                       | N/A                                                       | N/A                                                       | N/A                                                       | N/A                                                       | N/A                                                       | N/A                                                       | N/A                                                       | N/A                                                       | N/A                                                       | N/A                                                       | N/A                                                       | N/A                                                       | N/A                                                       | N/A                                                       | N/A                                                       | N/A                                                       | N/A                                                       | N/A                                                       | N/A                                                       | N/A                                                       | N/A                                                       | N/A                                                       | N/A                                                       | N/A                                                       | N/A                                                       | N/A                                                       | N/A                                                       | N/A                                                       | N/A                                                       | N/A                                                       | N/A                                                       | N/A                                                       | N/A                                                       | N/A                                                       | N/A                                                       | N/A                                                       | N/A                                                       | N/A                                                       | N/A                                                       | N/A                                                       | N/A                                                       | N/A                                                       | "Rock with You" Bohemian Rhapsody"                 | "Rock with You" Bohemian Rhapsody"                 | "Rock with You" Bohemian Rhapsody"                 | "Rock with You" Bohemian Rhapsody"                 | "Rock with You" Bohemian Rhapsody"                 | "Rock with You" Bohemian Rhapsody"                 | "Rock with You" Bohemian Rhapsody"                 | "Rock with You" Bohemian Rhapsody"                 | "Rock with You" Bohemian Rhapsody"                 | "Rock with You" Bohemian Rhapsody"                 | "Rock with You" Bohemian Rhapsody"                 | "Rock with You" Bohemian Rhapsody"                 | "Rock with You" Bohemian Rhapsody"                 | "Rock with You" Bohemian Rhapsody"                 | "Rock with You" Bohemian Rhapsody"                 | "Rock with You" Bohemian Rhapsody"                 | "Rock with You" Bohemian Rhapsody"                 | "Rock with You" Bohemian Rhapsody"                 | "Rock with You" Bohemian Rhapsody"                 | "Rock with You" Bohemian Rhapsody"                 | "Rock with You" Bohemian Rhapsody"                 | "Rock with You" Bohemian Rhapsody"                 | "Rock with You" Bohemian Rhapsody"                 | "Rock with You" Bohemian Rhapsody"                 | "Rock with You" Bohemian Rhapsody"                 | "Rock with You" Bohemian Rhapsody"                 | "Rock with You" Bohemian Rhapsody"                 | "Rock with You" Bohemian Rhapsody"                 | "Rock with You" Bohemian Rhapsody"                 | "Rock with You" Bohemian Rhapsody"                 | "Rock with You" Bohemian Rhapsody"                 | "Rock with You" Bohemian Rhapsody"                 | "Rock with You" Bohemian Rhapsody"                 | "Rock with You" Bohemian Rhapsody"                 | "Rock with You" Bohemian Rhapsody"                 | "Rock with You" Bohemian Rhapsody"                 | "Rock with You" Bohemian Rhapsody"                 | "Rock with You" Bohemian Rhapsody"                 | "Rock with You" Bohemian Rhapsody"                 | "Rock with You" Bohemian Rhapsody"                 | "Rock with You" Bohemian Rhapsody"                 | "Rock with You" Bohemian Rhapsody"                 | "Rock with You" Bohemian Rhapsody"                 | "Rock with You" Bohemian Rhapsody"                 | "Rock with You" Bohemian Rhapsody"                 | "Rock with You" Bohemian Rhapsody"                 | "Rock with You" Bohemian Rhapsody"                 | "Rock with You" Bohemian Rhapsody"                 | "Rock with You" Bohemian Rhapsody"                 | "Rock with You" Bohemian Rhapsody"                 | "Rock with You" Bohemian Rhapsody"                 | "Rock with You" Bohemian Rhapsody"                 | "Rock with You" Bohemian Rhapsody"                 | "Rock with You" Bohemian Rhapsody"                 | "Rock with You" Bohemian Rhapsody"                 | "Rock with You" Bohemian Rhapsody"                 | "Rock with You" Bohemian Rhapsody"                 | "Rock with You" Bohemian Rhapsody"                 | "Rock with You" Bohemian Rhapsody"                 | "Rock with You" Bohemian Rhapsody"                 | "Rock with You" Bohemian Rhapsody"                 | "Rock with You" Bohemian Rhapsody"                 | "Rock with You" Bohemian Rhapsody"                 | "Rock with You" Bohemian Rhapsody"                 | "Rock with You" Bohemian Rhapsody"                 | "Rock with You" Bohemian Rhapsody"                 | "Rock with You" Bohemian Rhapsody"                 | "Rock with You" Bohemian Rhapsody"                 | "Rock with You" Bohemian Rhapsody"                 | "Rock with You" Bohemian Rhapsody"                 | "Rock with You" Bohemian Rhapsody"                 | "Rock with You" Bohemian Rhapsody"                 | "Rock with You" Bohemian Rhapsody"                 | "Rock with You" Bohemian Rhapsody"                 | "Rock with You" Bohemian Rhapsody"                 | "Rock with You" Bohemian Rhapsody"                 | "Rock with You" Bohemian Rhapsody"                 | "Rock with You" Bohemian Rhapsody"                 | "Rock with You" Bohemian Rhapsody"                 | "Rock with You" Bohemian Rhapsody"                 | "Rock with You" Bohemian Rhapsody"                 | "Rock with You" Bohemian Rhapsody"                 | "Rock with You" Bohemian Rhapsody"                 | "Rock with You" Bohemian Rhapsody"                 | "Rock with You" Bohemian Rhapsody"                 | "Rock with You" Bohemian Rhapsody"                 | "Rock with You" Bohemian Rhapsody"                 | "Rock with You" Bohemian Rhapsody"                 | "Rock with You" Bohemian Rhapsody"                 | "Rock with You" Bohemian Rhapsody"                 | "Rock with You" Bohemian Rhapsody"                 | "Rock with You" Bohemian Rhapsody"                 | "Rock with You" Bohemian Rhapsody"                 | "Rock with You" Bohemian Rhapsody"                 | "Rock with You" Bohemian Rhapsody"                 | "Rock with You" Bohemian Rhapsody"                 | "Rock with You" Bohemian Rhapsody"                 | "Rock with You" Bohemian Rhapsody"                 | "Rock with You" Bohemian Rhapsody"                 | "Rock with You" Bohemian Rhapsody"                 | Michael Jackson Queen                             | Michael Jackson Queen                             | Michael Jackson Queen                             | Michael Jackson Queen                             | Michael Jackson Queen                             | Michael Jackson Queen                             | Michael Jackson Queen                             | Michael Jackson Queen                             | Michael Jackson Queen                             | Michael Jackson Queen                             | Michael Jackson Queen                             | Michael Jackson Queen                             | Michael Jackson Queen                             | Michael Jackson Queen                             | Michael Jackson Queen                             | Michael Jackson Queen                             | Michael Jackson Queen                             | Michael Jackson Queen                             | Michael Jackson Queen                             | Michael Jackson Queen                             | Michael Jackson Queen                             | Michael Jackson Queen                             | Michael Jackson Queen                             | Michael Jackson Queen                             | Michael Jackson Queen                             | Michael Jackson Queen                             | Michael Jackson Queen                             | Michael Jackson Queen                             | Michael Jackson Queen                             | Michael Jackson Queen                             | Michael Jackson Queen                             | Michael Jackson Queen                             | Michael Jackson Queen                             | Michael Jackson Queen                             | Michael Jackson Queen                             | Michael Jackson Queen                             | Michael Jackson Queen                             | Michael Jackson Queen                             | Michael Jackson Queen                             | Michael Jackson Queen                             | Michael Jackson Queen                             | Michael Jackson Queen                             | Michael Jackson Queen                             | Michael Jackson Queen                             | Michael Jackson Queen                             | Michael Jackson Queen                             | Michael Jackson Queen                             | Michael Jackson Queen                             | Michael Jackson Queen                             | Michael Jackson Queen                             | Michael Jackson Queen                             | Michael Jackson Queen                             | Michael Jackson Queen                             | Michael Jackson Queen                             | Michael Jackson Queen                             | Michael Jackson Queen                             | Michael Jackson Queen                             | Michael Jackson Queen                             | Michael Jackson Queen                             | Michael Jackson Queen                             | Michael Jackson Queen                             | Michael Jackson Queen                             | Michael Jackson Queen                             | Michael Jackson Queen                             | Michael Jackson Queen                             | Michael Jackson Queen                             | Michael Jackson Queen                             | Michael Jackson Queen                             | Michael Jackson Queen                             | Michael Jackson Queen                             | Michael Jackson Queen                             | Michael Jackson Queen                             | Michael Jackson Queen                             | Michael Jackson Queen                             | Michael Jackson Queen                             | Michael Jackson Queen                             | Michael Jackson Queen                             | Michael Jackson Queen                             | Michael Jackson Queen                             | Michael Jackson Queen                             | Michael Jackson Queen                             | Michael Jackson Queen                             | Michael Jackson Queen                             | Michael Jackson Queen                             | Michael Jackson Queen                             | Michael Jackson Queen                             | Michael Jackson Queen                             | Michael Jackson Queen                             | Michael Jackson Queen                             | Michael Jackson Queen                             | Michael Jackson Queen                             | Michael Jackson Queen                             | Michael Jackson Queen                             | Michael Jackson Queen                             | Michael Jackson Queen                             | Michael Jackson Queen                             | Michael Jackson Queen                             | Michael Jackson Queen                             | Michael Jackson Queen                             | Michael Jackson Queen                             | N/A      | N/A      | N/A      | N/A      | N/A      | N/A      | N/A      | N/A      | N/A      | N/A      | N/A      | N/A      | N/A      | N/A      | N/A      | N/A      | N/A      | N/A      | N/A      | N/A      | N/A      | N/A      | N/A      | N/A      | N/A      | N/A      | N/A      | N/A      | N/A      | N/A      | N/A      | N/A      | N/A      | N/A      | N/A      | N/A      | N/A      | N/A      | N/A      | N/A      | N/A      | N/A      | N/A      | N/A      | N/A      | N/A      | N/A      | N/A      | N/A      | N/A      | N/A      | N/A      | N/A      | N/A      | N/A      | N/A      | N/A      | N/A      | N/A      | N/A      | N/A      | N/A      | N/A      | N/A      | N/A      | N/A      | N/A      | N/A      | N/A      | N/A      | N/A      | N/A      | N/A      | N/A      | N/A      | N/A      | N/A      | N/A      | N/A      | N/A      | N/A      | N/A      | N/A      | N/A      | N/A      | N/A      | N/A      | N/A      | N/A      | N/A      | N/A      | N/A      | N/A      | N/A      | N/A      | N/A      | N/A      | N/A      | N/A      | N/A      | Đi tiếp  | Đi tiếp  | Đi tiếp  | Đi tiếp  | Đi tiếp  | Đi tiếp  | Đi tiếp  | Đi tiếp  | Đi tiếp  | Đi tiếp  | Đi tiếp  | Đi tiếp  | Đi tiếp  | Đi tiếp  | Đi tiếp  | Đi tiếp  | Đi tiếp  | Đi tiếp  | Đi tiếp  | Đi tiếp  | Đi tiếp  | Đi tiếp  | Đi tiếp  | Đi tiếp  | Đi tiếp  | Đi tiếp  | Đi tiếp  | Đi tiếp  | Đi tiếp  | Đi tiếp  | Đi tiếp  | Đi tiếp  | Đi tiếp  | Đi tiếp  | Đi tiếp  | Đi tiếp  | Đi tiếp  | Đi tiếp  | Đi tiếp  | Đi tiếp  | Đi tiếp  | Đi tiếp  | Đi tiếp  | Đi tiếp  | Đi tiếp  | Đi tiếp  | Đi tiếp  | Đi tiếp  | Đi tiếp  | Đi tiếp  | Đi tiếp  | Đi tiếp  | Đi tiếp  | Đi tiếp  | Đi tiếp  | Đi tiếp  | Đi tiếp  | Đi tiếp  | Đi tiếp  | Đi tiếp  | Đi tiếp  | Đi tiếp  | Đi tiếp  | Đi tiếp  | Đi tiếp  | Đi tiếp  | Đi tiếp  | Đi tiếp  | Đi tiếp  | Đi tiếp  | Đi tiếp  | Đi tiếp  | Đi tiếp  | Đi tiếp  | Đi tiếp  | Đi tiếp  | Đi tiếp  | Đi tiếp  | Đi tiếp  | Đi tiếp  | Đi tiếp  | Đi tiếp  | Đi tiếp  | Đi tiếp  | Đi tiếp  | Đi tiếp  | Đi tiếp  | Đi tiếp  | Đi tiếp  | Đi tiếp  | Đi tiếp  | Đi tiếp  | Đi tiếp  | Đi tiếp  | Đi tiếp  | Đi tiếp  | Đi tiếp  | Đi tiếp  | Đi tiếp  | Đi tiếp  |
| Hollywood           | Hollywood           | Hollywood           | Hollywood           | Hollywood           | Hollywood           | Hollywood           | Hollywood           | Hollywood           | Hollywood           | Hollywood           | Hollywood           | Hollywood           | Hollywood           | Hollywood           | Hollywood           | Hollywood           | Hollywood           | Hollywood           | Hollywood           | Hollywood           | Hollywood           | Hollywood           | Hollywood           | Hollywood           | Hollywood           | Hollywood           | Hollywood           | Hollywood           | Hollywood           | Hollywood           | Hollywood           | Hollywood           | Hollywood           | Hollywood           | Hollywood           | Hollywood           | Hollywood           | Hollywood           | Hollywood           | Hollywood           | Hollywood           | Hollywood           | Hollywood           | Hollywood           | Hollywood           | Hollywood           | Hollywood           | Hollywood           | Hollywood           | Hollywood           | Hollywood           | Hollywood           | Hollywood           | Hollywood           | Hollywood           | Hollywood           | Hollywood           | Hollywood           | Hollywood           | Hollywood           | Hollywood           | Hollywood           | Hollywood           | Hollywood           | Hollywood           | Hollywood           | Hollywood           | Hollywood           | Hollywood           | Hollywood           | Hollywood           | Hollywood           | Hollywood           | Hollywood           | Hollywood           | Hollywood           | Hollywood           | Hollywood           | Hollywood           | Hollywood           | Hollywood           | Hollywood           | Hollywood           | Hollywood           | Hollywood           | Hollywood           | Hollywood           | Hollywood           | Hollywood           | Hollywood           | Hollywood           | Hollywood           | Hollywood           | Hollywood           | Hollywood           | Hollywood           | Hollywood           | Hollywood           | Hollywood           | First Solo                                                | First Solo                                                | First Solo                                                | First Solo                                                | First Solo                                                | First Solo                                                | First Solo                                                | First Solo                                                | First Solo                                                | First Solo                                                | First Solo                                                | First Solo                                                | First Solo                                                | First Solo                                                | First Solo                                                | First Solo                                                | First Solo                                                | First Solo                                                | First Solo                                                | First Solo                                                | First Solo                                                | First Solo                                                | First Solo                                                | First Solo                                                | First Solo                                                | First Solo                                                | First Solo                                                | First Solo                                                | First Solo                                                | First Solo                                                | First Solo                                                | First Solo                                                | First Solo                                                | First Solo                                                | First Solo                                                | First Solo                                                | First Solo                                                | First Solo                                                | First Solo                                                | First Solo                                                | First Solo                                                | First Solo                                                | First Solo                                                | First Solo                                                | First Solo                                                | First Solo                                                | First Solo                                                | First Solo                                                | First Solo                                                | First Solo                                                | First Solo                                                | First Solo                                                | First Solo                                                | First Solo                                                | First Solo                                                | First Solo                                                | First Solo                                                | First Solo                                                | First Solo                                                | First Solo                                                | First Solo                                                | First Solo                                                | First Solo                                                | First Solo                                                | First Solo                                                | First Solo                                                | First Solo                                                | First Solo                                                | First Solo                                                | First Solo                                                | First Solo                                                | First Solo                                                | First Solo                                                | First Solo                                                | First Solo                                                | First Solo                                                | First Solo                                                | First Solo                                                | First Solo                                                | First Solo                                                | First Solo                                                | First Solo                                                | First Solo                                                | First Solo                                                | First Solo                                                | First Solo                                                | First Solo                                                | First Solo                                                | First Solo                                                | First Solo                                                | First Solo                                                | First Solo                                                | First Solo                                                | First Solo                                                | First Solo                                                | First Solo                                                | First Solo                                                | First Solo                                                | First Solo                                                | First Solo                                                | "What's Up"                                        | "What's Up"                                        | "What's Up"                                        | "What's Up"                                        | "What's Up"                                        | "What's Up"                                        | "What's Up"                                        | "What's Up"                                        | "What's Up"                                        | "What's Up"                                        | "What's Up"                                        | "What's Up"                                        | "What's Up"                                        | "What's Up"                                        | "What's Up"                                        | "What's Up"                                        | "What's Up"                                        | "What's Up"                                        | "What's Up"                                        | "What's Up"                                        | "What's Up"                                        | "What's Up"                                        | "What's Up"                                        | "What's Up"                                        | "What's Up"                                        | "What's Up"                                        | "What's Up"                                        | "What's Up"                                        | "What's Up"                                        | "What's Up"                                        | "What's Up"                                        | "What's Up"                                        | "What's Up"                                        | "What's Up"                                        | "What's Up"                                        | "What's Up"                                        | "What's Up"                                        | "What's Up"                                        | "What's Up"                                        | "What's Up"                                        | "What's Up"                                        | "What's Up"                                        | "What's Up"                                        | "What's Up"                                        | "What's Up"                                        | "What's Up"                                        | "What's Up"                                        | "What's Up"                                        | "What's Up"                                        | "What's Up"                                        | "What's Up"                                        | "What's Up"                                        | "What's Up"                                        | "What's Up"                                        | "What's Up"                                        | "What's Up"                                        | "What's Up"                                        | "What's Up"                                        | "What's Up"                                        | "What's Up"                                        | "What's Up"                                        | "What's Up"                                        | "What's Up"                                        | "What's Up"                                        | "What's Up"                                        | "What's Up"                                        | "What's Up"                                        | "What's Up"                                        | "What's Up"                                        | "What's Up"                                        | "What's Up"                                        | "What's Up"                                        | "What's Up"                                        | "What's Up"                                        | "What's Up"                                        | "What's Up"                                        | "What's Up"                                        | "What's Up"                                        | "What's Up"                                        | "What's Up"                                        | "What's Up"                                        | "What's Up"                                        | "What's Up"                                        | "What's Up"                                        | "What's Up"                                        | "What's Up"                                        | "What's Up"                                        | "What's Up"                                        | "What's Up"                                        | "What's Up"                                        | "What's Up"                                        | "What's Up"                                        | "What's Up"                                        | "What's Up"                                        | "What's Up"                                        | "What's Up"                                        | "What's Up"                                        | "What's Up"                                        | "What's Up"                                        | "What's Up"                                        | 4 Non Blondes                                     | 4 Non Blondes                                     | 4 Non Blondes                                     | 4 Non Blondes                                     | 4 Non Blondes                                     | 4 Non Blondes                                     | 4 Non Blondes                                     | 4 Non Blondes                                     | 4 Non Blondes                                     | 4 Non Blondes                                     | 4 Non Blondes                                     | 4 Non Blondes                                     | 4 Non Blondes                                     | 4 Non Blondes                                     | 4 Non Blondes                                     | 4 Non Blondes                                     | 4 Non Blondes                                     | 4 Non Blondes                                     | 4 Non Blondes                                     | 4 Non Blondes                                     | 4 Non Blondes                                     | 4 Non Blondes                                     | 4 Non Blondes                                     | 4 Non Blondes                                     | 4 Non Blondes                                     | 4 Non Blondes                                     | 4 Non Blondes                                     | 4 Non Blondes                                     | 4 Non Blondes                                     | 4 Non Blondes                                     | 4 Non Blondes                                     | 4 Non Blondes                                     | 4 Non Blondes                                     | 4 Non Blondes                                     | 4 Non Blondes                                     | 4 Non Blondes                                     | 4 Non Blondes                                     | 4 Non Blondes                                     | 4 Non Blondes                                     | 4 Non Blondes                                     | 4 Non Blondes                                     | 4 Non Blondes                                     | 4 Non Blondes                                     | 4 Non Blondes                                     | 4 Non Blondes                                     | 4 Non Blondes                                     | 4 Non Blondes                                     | 4 Non Blondes                                     | 4 Non Blondes                                     | 4 Non Blondes                                     | 4 Non Blondes                                     | 4 Non Blondes                                     | 4 Non Blondes                                     | 4 Non Blondes                                     | 4 Non Blondes                                     | 4 Non Blondes                                     | 4 Non Blondes                                     | 4 Non Blondes                                     | 4 Non Blondes                                     | 4 Non Blondes                                     | 4 Non Blondes                                     | 4 Non Blondes                                     | 4 Non Blondes                                     | 4 Non Blondes                                     | 4 Non Blondes                                     | 4 Non Blondes                                     | 4 Non Blondes                                     | 4 Non Blondes                                     | 4 Non Blondes                                     | 4 Non Blondes                                     | 4 Non Blondes                                     | 4 Non Blondes                                     | 4 Non Blondes                                     | 4 Non Blondes                                     | 4 Non Blondes                                     | 4 Non Blondes                                     | 4 Non Blondes                                     | 4 Non Blondes                                     | 4 Non Blondes                                     | 4 Non Blondes                                     | 4 Non Blondes                                     | 4 Non Blondes                                     | 4 Non Blondes                                     | 4 Non Blondes                                     | 4 Non Blondes                                     | 4 Non Blondes                                     | 4 Non Blondes                                     | 4 Non Blondes                                     | 4 Non Blondes                                     | 4 Non Blondes                                     | 4 Non Blondes                                     | 4 Non Blondes                                     | 4 Non Blondes                                     | 4 Non Blondes                                     | 4 Non Blondes                                     | 4 Non Blondes                                     | 4 Non Blondes                                     | 4 Non Blondes                                     | 4 Non Blondes                                     | 4 Non Blondes                                     | N/A      | N/A      | N/A      | N/A      | N/A      | N/A      | N/A      | N/A      | N/A      | N/A      | N/A      | N/A      | N/A      | N/A      | N/A      | N/A      | N/A      | N/A      | N/A      | N/A      | N/A      | N/A      | N/A      | N/A      | N/A      | N/A      | N/A      | N/A      | N/A      | N/A      | N/A      | N/A      | N/A      | N/A      | N/A      | N/A      | N/A      | N/A      | N/A      | N/A      | N/A      | N/A      | N/A      | N/A      | N/A      | N/A      | N/A      | N/A      | N/A      | N/A      | N/A      | N/A      | N/A      | N/A      | N/A      | N/A      | N/A      | N/A      | N/A      | N/A      | N/A      | N/A      | N/A      | N/A      | N/A      | N/A      | N/A      | N/A      | N/A      | N/A      | N/A      | N/A      | N/A      | N/A      | N/A      | N/A      | N/A      | N/A      | N/A      | N/A      | N/A      | N/A      | N/A      | N/A      | N/A      | N/A      | N/A      | N/A      | N/A      | N/A      | N/A      | N/A      | N/A      | N/A      | N/A      | N/A      | N/A      | N/A      | N/A      | N/A      | Đi tiếp  | Đi tiếp  | Đi tiếp  | Đi tiếp  | Đi tiếp  | Đi tiếp  | Đi tiếp  | Đi tiếp  | Đi tiếp  | Đi tiếp  | Đi tiếp  | Đi tiếp  | Đi tiếp  | Đi tiếp  | Đi tiếp  | Đi tiếp  | Đi tiếp  | Đi tiếp  | Đi tiếp  | Đi tiếp  | Đi tiếp  | Đi tiếp  | Đi tiếp  | Đi tiếp  | Đi tiếp  | Đi tiếp  | Đi tiếp  | Đi tiếp  | Đi tiếp  | Đi tiếp  | Đi tiếp  | Đi tiếp  | Đi tiếp  | Đi tiếp  | Đi tiếp  | Đi tiếp  | Đi tiếp  | Đi tiếp  | Đi tiếp  | Đi tiếp  | Đi tiếp  | Đi tiếp  | Đi tiếp  | Đi tiếp  | Đi tiếp  | Đi tiếp  | Đi tiếp  | Đi tiếp  | Đi tiếp  | Đi tiếp  | Đi tiếp  | Đi tiếp  | Đi tiếp  | Đi tiếp  | Đi tiếp  | Đi tiếp  | Đi tiếp  | Đi tiếp  | Đi tiếp  | Đi tiếp  | Đi tiếp  | Đi tiếp  | Đi tiếp  | Đi tiếp  | Đi tiếp  | Đi tiếp  | Đi tiếp  | Đi tiếp  | Đi tiếp  | Đi tiếp  | Đi tiếp  | Đi tiếp  | Đi tiếp  | Đi tiếp  | Đi tiếp  | Đi tiếp  | Đi tiếp  | Đi tiếp  | Đi tiếp  | Đi tiếp  | Đi tiếp  | Đi tiếp  | Đi tiếp  | Đi tiếp  | Đi tiếp  | Đi tiếp  | Đi tiếp  | Đi tiếp  | Đi tiếp  | Đi tiếp  | Đi tiếp  | Đi tiếp  | Đi tiếp  | Đi tiếp  | Đi tiếp  | Đi tiếp  | Đi tiếp  | Đi tiếp  | Đi tiếp  | Đi tiếp  |
| Hollywood           | Hollywood           | Hollywood           | Hollywood           | Hollywood           | Hollywood           | Hollywood           | Hollywood           | Hollywood           | Hollywood           | Hollywood           | Hollywood           | Hollywood           | Hollywood           | Hollywood           | Hollywood           | Hollywood           | Hollywood           | Hollywood           | Hollywood           | Hollywood           | Hollywood           | Hollywood           | Hollywood           | Hollywood           | Hollywood           | Hollywood           | Hollywood           | Hollywood           | Hollywood           | Hollywood           | Hollywood           | Hollywood           | Hollywood           | Hollywood           | Hollywood           | Hollywood           | Hollywood           | Hollywood           | Hollywood           | Hollywood           | Hollywood           | Hollywood           | Hollywood           | Hollywood           | Hollywood           | Hollywood           | Hollywood           | Hollywood           | Hollywood           | Hollywood           | Hollywood           | Hollywood           | Hollywood           | Hollywood           | Hollywood           | Hollywood           | Hollywood           | Hollywood           | Hollywood           | Hollywood           | Hollywood           | Hollywood           | Hollywood           | Hollywood           | Hollywood           | Hollywood           | Hollywood           | Hollywood           | Hollywood           | Hollywood           | Hollywood           | Hollywood           | Hollywood           | Hollywood           | Hollywood           | Hollywood           | Hollywood           | Hollywood           | Hollywood           | Hollywood           | Hollywood           | Hollywood           | Hollywood           | Hollywood           | Hollywood           | Hollywood           | Hollywood           | Hollywood           | Hollywood           | Hollywood           | Hollywood           | Hollywood           | Hollywood           | Hollywood           | Hollywood           | Hollywood           | Hollywood           | Hollywood           | Hollywood           | Group Performance                                         | Group Performance                                         | Group Performance                                         | Group Performance                                         | Group Performance                                         | Group Performance                                         | Group Performance                                         | Group Performance                                         | Group Performance                                         | Group Performance                                         | Group Performance                                         | Group Performance                                         | Group Performance                                         | Group Performance                                         | Group Performance                                         | Group Performance                                         | Group Performance                                         | Group Performance                                         | Group Performance                                         | Group Performance                                         | Group Performance                                         | Group Performance                                         | Group Performance                                         | Group Performance                                         | Group Performance                                         | Group Performance                                         | Group Performance                                         | Group Performance                                         | Group Performance                                         | Group Performance                                         | Group Performance                                         | Group Performance                                         | Group Performance                                         | Group Performance                                         | Group Performance                                         | Group Performance                                         | Group Performance                                         | Group Performance                                         | Group Performance                                         | Group Performance                                         | Group Performance                                         | Group Performance                                         | Group Performance                                         | Group Performance                                         | Group Performance                                         | Group Performance                                         | Group Performance                                         | Group Performance                                         | Group Performance                                         | Group Performance                                         | Group Performance                                         | Group Performance                                         | Group Performance                                         | Group Performance                                         | Group Performance                                         | Group Performance                                         | Group Performance                                         | Group Performance                                         | Group Performance                                         | Group Performance                                         | Group Performance                                         | Group Performance                                         | Group Performance                                         | Group Performance                                         | Group Performance                                         | Group Performance                                         | Group Performance                                         | Group Performance                                         | Group Performance                                         | Group Performance                                         | Group Performance                                         | Group Performance                                         | Group Performance                                         | Group Performance                                         | Group Performance                                         | Group Performance                                         | Group Performance                                         | Group Performance                                         | Group Performance                                         | Group Performance                                         | Group Performance                                         | Group Performance                                         | Group Performance                                         | Group Performance                                         | Group Performance                                         | Group Performance                                         | Group Performance                                         | Group Performance                                         | Group Performance                                         | Group Performance                                         | Group Performance                                         | Group Performance                                         | Group Performance                                         | Group Performance                                         | Group Performance                                         | Group Performance                                         | Group Performance                                         | Group Performance                                         | Group Performance                                         | Group Performance                                         | "Some Kind of Wonderful"                           | "Some Kind of Wonderful"                           | "Some Kind of Wonderful"                           | "Some Kind of Wonderful"                           | "Some Kind of Wonderful"                           | "Some Kind of Wonderful"                           | "Some Kind of Wonderful"                           | "Some Kind of Wonderful"                           | "Some Kind of Wonderful"                           | "Some Kind of Wonderful"                           | "Some Kind of Wonderful"                           | "Some Kind of Wonderful"                           | "Some Kind of Wonderful"                           | "Some Kind of Wonderful"                           | "Some Kind of Wonderful"                           | "Some Kind of Wonderful"                           | "Some Kind of Wonderful"                           | "Some Kind of Wonderful"                           | "Some Kind of Wonderful"                           | "Some Kind of Wonderful"                           | "Some Kind of Wonderful"                           | "Some Kind of Wonderful"                           | "Some Kind of Wonderful"                           | "Some Kind of Wonderful"                           | "Some Kind of Wonderful"                           | "Some Kind of Wonderful"                           | "Some Kind of Wonderful"                           | "Some Kind of Wonderful"                           | "Some Kind of Wonderful"                           | "Some Kind of Wonderful"                           | "Some Kind of Wonderful"                           | "Some Kind of Wonderful"                           | "Some Kind of Wonderful"                           | "Some Kind of Wonderful"                           | "Some Kind of Wonderful"                           | "Some Kind of Wonderful"                           | "Some Kind of Wonderful"                           | "Some Kind of Wonderful"                           | "Some Kind of Wonderful"                           | "Some Kind of Wonderful"                           | "Some Kind of Wonderful"                           | "Some Kind of Wonderful"                           | "Some Kind of Wonderful"                           | "Some Kind of Wonderful"                           | "Some Kind of Wonderful"                           | "Some Kind of Wonderful"                           | "Some Kind of Wonderful"                           | "Some Kind of Wonderful"                           | "Some Kind of Wonderful"                           | "Some Kind of Wonderful"                           | "Some Kind of Wonderful"                           | "Some Kind of Wonderful"                           | "Some Kind of Wonderful"                           | "Some Kind of Wonderful"                           | "Some Kind of Wonderful"                           | "Some Kind of Wonderful"                           | "Some Kind of Wonderful"                           | "Some Kind of Wonderful"                           | "Some Kind of Wonderful"                           | "Some Kind of Wonderful"                           | "Some Kind of Wonderful"                           | "Some Kind of Wonderful"                           | "Some Kind of Wonderful"                           | "Some Kind of Wonderful"                           | "Some Kind of Wonderful"                           | "Some Kind of Wonderful"                           | "Some Kind of Wonderful"                           | "Some Kind of Wonderful"                           | "Some Kind of Wonderful"                           | "Some Kind of Wonderful"                           | "Some Kind of Wonderful"                           | "Some Kind of Wonderful"                           | "Some Kind of Wonderful"                           | "Some Kind of Wonderful"                           | "Some Kind of Wonderful"                           | "Some Kind of Wonderful"                           | "Some Kind of Wonderful"                           | "Some Kind of Wonderful"                           | "Some Kind of Wonderful"                           | "Some Kind of Wonderful"                           | "Some Kind of Wonderful"                           | "Some Kind of Wonderful"                           | "Some Kind of Wonderful"                           | "Some Kind of Wonderful"                           | "Some Kind of Wonderful"                           | "Some Kind of Wonderful"                           | "Some Kind of Wonderful"                           | "Some Kind of Wonderful"                           | "Some Kind of Wonderful"                           | "Some Kind of Wonderful"                           | "Some Kind of Wonderful"                           | "Some Kind of Wonderful"                           | "Some Kind of Wonderful"                           | "Some Kind of Wonderful"                           | "Some Kind of Wonderful"                           | "Some Kind of Wonderful"                           | "Some Kind of Wonderful"                           | "Some Kind of Wonderful"                           | "Some Kind of Wonderful"                           | "Some Kind of Wonderful"                           | Soul Brothers Six                                 | Soul Brothers Six                                 | Soul Brothers Six                                 | Soul Brothers Six                                 | Soul Brothers Six                                 | Soul Brothers Six                                 | Soul Brothers Six                                 | Soul Brothers Six                                 | Soul Brothers Six                                 | Soul Brothers Six                                 | Soul Brothers Six                                 | Soul Brothers Six                                 | Soul Brothers Six                                 | Soul Brothers Six                                 | Soul Brothers Six                                 | Soul Brothers Six                                 | Soul Brothers Six                                 | Soul Brothers Six                                 | Soul Brothers Six                                 | Soul Brothers Six                                 | Soul Brothers Six                                 | Soul Brothers Six                                 | Soul Brothers Six                                 | Soul Brothers Six                                 | Soul Brothers Six                                 | Soul Brothers Six                                 | Soul Brothers Six                                 | Soul Brothers Six                                 | Soul Brothers Six                                 | Soul Brothers Six                                 | Soul Brothers Six                                 | Soul Brothers Six                                 | Soul Brothers Six                                 | Soul Brothers Six                                 | Soul Brothers Six                                 | Soul Brothers Six                                 | Soul Brothers Six                                 | Soul Brothers Six                                 | Soul Brothers Six                                 | Soul Brothers Six                                 | Soul Brothers Six                                 | Soul Brothers Six                                 | Soul Brothers Six                                 | Soul Brothers Six                                 | Soul Brothers Six                                 | Soul Brothers Six                                 | Soul Brothers Six                                 | Soul Brothers Six                                 | Soul Brothers Six                                 | Soul Brothers Six                                 | Soul Brothers Six                                 | Soul Brothers Six                                 | Soul Brothers Six                                 | Soul Brothers Six                                 | Soul Brothers Six                                 | Soul Brothers Six                                 | Soul Brothers Six                                 | Soul Brothers Six                                 | Soul Brothers Six                                 | Soul Brothers Six                                 | Soul Brothers Six                                 | Soul Brothers Six                                 | Soul Brothers Six                                 | Soul Brothers Six                                 | Soul Brothers Six                                 | Soul Brothers Six                                 | Soul Brothers Six                                 | Soul Brothers Six                                 | Soul Brothers Six                                 | Soul Brothers Six                                 | Soul Brothers Six                                 | Soul Brothers Six                                 | Soul Brothers Six                                 | Soul Brothers Six                                 | Soul Brothers Six                                 | Soul Brothers Six                                 | Soul Brothers Six                                 | Soul Brothers Six                                 | Soul Brothers Six                                 | Soul Brothers Six                                 | Soul Brothers Six                                 | Soul Brothers Six                                 | Soul Brothers Six                                 | Soul Brothers Six                                 | Soul Brothers Six                                 | Soul Brothers Six                                 | Soul Brothers Six                                 | Soul Brothers Six                                 | Soul Brothers Six                                 | Soul Brothers Six                                 | Soul Brothers Six                                 | Soul Brothers Six                                 | Soul Brothers Six                                 | Soul Brothers Six                                 | Soul Brothers Six                                 | Soul Brothers Six                                 | Soul Brothers Six                                 | Soul Brothers Six                                 | Soul Brothers Six                                 | Soul Brothers Six                                 | N/A      | N/A      | N/A      | N/A      | N/A      | N/A      | N/A      | N/A      | N/A      | N/A      | N/A      | N/A      | N/A      | N/A      | N/A      | N/A      | N/A      | N/A      | N/A      | N/A      | N/A      | N/A      | N/A      | N/A      | N/A      | N/A      | N/A      | N/A      | N/A      | N/A      | N/A      | N/A      | N/A      | N/A      | N/A      | N/A      | N/A      | N/A      | N/A      | N/A      | N/A      | N/A      | N/A      | N/A      | N/A      | N/A      | N/A      | N/A      | N/A      | N/A      | N/A      | N/A      | N/A      | N/A      | N/A      | N/A      | N/A      | N/A      | N/A      | N/A      | N/A      | N/A      | N/A      | N/A      | N/A      | N/A      | N/A      | N/A      | N/A      | N/A      | N/A      | N/A      | N/A      | N/A      | N/A      | N/A      | N/A      | N/A      | N/A      | N/A      | N/A      | N/A      | N/A      | N/A      | N/A      | N/A      | N/A      | N/A      | N/A      | N/A      | N/A      | N/A      | N/A      | N/A      | N/A      | N/A      | N/A      | N/A      | N/A      | N/A      | Đi tiếp  | Đi tiếp  | Đi tiếp  | Đi tiếp  | Đi tiếp  | Đi tiếp  | Đi tiếp  | Đi tiếp  | Đi tiếp  | Đi tiếp  | Đi tiếp  | Đi tiếp  | Đi tiếp  | Đi tiếp  | Đi tiếp  | Đi tiếp  | Đi tiếp  | Đi tiếp  | Đi tiếp  | Đi tiếp  | Đi tiếp  | Đi tiếp  | Đi tiếp  | Đi tiếp  | Đi tiếp  | Đi tiếp  | Đi tiếp  | Đi tiếp  | Đi tiếp  | Đi tiếp  | Đi tiếp  | Đi tiếp  | Đi tiếp  | Đi tiếp  | Đi tiếp  | Đi tiếp  | Đi tiếp  | Đi tiếp  | Đi tiếp  | Đi tiếp  | Đi tiếp  | Đi tiếp  | Đi tiếp  | Đi tiếp  | Đi tiếp  | Đi tiếp  | Đi tiếp  | Đi tiếp  | Đi tiếp  | Đi tiếp  | Đi tiếp  | Đi tiếp  | Đi tiếp  | Đi tiếp  | Đi tiếp  | Đi tiếp  | Đi tiếp  | Đi tiếp  | Đi tiếp  | Đi tiếp  | Đi tiếp  | Đi tiếp  | Đi tiếp  | Đi tiếp  | Đi tiếp  | Đi tiếp  | Đi tiếp  | Đi tiếp  | Đi tiếp  | Đi tiếp  | Đi tiếp  | Đi tiếp  | Đi tiếp  | Đi tiếp  | Đi tiếp  | Đi tiếp  | Đi tiếp  | Đi tiếp  | Đi tiếp  | Đi tiếp  | Đi tiếp  | Đi tiếp  | Đi tiếp  | Đi tiếp  | Đi tiếp  | Đi tiếp  | Đi tiếp  | Đi tiếp  | Đi tiếp  | Đi tiếp  | Đi tiếp  | Đi tiếp  | Đi tiếp  | Đi tiếp  | Đi tiếp  | Đi tiếp  | Đi tiếp  | Đi tiếp  | Đi tiếp  | Đi tiếp  |
| Hollywood           | Hollywood           | Hollywood           | Hollywood           | Hollywood           | Hollywood           | Hollywood           | Hollywood           | Hollywood           | Hollywood           | Hollywood           | Hollywood           | Hollywood           | Hollywood           | Hollywood           | Hollywood           | Hollywood           | Hollywood           | Hollywood           | Hollywood           | Hollywood           | Hollywood           | Hollywood           | Hollywood           | Hollywood           | Hollywood           | Hollywood           | Hollywood           | Hollywood           | Hollywood           | Hollywood           | Hollywood           | Hollywood           | Hollywood           | Hollywood           | Hollywood           | Hollywood           | Hollywood           | Hollywood           | Hollywood           | Hollywood           | Hollywood           | Hollywood           | Hollywood           | Hollywood           | Hollywood           | Hollywood           | Hollywood           | Hollywood           | Hollywood           | Hollywood           | Hollywood           | Hollywood           | Hollywood           | Hollywood           | Hollywood           | Hollywood           | Hollywood           | Hollywood           | Hollywood           | Hollywood           | Hollywood           | Hollywood           | Hollywood           | Hollywood           | Hollywood           | Hollywood           | Hollywood           | Hollywood           | Hollywood           | Hollywood           | Hollywood           | Hollywood           | Hollywood           | Hollywood           | Hollywood           | Hollywood           | Hollywood           | Hollywood           | Hollywood           | Hollywood           | Hollywood           | Hollywood           | Hollywood           | Hollywood           | Hollywood           | Hollywood           | Hollywood           | Hollywood           | Hollywood           | Hollywood           | Hollywood           | Hollywood           | Hollywood           | Hollywood           | Hollywood           | Hollywood           | Hollywood           | Hollywood           | Hollywood           | Second Solo                                               | Second Solo                                               | Second Solo                                               | Second Solo                                               | Second Solo                                               | Second Solo                                               | Second Solo                                               | Second Solo                                               | Second Solo                                               | Second Solo                                               | Second Solo                                               | Second Solo                                               | Second Solo                                               | Second Solo                                               | Second Solo                                               | Second Solo                                               | Second Solo                                               | Second Solo                                               | Second Solo                                               | Second Solo                                               | Second Solo                                               | Second Solo                                               | Second Solo                                               | Second Solo                                               | Second Solo                                               | Second Solo                                               | Second Solo                                               | Second Solo                                               | Second Solo                                               | Second Solo                                               | Second Solo                                               | Second Solo                                               | Second Solo                                               | Second Solo                                               | Second Solo                                               | Second Solo                                               | Second Solo                                               | Second Solo                                               | Second Solo                                               | Second Solo                                               | Second Solo                                               | Second Solo                                               | Second Solo                                               | Second Solo                                               | Second Solo                                               | Second Solo                                               | Second Solo                                               | Second Solo                                               | Second Solo                                               | Second Solo                                               | Second Solo                                               | Second Solo                                               | Second Solo                                               | Second Solo                                               | Second Solo                                               | Second Solo                                               | Second Solo                                               | Second Solo                                               | Second Solo                                               | Second Solo                                               | Second Solo                                               | Second Solo                                               | Second Solo                                               | Second Solo                                               | Second Solo                                               | Second Solo                                               | Second Solo                                               | Second Solo                                               | Second Solo                                               | Second Solo                                               | Second Solo                                               | Second Solo                                               | Second Solo                                               | Second Solo                                               | Second Solo                                               | Second Solo                                               | Second Solo                                               | Second Solo                                               | Second Solo                                               | Second Solo                                               | Second Solo                                               | Second Solo                                               | Second Solo                                               | Second Solo                                               | Second Solo                                               | Second Solo                                               | Second Solo                                               | Second Solo                                               | Second Solo                                               | Second Solo                                               | Second Solo                                               | Second Solo                                               | Second Solo                                               | Second Solo                                               | Second Solo                                               | Second Solo                                               | Second Solo                                               | Second Solo                                               | Second Solo                                               | Second Solo                                               | "Believe"                                          | "Believe"                                          | "Believe"                                          | "Believe"                                          | "Believe"                                          | "Believe"                                          | "Believe"                                          | "Believe"                                          | "Believe"                                          | "Believe"                                          | "Believe"                                          | "Believe"                                          | "Believe"                                          | "Believe"                                          | "Believe"                                          | "Believe"                                          | "Believe"                                          | "Believe"                                          | "Believe"                                          | "Believe"                                          | "Believe"                                          | "Believe"                                          | "Believe"                                          | "Believe"                                          | "Believe"                                          | "Believe"                                          | "Believe"                                          | "Believe"                                          | "Believe"                                          | "Believe"                                          | "Believe"                                          | "Believe"                                          | "Believe"                                          | "Believe"                                          | "Believe"                                          | "Believe"                                          | "Believe"                                          | "Believe"                                          | "Believe"                                          | "Believe"                                          | "Believe"                                          | "Believe"                                          | "Believe"                                          | "Believe"                                          | "Believe"                                          | "Believe"                                          | "Believe"                                          | "Believe"                                          | "Believe"                                          | "Believe"                                          | "Believe"                                          | "Believe"                                          | "Believe"                                          | "Believe"                                          | "Believe"                                          | "Believe"                                          | "Believe"                                          | "Believe"                                          | "Believe"                                          | "Believe"                                          | "Believe"                                          | "Believe"                                          | "Believe"                                          | "Believe"                                          | "Believe"                                          | "Believe"                                          | "Believe"                                          | "Believe"                                          | "Believe"                                          | "Believe"                                          | "Believe"                                          | "Believe"                                          | "Believe"                                          | "Believe"                                          | "Believe"                                          | "Believe"                                          | "Believe"                                          | "Believe"                                          | "Believe"                                          | "Believe"                                          | "Believe"                                          | "Believe"                                          | "Believe"                                          | "Believe"                                          | "Believe"                                          | "Believe"                                          | "Believe"                                          | "Believe"                                          | "Believe"                                          | "Believe"                                          | "Believe"                                          | "Believe"                                          | "Believe"                                          | "Believe"                                          | "Believe"                                          | "Believe"                                          | "Believe"                                          | "Believe"                                          | "Believe"                                          | "Believe"                                          | Cher                                              | Cher                                              | Cher                                              | Cher                                              | Cher                                              | Cher                                              | Cher                                              | Cher                                              | Cher                                              | Cher                                              | Cher                                              | Cher                                              | Cher                                              | Cher                                              | Cher                                              | Cher                                              | Cher                                              | Cher                                              | Cher                                              | Cher                                              | Cher                                              | Cher                                              | Cher                                              | Cher                                              | Cher                                              | Cher                                              | Cher                                              | Cher                                              | Cher                                              | Cher                                              | Cher                                              | Cher                                              | Cher                                              | Cher                                              | Cher                                              | Cher                                              | Cher                                              | Cher                                              | Cher                                              | Cher                                              | Cher                                              | Cher                                              | Cher                                              | Cher                                              | Cher                                              | Cher                                              | Cher                                              | Cher                                              | Cher                                              | Cher                                              | Cher                                              | Cher                                              | Cher                                              | Cher                                              | Cher                                              | Cher                                              | Cher                                              | Cher                                              | Cher                                              | Cher                                              | Cher                                              | Cher                                              | Cher                                              | Cher                                              | Cher                                              | Cher                                              | Cher                                              | Cher                                              | Cher                                              | Cher                                              | Cher                                              | Cher                                              | Cher                                              | Cher                                              | Cher                                              | Cher                                              | Cher                                              | Cher                                              | Cher                                              | Cher                                              | Cher                                              | Cher                                              | Cher                                              | Cher                                              | Cher                                              | Cher                                              | Cher                                              | Cher                                              | Cher                                              | Cher                                              | Cher                                              | Cher                                              | Cher                                              | Cher                                              | Cher                                              | Cher                                              | Cher                                              | Cher                                              | Cher                                              | Cher                                              | N/A      | N/A      | N/A      | N/A      | N/A      | N/A      | N/A      | N/A      | N/A      | N/A      | N/A      | N/A      | N/A      | N/A      | N/A      | N/A      | N/A      | N/A      | N/A      | N/A      | N/A      | N/A      | N/A      | N/A      | N/A      | N/A      | N/A      | N/A      | N/A      | N/A      | N/A      | N/A      | N/A      | N/A      | N/A      | N/A      | N/A      | N/A      | N/A      | N/A      | N/A      | N/A      | N/A      | N/A      | N/A      | N/A      | N/A      | N/A      | N/A      | N/A      | N/A      | N/A      | N/A      | N/A      | N/A      | N/A      | N/A      | N/A      | N/A      | N/A      | N/A      | N/A      | N/A      | N/A      | N/A      | N/A      | N/A      | N/A      | N/A      | N/A      | N/A      | N/A      | N/A      | N/A      | N/A      | N/A      | N/A      | N/A      | N/A      | N/A      | N/A      | N/A      | N/A      | N/A      | N/A      | N/A      | N/A      | N/A      | N/A      | N/A      | N/A      | N/A      | N/A      | N/A      | N/A      | N/A      | N/A      | N/A      | N/A      | N/A      | Đi tiếp  | Đi tiếp  | Đi tiếp  | Đi tiếp  | Đi tiếp  | Đi tiếp  | Đi tiếp  | Đi tiếp  | Đi tiếp  | Đi tiếp  | Đi tiếp  | Đi tiếp  | Đi tiếp  | Đi tiếp  | Đi tiếp  | Đi tiếp  | Đi tiếp  | Đi tiếp  | Đi tiếp  | Đi tiếp  | Đi tiếp  | Đi tiếp  | Đi tiếp  | Đi tiếp  | Đi tiếp  | Đi tiếp  | Đi tiếp  | Đi tiếp  | Đi tiếp  | Đi tiếp  | Đi tiếp  | Đi tiếp  | Đi tiếp  | Đi tiếp  | Đi tiếp  | Đi tiếp  | Đi tiếp  | Đi tiếp  | Đi tiếp  | Đi tiếp  | Đi tiếp  | Đi tiếp  | Đi tiếp  | Đi tiếp  | Đi tiếp  | Đi tiếp  | Đi tiếp  | Đi tiếp  | Đi tiếp  | Đi tiếp  | Đi tiếp  | Đi tiếp  | Đi tiếp  | Đi tiếp  | Đi tiếp  | Đi tiếp  | Đi tiếp  | Đi tiếp  | Đi tiếp  | Đi tiếp  | Đi tiếp  | Đi tiếp  | Đi tiếp  | Đi tiếp  | Đi tiếp  | Đi tiếp  | Đi tiếp  | Đi tiếp  | Đi tiếp  | Đi tiếp  | Đi tiếp  | Đi tiếp  | Đi tiếp  | Đi tiếp  | Đi tiếp  | Đi tiếp  | Đi tiếp  | Đi tiếp  | Đi tiếp  | Đi tiếp  | Đi tiếp  | Đi tiếp  | Đi tiếp  | Đi tiếp  | Đi tiếp  | Đi tiếp  | Đi tiếp  | Đi tiếp  | Đi tiếp  | Đi tiếp  | Đi tiếp  | Đi tiếp  | Đi tiếp  | Đi tiếp  | Đi tiếp  | Đi tiếp  | Đi tiếp  | Đi tiếp  | Đi tiếp  | Đi tiếp  |
| Top 36/Semi-Final 2 | Top 36/Semi-Final 2 | Top 36/Semi-Final 2 | Top 36/Semi-Final 2 | Top 36/Semi-Final 2 | Top 36/Semi-Final 2 | Top 36/Semi-Final 2 | Top 36/Semi-Final 2 | Top 36/Semi-Final 2 | Top 36/Semi-Final 2 | Top 36/Semi-Final 2 | Top 36/Semi-Final 2 | Top 36/Semi-Final 2 | Top 36/Semi-Final 2 | Top 36/Semi-Final 2 | Top 36/Semi-Final 2 | Top 36/Semi-Final 2 | Top 36/Semi-Final 2 | Top 36/Semi-Final 2 | Top 36/Semi-Final 2 | Top 36/Semi-Final 2 | Top 36/Semi-Final 2 | Top 36/Semi-Final 2 | Top 36/Semi-Final 2 | Top 36/Semi-Final 2 | Top 36/Semi-Final 2 | Top 36/Semi-Final 2 | Top 36/Semi-Final 2 | Top 36/Semi-Final 2 | Top 36/Semi-Final 2 | Top 36/Semi-Final 2 | Top 36/Semi-Final 2 | Top 36/Semi-Final 2 | Top 36/Semi-Final 2 | Top 36/Semi-Final 2 | Top 36/Semi-Final 2 | Top 36/Semi-Final 2 | Top 36/Semi-Final 2 | Top 36/Semi-Final 2 | Top 36/Semi-Final 2 | Top 36/Semi-Final 2 | Top 36/Semi-Final 2 | Top 36/Semi-Final 2 | Top 36/Semi-Final 2 | Top 36/Semi-Final 2 | Top 36/Semi-Final 2 | Top 36/Semi-Final 2 | Top 36/Semi-Final 2 | Top 36/Semi-Final 2 | Top 36/Semi-Final 2 | Top 36/Semi-Final 2 | Top 36/Semi-Final 2 | Top 36/Semi-Final 2 | Top 36/Semi-Final 2 | Top 36/Semi-Final 2 | Top 36/Semi-Final 2 | Top 36/Semi-Final 2 | Top 36/Semi-Final 2 | Top 36/Semi-Final 2 | Top 36/Semi-Final 2 | Top 36/Semi-Final 2 | Top 36/Semi-Final 2 | Top 36/Semi-Final 2 | Top 36/Semi-Final 2 | Top 36/Semi-Final 2 | Top 36/Semi-Final 2 | Top 36/Semi-Final 2 | Top 36/Semi-Final 2 | Top 36/Semi-Final 2 | Top 36/Semi-Final 2 | Top 36/Semi-Final 2 | Top 36/Semi-Final 2 | Top 36/Semi-Final 2 | Top 36/Semi-Final 2 | Top 36/Semi-Final 2 | Top 36/Semi-Final 2 | Top 36/Semi-Final 2 | Top 36/Semi-Final 2 | Top 36/Semi-Final 2 | Top 36/Semi-Final 2 | Top 36/Semi-Final 2 | Top 36/Semi-Final 2 | Top 36/Semi-Final 2 | Top 36/Semi-Final 2 | Top 36/Semi-Final 2 | Top 36/Semi-Final 2 | Top 36/Semi-Final 2 | Top 36/Semi-Final 2 | Top 36/Semi-Final 2 | Top 36/Semi-Final 2 | Top 36/Semi-Final 2 | Top 36/Semi-Final 2 | Top 36/Semi-Final 2 | Top 36/Semi-Final 2 | Top 36/Semi-Final 2 | Top 36/Semi-Final 2 | Top 36/Semi-Final 2 | Top 36/Semi-Final 2 | Top 36/Semi-Final 2 | Top 36/Semi-Final 2 | Billboard Hot 100 Hits to Date                            | Billboard Hot 100 Hits to Date                            | Billboard Hot 100 Hits to Date                            | Billboard Hot 100 Hits to Date                            | Billboard Hot 100 Hits to Date                            | Billboard Hot 100 Hits to Date                            | Billboard Hot 100 Hits to Date                            | Billboard Hot 100 Hits to Date                            | Billboard Hot 100 Hits to Date                            | Billboard Hot 100 Hits to Date                            | Billboard Hot 100 Hits to Date                            | Billboard Hot 100 Hits to Date                            | Billboard Hot 100 Hits to Date                            | Billboard Hot 100 Hits to Date                            | Billboard Hot 100 Hits to Date                            | Billboard Hot 100 Hits to Date                            | Billboard Hot 100 Hits to Date                            | Billboard Hot 100 Hits to Date                            | Billboard Hot 100 Hits to Date                            | Billboard Hot 100 Hits to Date                            | Billboard Hot 100 Hits to Date                            | Billboard Hot 100 Hits to Date                            | Billboard Hot 100 Hits to Date                            | Billboard Hot 100 Hits to Date                            | Billboard Hot 100 Hits to Date                            | Billboard Hot 100 Hits to Date                            | Billboard Hot 100 Hits to Date                            | Billboard Hot 100 Hits to Date                            | Billboard Hot 100 Hits to Date                            | Billboard Hot 100 Hits to Date                            | Billboard Hot 100 Hits to Date                            | Billboard Hot 100 Hits to Date                            | Billboard Hot 100 Hits to Date                            | Billboard Hot 100 Hits to Date                            | Billboard Hot 100 Hits to Date                            | Billboard Hot 100 Hits to Date                            | Billboard Hot 100 Hits to Date                            | Billboard Hot 100 Hits to Date                            | Billboard Hot 100 Hits to Date                            | Billboard Hot 100 Hits to Date                            | Billboard Hot 100 Hits to Date                            | Billboard Hot 100 Hits to Date                            | Billboard Hot 100 Hits to Date                            | Billboard Hot 100 Hits to Date                            | Billboard Hot 100 Hits to Date                            | Billboard Hot 100 Hits to Date                            | Billboard Hot 100 Hits to Date                            | Billboard Hot 100 Hits to Date                            | Billboard Hot 100 Hits to Date                            | Billboard Hot 100 Hits to Date                            | Billboard Hot 100 Hits to Date                            | Billboard Hot 100 Hits to Date                            | Billboard Hot 100 Hits to Date                            | Billboard Hot 100 Hits to Date                            | Billboard Hot 100 Hits to Date                            | Billboard Hot 100 Hits to Date                            | Billboard Hot 100 Hits to Date                            | Billboard Hot 100 Hits to Date                            | Billboard Hot 100 Hits to Date                            | Billboard Hot 100 Hits to Date                            | Billboard Hot 100 Hits to Date                            | Billboard Hot 100 Hits to Date                            | Billboard Hot 100 Hits to Date                            | Billboard Hot 100 Hits to Date                            | Billboard Hot 100 Hits to Date                            | Billboard Hot 100 Hits to Date                            | Billboard Hot 100 Hits to Date                            | Billboard Hot 100 Hits to Date                            | Billboard Hot 100 Hits to Date                            | Billboard Hot 100 Hits to Date                            | Billboard Hot 100 Hits to Date                            | Billboard Hot 100 Hits to Date                            | Billboard Hot 100 Hits to Date                            | Billboard Hot 100 Hits to Date                            | Billboard Hot 100 Hits to Date                            | Billboard Hot 100 Hits to Date                            | Billboard Hot 100 Hits to Date                            | Billboard Hot 100 Hits to Date                            | Billboard Hot 100 Hits to Date                            | Billboard Hot 100 Hits to Date                            | Billboard Hot 100 Hits to Date                            | Billboard Hot 100 Hits to Date                            | Billboard Hot 100 Hits to Date                            | Billboard Hot 100 Hits to Date                            | Billboard Hot 100 Hits to Date                            | Billboard Hot 100 Hits to Date                            | Billboard Hot 100 Hits to Date                            | Billboard Hot 100 Hits to Date                            | Billboard Hot 100 Hits to Date                            | Billboard Hot 100 Hits to Date                            | Billboard Hot 100 Hits to Date                            | Billboard Hot 100 Hits to Date                            | Billboard Hot 100 Hits to Date                            | Billboard Hot 100 Hits to Date                            | Billboard Hot 100 Hits to Date                            | Billboard Hot 100 Hits to Date                            | Billboard Hot 100 Hits to Date                            | Billboard Hot 100 Hits to Date                            | Billboard Hot 100 Hits to Date                            | Billboard Hot 100 Hits to Date                            | "(I Can't Get No) Satisfaction"                    | "(I Can't Get No) Satisfaction"                    | "(I Can't Get No) Satisfaction"                    | "(I Can't Get No) Satisfaction"                    | "(I Can't Get No) Satisfaction"                    | "(I Can't Get No) Satisfaction"                    | "(I Can't Get No) Satisfaction"                    | "(I Can't Get No) Satisfaction"                    | "(I Can't Get No) Satisfaction"                    | "(I Can't Get No) Satisfaction"                    | "(I Can't Get No) Satisfaction"                    | "(I Can't Get No) Satisfaction"                    | "(I Can't Get No) Satisfaction"                    | "(I Can't Get No) Satisfaction"                    | "(I Can't Get No) Satisfaction"                    | "(I Can't Get No) Satisfaction"                    | "(I Can't Get No) Satisfaction"                    | "(I Can't Get No) Satisfaction"                    | "(I Can't Get No) Satisfaction"                    | "(I Can't Get No) Satisfaction"                    | "(I Can't Get No) Satisfaction"                    | "(I Can't Get No) Satisfaction"                    | "(I Can't Get No) Satisfaction"                    | "(I Can't Get No) Satisfaction"                    | "(I Can't Get No) Satisfaction"                    | "(I Can't Get No) Satisfaction"                    | "(I Can't Get No) Satisfaction"                    | "(I Can't Get No) Satisfaction"                    | "(I Can't Get No) Satisfaction"                    | "(I Can't Get No) Satisfaction"                    | "(I Can't Get No) Satisfaction"                    | "(I Can't Get No) Satisfaction"                    | "(I Can't Get No) Satisfaction"                    | "(I Can't Get No) Satisfaction"                    | "(I Can't Get No) Satisfaction"                    | "(I Can't Get No) Satisfaction"                    | "(I Can't Get No) Satisfaction"                    | "(I Can't Get No) Satisfaction"                    | "(I Can't Get No) Satisfaction"                    | "(I Can't Get No) Satisfaction"                    | "(I Can't Get No) Satisfaction"                    | "(I Can't Get No) Satisfaction"                    | "(I Can't Get No) Satisfaction"                    | "(I Can't Get No) Satisfaction"                    | "(I Can't Get No) Satisfaction"                    | "(I Can't Get No) Satisfaction"                    | "(I Can't Get No) Satisfaction"                    | "(I Can't Get No) Satisfaction"                    | "(I Can't Get No) Satisfaction"                    | "(I Can't Get No) Satisfaction"                    | "(I Can't Get No) Satisfaction"                    | "(I Can't Get No) Satisfaction"                    | "(I Can't Get No) Satisfaction"                    | "(I Can't Get No) Satisfaction"                    | "(I Can't Get No) Satisfaction"                    | "(I Can't Get No) Satisfaction"                    | "(I Can't Get No) Satisfaction"                    | "(I Can't Get No) Satisfaction"                    | "(I Can't Get No) Satisfaction"                    | "(I Can't Get No) Satisfaction"                    | "(I Can't Get No) Satisfaction"                    | "(I Can't Get No) Satisfaction"                    | "(I Can't Get No) Satisfaction"                    | "(I Can't Get No) Satisfaction"                    | "(I Can't Get No) Satisfaction"                    | "(I Can't Get No) Satisfaction"                    | "(I Can't Get No) Satisfaction"                    | "(I Can't Get No) Satisfaction"                    | "(I Can't Get No) Satisfaction"                    | "(I Can't Get No) Satisfaction"                    | "(I Can't Get No) Satisfaction"                    | "(I Can't Get No) Satisfaction"                    | "(I Can't Get No) Satisfaction"                    | "(I Can't Get No) Satisfaction"                    | "(I Can't Get No) Satisfaction"                    | "(I Can't Get No) Satisfaction"                    | "(I Can't Get No) Satisfaction"                    | "(I Can't Get No) Satisfaction"                    | "(I Can't Get No) Satisfaction"                    | "(I Can't Get No) Satisfaction"                    | "(I Can't Get No) Satisfaction"                    | "(I Can't Get No) Satisfaction"                    | "(I Can't Get No) Satisfaction"                    | "(I Can't Get No) Satisfaction"                    | "(I Can't Get No) Satisfaction"                    | "(I Can't Get No) Satisfaction"                    | "(I Can't Get No) Satisfaction"                    | "(I Can't Get No) Satisfaction"                    | "(I Can't Get No) Satisfaction"                    | "(I Can't Get No) Satisfaction"                    | "(I Can't Get No) Satisfaction"                    | "(I Can't Get No) Satisfaction"                    | "(I Can't Get No) Satisfaction"                    | "(I Can't Get No) Satisfaction"                    | "(I Can't Get No) Satisfaction"                    | "(I Can't Get No) Satisfaction"                    | "(I Can't Get No) Satisfaction"                    | "(I Can't Get No) Satisfaction"                    | "(I Can't Get No) Satisfaction"                    | "(I Can't Get No) Satisfaction"                    | The Rolling Stones                                | The Rolling Stones                                | The Rolling Stones                                | The Rolling Stones                                | The Rolling Stones                                | The Rolling Stones                                | The Rolling Stones                                | The Rolling Stones                                | The Rolling Stones                                | The Rolling Stones                                | The Rolling Stones                                | The Rolling Stones                                | The Rolling Stones                                | The Rolling Stones                                | The Rolling Stones                                | The Rolling Stones                                | The Rolling Stones                                | The Rolling Stones                                | The Rolling Stones                                | The Rolling Stones                                | The Rolling Stones                                | The Rolling Stones                                | The Rolling Stones                                | The Rolling Stones                                | The Rolling Stones                                | The Rolling Stones                                | The Rolling Stones                                | The Rolling Stones                                | The Rolling Stones                                | The Rolling Stones                                | The Rolling Stones                                | The Rolling Stones                                | The Rolling Stones                                | The Rolling Stones                                | The Rolling Stones                                | The Rolling Stones                                | The Rolling Stones                                | The Rolling Stones                                | The Rolling Stones                                | The Rolling Stones                                | The Rolling Stones                                | The Rolling Stones                                | The Rolling Stones                                | The Rolling Stones                                | The Rolling Stones                                | The Rolling Stones                                | The Rolling Stones                                | The Rolling Stones                                | The Rolling Stones                                | The Rolling Stones                                | The Rolling Stones                                | The Rolling Stones                                | The Rolling Stones                                | The Rolling Stones                                | The Rolling Stones                                | The Rolling Stones                                | The Rolling Stones                                | The Rolling Stones                                | The Rolling Stones                                | The Rolling Stones                                | The Rolling Stones                                | The Rolling Stones                                | The Rolling Stones                                | The Rolling Stones                                | The Rolling Stones                                | The Rolling Stones                                | The Rolling Stones                                | The Rolling Stones                                | The Rolling Stones                                | The Rolling Stones                                | The Rolling Stones                                | The Rolling Stones                                | The Rolling Stones                                | The Rolling Stones                                | The Rolling Stones                                | The Rolling Stones                                | The Rolling Stones                                | The Rolling Stones                                | The Rolling Stones                                | The Rolling Stones                                | The Rolling Stones                                | The Rolling Stones                                | The Rolling Stones                                | The Rolling Stones                                | The Rolling Stones                                | The Rolling Stones                                | The Rolling Stones                                | The Rolling Stones                                | The Rolling Stones                                | The Rolling Stones                                | The Rolling Stones                                | The Rolling Stones                                | The Rolling Stones                                | The Rolling Stones                                | The Rolling Stones                                | The Rolling Stones                                | The Rolling Stones                                | The Rolling Stones                                | The Rolling Stones                                | The Rolling Stones                                | 12       | 12       | 12       | 12       | 12       | 12       | 12       | 12       | 12       | 12       | 12       | 12       | 12       | 12       | 12       | 12       | 12       | 12       | 12       | 12       | 12       | 12       | 12       | 12       | 12       | 12       | 12       | 12       | 12       | 12       | 12       | 12       | 12       | 12       | 12       | 12       | 12       | 12       | 12       | 12       | 12       | 12       | 12       | 12       | 12       | 12       | 12       | 12       | 12       | 12       | 12       | 12       | 12       | 12       | 12       | 12       | 12       | 12       | 12       | 12       | 12       | 12       | 12       | 12       | 12       | 12       | 12       | 12       | 12       | 12       | 12       | 12       | 12       | 12       | 12       | 12       | 12       | 12       | 12       | 12       | 12       | 12       | 12       | 12       | 12       | 12       | 12       | 12       | 12       | 12       | 12       | 12       | 12       | 12       | 12       | 12       | 12       | 12       | 12       | 12       | Đi tiếp  | Đi tiếp  | Đi tiếp  | Đi tiếp  | Đi tiếp  | Đi tiếp  | Đi tiếp  | Đi tiếp  | Đi tiếp  | Đi tiếp  | Đi tiếp  | Đi tiếp  | Đi tiếp  | Đi tiếp  | Đi tiếp  | Đi tiếp  | Đi tiếp  | Đi tiếp  | Đi tiếp  | Đi tiếp  | Đi tiếp  | Đi tiếp  | Đi tiếp  | Đi tiếp  | Đi tiếp  | Đi tiếp  | Đi tiếp  | Đi tiếp  | Đi tiếp  | Đi tiếp  | Đi tiếp  | Đi tiếp  | Đi tiếp  | Đi tiếp  | Đi tiếp  | Đi tiếp  | Đi tiếp  | Đi tiếp  | Đi tiếp  | Đi tiếp  | Đi tiếp  | Đi tiếp  | Đi tiếp  | Đi tiếp  | Đi tiếp  | Đi tiếp  | Đi tiếp  | Đi tiếp  | Đi tiếp  | Đi tiếp  | Đi tiếp  | Đi tiếp  | Đi tiếp  | Đi tiếp  | Đi tiếp  | Đi tiếp  | Đi tiếp  | Đi tiếp  | Đi tiếp  | Đi tiếp  | Đi tiếp  | Đi tiếp  | Đi tiếp  | Đi tiếp  | Đi tiếp  | Đi tiếp  | Đi tiếp  | Đi tiếp  | Đi tiếp  | Đi tiếp  | Đi tiếp  | Đi tiếp  | Đi tiếp  | Đi tiếp  | Đi tiếp  | Đi tiếp  | Đi tiếp  | Đi tiếp  | Đi tiếp  | Đi tiếp  | Đi tiếp  | Đi tiếp  | Đi tiếp  | Đi tiếp  | Đi tiếp  | Đi tiếp  | Đi tiếp  | Đi tiếp  | Đi tiếp  | Đi tiếp  | Đi tiếp  | Đi tiếp  | Đi tiếp  | Đi tiếp  | Đi tiếp  | Đi tiếp  | Đi tiếp  | Đi tiếp  | Đi tiếp  | Đi tiếp  |
| Top 13              | Top 13              | Top 13              | Top 13              | Top 13              | Top 13              | Top 13              | Top 13              | Top 13              | Top 13              | Top 13              | Top 13              | Top 13              | Top 13              | Top 13              | Top 13              | Top 13              | Top 13              | Top 13              | Top 13              | Top 13              | Top 13              | Top 13              | Top 13              | Top 13              | Top 13              | Top 13              | Top 13              | Top 13              | Top 13              | Top 13              | Top 13              | Top 13              | Top 13              | Top 13              | Top 13              | Top 13              | Top 13              | Top 13              | Top 13              | Top 13              | Top 13              | Top 13              | Top 13              | Top 13              | Top 13              | Top 13              | Top 13              | Top 13              | Top 13              | Top 13              | Top 13              | Top 13              | Top 13              | Top 13              | Top 13              | Top 13              | Top 13              | Top 13              | Top 13              | Top 13              | Top 13              | Top 13              | Top 13              | Top 13              | Top 13              | Top 13              | Top 13              | Top 13              | Top 13              | Top 13              | Top 13              | Top 13              | Top 13              | Top 13              | Top 13              | Top 13              | Top 13              | Top 13              | Top 13              | Top 13              | Top 13              | Top 13              | Top 13              | Top 13              | Top 13              | Top 13              | Top 13              | Top 13              | Top 13              | Top 13              | Top 13              | Top 13              | Top 13              | Top 13              | Top 13              | Top 13              | Top 13              | Top 13              | Top 13              | Michael Jackson                                           | Michael Jackson                                           | Michael Jackson                                           | Michael Jackson                                           | Michael Jackson                                           | Michael Jackson                                           | Michael Jackson                                           | Michael Jackson                                           | Michael Jackson                                           | Michael Jackson                                           | Michael Jackson                                           | Michael Jackson                                           | Michael Jackson                                           | Michael Jackson                                           | Michael Jackson                                           | Michael Jackson                                           | Michael Jackson                                           | Michael Jackson                                           | Michael Jackson                                           | Michael Jackson                                           | Michael Jackson                                           | Michael Jackson                                           | Michael Jackson                                           | Michael Jackson                                           | Michael Jackson                                           | Michael Jackson                                           | Michael Jackson                                           | Michael Jackson                                           | Michael Jackson                                           | Michael Jackson                                           | Michael Jackson                                           | Michael Jackson                                           | Michael Jackson                                           | Michael Jackson                                           | Michael Jackson                                           | Michael Jackson                                           | Michael Jackson                                           | Michael Jackson                                           | Michael Jackson                                           | Michael Jackson                                           | Michael Jackson                                           | Michael Jackson                                           | Michael Jackson                                           | Michael Jackson                                           | Michael Jackson                                           | Michael Jackson                                           | Michael Jackson                                           | Michael Jackson                                           | Michael Jackson                                           | Michael Jackson                                           | Michael Jackson                                           | Michael Jackson                                           | Michael Jackson                                           | Michael Jackson                                           | Michael Jackson                                           | Michael Jackson                                           | Michael Jackson                                           | Michael Jackson                                           | Michael Jackson                                           | Michael Jackson                                           | Michael Jackson                                           | Michael Jackson                                           | Michael Jackson                                           | Michael Jackson                                           | Michael Jackson                                           | Michael Jackson                                           | Michael Jackson                                           | Michael Jackson                                           | Michael Jackson                                           | Michael Jackson                                           | Michael Jackson                                           | Michael Jackson                                           | Michael Jackson                                           | Michael Jackson                                           | Michael Jackson                                           | Michael Jackson                                           | Michael Jackson                                           | Michael Jackson                                           | Michael Jackson                                           | Michael Jackson                                           | Michael Jackson                                           | Michael Jackson                                           | Michael Jackson                                           | Michael Jackson                                           | Michael Jackson                                           | Michael Jackson                                           | Michael Jackson                                           | Michael Jackson                                           | Michael Jackson                                           | Michael Jackson                                           | Michael Jackson                                           | Michael Jackson                                           | Michael Jackson                                           | Michael Jackson                                           | Michael Jackson                                           | Michael Jackson                                           | Michael Jackson                                           | Michael Jackson                                           | Michael Jackson                                           | Michael Jackson                                           | "Black or White"                                   | "Black or White"                                   | "Black or White"                                   | "Black or White"                                   | "Black or White"                                   | "Black or White"                                   | "Black or White"                                   | "Black or White"                                   | "Black or White"                                   | "Black or White"                                   | "Black or White"                                   | "Black or White"                                   | "Black or White"                                   | "Black or White"                                   | "Black or White"                                   | "Black or White"                                   | "Black or White"                                   | "Black or White"                                   | "Black or White"                                   | "Black or White"                                   | "Black or White"                                   | "Black or White"                                   | "Black or White"                                   | "Black or White"                                   | "Black or White"                                   | "Black or White"                                   | "Black or White"                                   | "Black or White"                                   | "Black or White"                                   | "Black or White"                                   | "Black or White"                                   | "Black or White"                                   | "Black or White"                                   | "Black or White"                                   | "Black or White"                                   | "Black or White"                                   | "Black or White"                                   | "Black or White"                                   | "Black or White"                                   | "Black or White"                                   | "Black or White"                                   | "Black or White"                                   | "Black or White"                                   | "Black or White"                                   | "Black or White"                                   | "Black or White"                                   | "Black or White"                                   | "Black or White"                                   | "Black or White"                                   | "Black or White"                                   | "Black or White"                                   | "Black or White"                                   | "Black or White"                                   | "Black or White"                                   | "Black or White"                                   | "Black or White"                                   | "Black or White"                                   | "Black or White"                                   | "Black or White"                                   | "Black or White"                                   | "Black or White"                                   | "Black or White"                                   | "Black or White"                                   | "Black or White"                                   | "Black or White"                                   | "Black or White"                                   | "Black or White"                                   | "Black or White"                                   | "Black or White"                                   | "Black or White"                                   | "Black or White"                                   | "Black or White"                                   | "Black or White"                                   | "Black or White"                                   | "Black or White"                                   | "Black or White"                                   | "Black or White"                                   | "Black or White"                                   | "Black or White"                                   | "Black or White"                                   | "Black or White"                                   | "Black or White"                                   | "Black or White"                                   | "Black or White"                                   | "Black or White"                                   | "Black or White"                                   | "Black or White"                                   | "Black or White"                                   | "Black or White"                                   | "Black or White"                                   | "Black or White"                                   | "Black or White"                                   | "Black or White"                                   | "Black or White"                                   | "Black or White"                                   | "Black or White"                                   | "Black or White"                                   | "Black or White"                                   | "Black or White"                                   | "Black or White"                                   | Michael Jackson                                   | Michael Jackson                                   | Michael Jackson                                   | Michael Jackson                                   | Michael Jackson                                   | Michael Jackson                                   | Michael Jackson                                   | Michael Jackson                                   | Michael Jackson                                   | Michael Jackson                                   | Michael Jackson                                   | Michael Jackson                                   | Michael Jackson                                   | Michael Jackson                                   | Michael Jackson                                   | Michael Jackson                                   | Michael Jackson                                   | Michael Jackson                                   | Michael Jackson                                   | Michael Jackson                                   | Michael Jackson                                   | Michael Jackson                                   | Michael Jackson                                   | Michael Jackson                                   | Michael Jackson                                   | Michael Jackson                                   | Michael Jackson                                   | Michael Jackson                                   | Michael Jackson                                   | Michael Jackson                                   | Michael Jackson                                   | Michael Jackson                                   | Michael Jackson                                   | Michael Jackson                                   | Michael Jackson                                   | Michael Jackson                                   | Michael Jackson                                   | Michael Jackson                                   | Michael Jackson                                   | Michael Jackson                                   | Michael Jackson                                   | Michael Jackson                                   | Michael Jackson                                   | Michael Jackson                                   | Michael Jackson                                   | Michael Jackson                                   | Michael Jackson                                   | Michael Jackson                                   | Michael Jackson                                   | Michael Jackson                                   | Michael Jackson                                   | Michael Jackson                                   | Michael Jackson                                   | Michael Jackson                                   | Michael Jackson                                   | Michael Jackson                                   | Michael Jackson                                   | Michael Jackson                                   | Michael Jackson                                   | Michael Jackson                                   | Michael Jackson                                   | Michael Jackson                                   | Michael Jackson                                   | Michael Jackson                                   | Michael Jackson                                   | Michael Jackson                                   | Michael Jackson                                   | Michael Jackson                                   | Michael Jackson                                   | Michael Jackson                                   | Michael Jackson                                   | Michael Jackson                                   | Michael Jackson                                   | Michael Jackson                                   | Michael Jackson                                   | Michael Jackson                                   | Michael Jackson                                   | Michael Jackson                                   | Michael Jackson                                   | Michael Jackson                                   | Michael Jackson                                   | Michael Jackson                                   | Michael Jackson                                   | Michael Jackson                                   | Michael Jackson                                   | Michael Jackson                                   | Michael Jackson                                   | Michael Jackson                                   | Michael Jackson                                   | Michael Jackson                                   | Michael Jackson                                   | Michael Jackson                                   | Michael Jackson                                   | Michael Jackson                                   | Michael Jackson                                   | Michael Jackson                                   | Michael Jackson                                   | Michael Jackson                                   | Michael Jackson                                   | Michael Jackson                                   | 11       | 11       | 11       | 11       | 11       | 11       | 11       | 11       | 11       | 11       | 11       | 11       | 11       | 11       | 11       | 11       | 11       | 11       | 11       | 11       | 11       | 11       | 11       | 11       | 11       | 11       | 11       | 11       | 11       | 11       | 11       | 11       | 11       | 11       | 11       | 11       | 11       | 11       | 11       | 11       | 11       | 11       | 11       | 11       | 11       | 11       | 11       | 11       | 11       | 11       | 11       | 11       | 11       | 11       | 11       | 11       | 11       | 11       | 11       | 11       | 11       | 11       | 11       | 11       | 11       | 11       | 11       | 11       | 11       | 11       | 11       | 11       | 11       | 11       | 11       | 11       | 11       | 11       | 11       | 11       | 11       | 11       | 11       | 11       | 11       | 11       | 11       | 11       | 11       | 11       | 11       | 11       | 11       | 11       | 11       | 11       | 11       | 11       | 11       | 11       | An toàn  | An toàn  | An toàn  | An toàn  | An toàn  | An toàn  | An toàn  | An toàn  | An toàn  | An toàn  | An toàn  | An toàn  | An toàn  | An toàn  | An toàn  | An toàn  | An toàn  | An toàn  | An toàn  | An toàn  | An toàn  | An toàn  | An toàn  | An toàn  | An toàn  | An toàn  | An toàn  | An toàn  | An toàn  | An toàn  | An toàn  | An toàn  | An toàn  | An toàn  | An toàn  | An toàn  | An toàn  | An toàn  | An toàn  | An toàn  | An toàn  | An toàn  | An toàn  | An toàn  | An toàn  | An toàn  | An toàn  | An toàn  | An toàn  | An toàn  | An toàn  | An toàn  | An toàn  | An toàn  | An toàn  | An toàn  | An toàn  | An toàn  | An toàn  | An toàn  | An toàn  | An toàn  | An toàn  | An toàn  | An toàn  | An toàn  | An toàn  | An toàn  | An toàn  | An toàn  | An toàn  | An toàn  | An toàn  | An toàn  | An toàn  | An toàn  | An toàn  | An toàn  | An toàn  | An toàn  | An toàn  | An toàn  | An toàn  | An toàn  | An toàn  | An toàn  | An toàn  | An toàn  | An toàn  | An toàn  | An toàn  | An toàn  | An toàn  | An toàn  | An toàn  | An toàn  | An toàn  | An toàn  | An toàn  | An toàn  |
| Top 11              | Top 11              | Top 11              | Top 11              | Top 11              | Top 11              | Top 11              | Top 11              | Top 11              | Top 11              | Top 11              | Top 11              | Top 11              | Top 11              | Top 11              | Top 11              | Top 11              | Top 11              | Top 11              | Top 11              | Top 11              | Top 11              | Top 11              | Top 11              | Top 11              | Top 11              | Top 11              | Top 11              | Top 11              | Top 11              | Top 11              | Top 11              | Top 11              | Top 11              | Top 11              | Top 11              | Top 11              | Top 11              | Top 11              | Top 11              | Top 11              | Top 11              | Top 11              | Top 11              | Top 11              | Top 11              | Top 11              | Top 11              | Top 11              | Top 11              | Top 11              | Top 11              | Top 11              | Top 11              | Top 11              | Top 11              | Top 11              | Top 11              | Top 11              | Top 11              | Top 11              | Top 11              | Top 11              | Top 11              | Top 11              | Top 11              | Top 11              | Top 11              | Top 11              | Top 11              | Top 11              | Top 11              | Top 11              | Top 11              | Top 11              | Top 11              | Top 11              | Top 11              | Top 11              | Top 11              | Top 11              | Top 11              | Top 11              | Top 11              | Top 11              | Top 11              | Top 11              | Top 11              | Top 11              | Top 11              | Top 11              | Top 11              | Top 11              | Top 11              | Top 11              | Top 11              | Top 11              | Top 11              | Top 11              | Top 11              | Grand Ole Opry                                            | Grand Ole Opry                                            | Grand Ole Opry                                            | Grand Ole Opry                                            | Grand Ole Opry                                            | Grand Ole Opry                                            | Grand Ole Opry                                            | Grand Ole Opry                                            | Grand Ole Opry                                            | Grand Ole Opry                                            | Grand Ole Opry                                            | Grand Ole Opry                                            | Grand Ole Opry                                            | Grand Ole Opry                                            | Grand Ole Opry                                            | Grand Ole Opry                                            | Grand Ole Opry                                            | Grand Ole Opry                                            | Grand Ole Opry                                            | Grand Ole Opry                                            | Grand Ole Opry                                            | Grand Ole Opry                                            | Grand Ole Opry                                            | Grand Ole Opry                                            | Grand Ole Opry                                            | Grand Ole Opry                                            | Grand Ole Opry                                            | Grand Ole Opry                                            | Grand Ole Opry                                            | Grand Ole Opry                                            | Grand Ole Opry                                            | Grand Ole Opry                                            | Grand Ole Opry                                            | Grand Ole Opry                                            | Grand Ole Opry                                            | Grand Ole Opry                                            | Grand Ole Opry                                            | Grand Ole Opry                                            | Grand Ole Opry                                            | Grand Ole Opry                                            | Grand Ole Opry                                            | Grand Ole Opry                                            | Grand Ole Opry                                            | Grand Ole Opry                                            | Grand Ole Opry                                            | Grand Ole Opry                                            | Grand Ole Opry                                            | Grand Ole Opry                                            | Grand Ole Opry                                            | Grand Ole Opry                                            | Grand Ole Opry                                            | Grand Ole Opry                                            | Grand Ole Opry                                            | Grand Ole Opry                                            | Grand Ole Opry                                            | Grand Ole Opry                                            | Grand Ole Opry                                            | Grand Ole Opry                                            | Grand Ole Opry                                            | Grand Ole Opry                                            | Grand Ole Opry                                            | Grand Ole Opry                                            | Grand Ole Opry                                            | Grand Ole Opry                                            | Grand Ole Opry                                            | Grand Ole Opry                                            | Grand Ole Opry                                            | Grand Ole Opry                                            | Grand Ole Opry                                            | Grand Ole Opry                                            | Grand Ole Opry                                            | Grand Ole Opry                                            | Grand Ole Opry                                            | Grand Ole Opry                                            | Grand Ole Opry                                            | Grand Ole Opry                                            | Grand Ole Opry                                            | Grand Ole Opry                                            | Grand Ole Opry                                            | Grand Ole Opry                                            | Grand Ole Opry                                            | Grand Ole Opry                                            | Grand Ole Opry                                            | Grand Ole Opry                                            | Grand Ole Opry                                            | Grand Ole Opry                                            | Grand Ole Opry                                            | Grand Ole Opry                                            | Grand Ole Opry                                            | Grand Ole Opry                                            | Grand Ole Opry                                            | Grand Ole Opry                                            | Grand Ole Opry                                            | Grand Ole Opry                                            | Grand Ole Opry                                            | Grand Ole Opry                                            | Grand Ole Opry                                            | Grand Ole Opry                                            | Grand Ole Opry                                            | Grand Ole Opry                                            | "Ring of Fire"                                     | "Ring of Fire"                                     | "Ring of Fire"                                     | "Ring of Fire"                                     | "Ring of Fire"                                     | "Ring of Fire"                                     | "Ring of Fire"                                     | "Ring of Fire"                                     | "Ring of Fire"                                     | "Ring of Fire"                                     | "Ring of Fire"                                     | "Ring of Fire"                                     | "Ring of Fire"                                     | "Ring of Fire"                                     | "Ring of Fire"                                     | "Ring of Fire"                                     | "Ring of Fire"                                     | "Ring of Fire"                                     | "Ring of Fire"                                     | "Ring of Fire"                                     | "Ring of Fire"                                     | "Ring of Fire"                                     | "Ring of Fire"                                     | "Ring of Fire"                                     | "Ring of Fire"                                     | "Ring of Fire"                                     | "Ring of Fire"                                     | "Ring of Fire"                                     | "Ring of Fire"                                     | "Ring of Fire"                                     | "Ring of Fire"                                     | "Ring of Fire"                                     | "Ring of Fire"                                     | "Ring of Fire"                                     | "Ring of Fire"                                     | "Ring of Fire"                                     | "Ring of Fire"                                     | "Ring of Fire"                                     | "Ring of Fire"                                     | "Ring of Fire"                                     | "Ring of Fire"                                     | "Ring of Fire"                                     | "Ring of Fire"                                     | "Ring of Fire"                                     | "Ring of Fire"                                     | "Ring of Fire"                                     | "Ring of Fire"                                     | "Ring of Fire"                                     | "Ring of Fire"                                     | "Ring of Fire"                                     | "Ring of Fire"                                     | "Ring of Fire"                                     | "Ring of Fire"                                     | "Ring of Fire"                                     | "Ring of Fire"                                     | "Ring of Fire"                                     | "Ring of Fire"                                     | "Ring of Fire"                                     | "Ring of Fire"                                     | "Ring of Fire"                                     | "Ring of Fire"                                     | "Ring of Fire"                                     | "Ring of Fire"                                     | "Ring of Fire"                                     | "Ring of Fire"                                     | "Ring of Fire"                                     | "Ring of Fire"                                     | "Ring of Fire"                                     | "Ring of Fire"                                     | "Ring of Fire"                                     | "Ring of Fire"                                     | "Ring of Fire"                                     | "Ring of Fire"                                     | "Ring of Fire"                                     | "Ring of Fire"                                     | "Ring of Fire"                                     | "Ring of Fire"                                     | "Ring of Fire"                                     | "Ring of Fire"                                     | "Ring of Fire"                                     | "Ring of Fire"                                     | "Ring of Fire"                                     | "Ring of Fire"                                     | "Ring of Fire"                                     | "Ring of Fire"                                     | "Ring of Fire"                                     | "Ring of Fire"                                     | "Ring of Fire"                                     | "Ring of Fire"                                     | "Ring of Fire"                                     | "Ring of Fire"                                     | "Ring of Fire"                                     | "Ring of Fire"                                     | "Ring of Fire"                                     | "Ring of Fire"                                     | "Ring of Fire"                                     | "Ring of Fire"                                     | "Ring of Fire"                                     | "Ring of Fire"                                     | "Ring of Fire"                                     | Anita Carter                                      | Anita Carter                                      | Anita Carter                                      | Anita Carter                                      | Anita Carter                                      | Anita Carter                                      | Anita Carter                                      | Anita Carter                                      | Anita Carter                                      | Anita Carter                                      | Anita Carter                                      | Anita Carter                                      | Anita Carter                                      | Anita Carter                                      | Anita Carter                                      | Anita Carter                                      | Anita Carter                                      | Anita Carter                                      | Anita Carter                                      | Anita Carter                                      | Anita Carter                                      | Anita Carter                                      | Anita Carter                                      | Anita Carter                                      | Anita Carter                                      | Anita Carter                                      | Anita Carter                                      | Anita Carter                                      | Anita Carter                                      | Anita Carter                                      | Anita Carter                                      | Anita Carter                                      | Anita Carter                                      | Anita Carter                                      | Anita Carter                                      | Anita Carter                                      | Anita Carter                                      | Anita Carter                                      | Anita Carter                                      | Anita Carter                                      | Anita Carter                                      | Anita Carter                                      | Anita Carter                                      | Anita Carter                                      | Anita Carter                                      | Anita Carter                                      | Anita Carter                                      | Anita Carter                                      | Anita Carter                                      | Anita Carter                                      | Anita Carter                                      | Anita Carter                                      | Anita Carter                                      | Anita Carter                                      | Anita Carter                                      | Anita Carter                                      | Anita Carter                                      | Anita Carter                                      | Anita Carter                                      | Anita Carter                                      | Anita Carter                                      | Anita Carter                                      | Anita Carter                                      | Anita Carter                                      | Anita Carter                                      | Anita Carter                                      | Anita Carter                                      | Anita Carter                                      | Anita Carter                                      | Anita Carter                                      | Anita Carter                                      | Anita Carter                                      | Anita Carter                                      | Anita Carter                                      | Anita Carter                                      | Anita Carter                                      | Anita Carter                                      | Anita Carter                                      | Anita Carter                                      | Anita Carter                                      | Anita Carter                                      | Anita Carter                                      | Anita Carter                                      | Anita Carter                                      | Anita Carter                                      | Anita Carter                                      | Anita Carter                                      | Anita Carter                                      | Anita Carter                                      | Anita Carter                                      | Anita Carter                                      | Anita Carter                                      | Anita Carter                                      | Anita Carter                                      | Anita Carter                                      | Anita Carter                                      | Anita Carter                                      | Anita Carter                                      | Anita Carter                                      | Anita Carter                                      | 5        | 5        | 5        | 5        | 5        | 5        | 5        | 5        | 5        | 5        | 5        | 5        | 5        | 5        | 5        | 5        | 5        | 5        | 5        | 5        | 5        | 5        | 5        | 5        | 5        | 5        | 5        | 5        | 5        | 5        | 5        | 5        | 5        | 5        | 5        | 5        | 5        | 5        | 5        | 5        | 5        | 5        | 5        | 5        | 5        | 5        | 5        | 5        | 5        | 5        | 5        | 5        | 5        | 5        | 5        | 5        | 5        | 5        | 5        | 5        | 5        | 5        | 5        | 5        | 5        | 5        | 5        | 5        | 5        | 5        | 5        | 5        | 5        | 5        | 5        | 5        | 5        | 5        | 5        | 5        | 5        | 5        | 5        | 5        | 5        | 5        | 5        | 5        | 5        | 5        | 5        | 5        | 5        | 5        | 5        | 5        | 5        | 5        | 5        | 5        | An toàn  | An toàn  | An toàn  | An toàn  | An toàn  | An toàn  | An toàn  | An toàn  | An toàn  | An toàn  | An toàn  | An toàn  | An toàn  | An toàn  | An toàn  | An toàn  | An toàn  | An toàn  | An toàn  | An toàn  | An toàn  | An toàn  | An toàn  | An toàn  | An toàn  | An toàn  | An toàn  | An toàn  | An toàn  | An toàn  | An toàn  | An toàn  | An toàn  | An toàn  | An toàn  | An toàn  | An toàn  | An toàn  | An toàn  | An toàn  | An toàn  | An toàn  | An toàn  | An toàn  | An toàn  | An toàn  | An toàn  | An toàn  | An toàn  | An toàn  | An toàn  | An toàn  | An toàn  | An toàn  | An toàn  | An toàn  | An toàn  | An toàn  | An toàn  | An toàn  | An toàn  | An toàn  | An toàn  | An toàn  | An toàn  | An toàn  | An toàn  | An toàn  | An toàn  | An toàn  | An toàn  | An toàn  | An toàn  | An toàn  | An toàn  | An toàn  | An toàn  | An toàn  | An toàn  | An toàn  | An toàn  | An toàn  | An toàn  | An toàn  | An toàn  | An toàn  | An toàn  | An toàn  | An toàn  | An toàn  | An toàn  | An toàn  | An toàn  | An toàn  | An toàn  | An toàn  | An toàn  | An toàn  | An toàn  | An toàn  |
| Top 10              | Top 10              | Top 10              | Top 10              | Top 10              | Top 10              | Top 10              | Top 10              | Top 10              | Top 10              | Top 10              | Top 10              | Top 10              | Top 10              | Top 10              | Top 10              | Top 10              | Top 10              | Top 10              | Top 10              | Top 10              | Top 10              | Top 10              | Top 10              | Top 10              | Top 10              | Top 10              | Top 10              | Top 10              | Top 10              | Top 10              | Top 10              | Top 10              | Top 10              | Top 10              | Top 10              | Top 10              | Top 10              | Top 10              | Top 10              | Top 10              | Top 10              | Top 10              | Top 10              | Top 10              | Top 10              | Top 10              | Top 10              | Top 10              | Top 10              | Top 10              | Top 10              | Top 10              | Top 10              | Top 10              | Top 10              | Top 10              | Top 10              | Top 10              | Top 10              | Top 10              | Top 10              | Top 10              | Top 10              | Top 10              | Top 10              | Top 10              | Top 10              | Top 10              | Top 10              | Top 10              | Top 10              | Top 10              | Top 10              | Top 10              | Top 10              | Top 10              | Top 10              | Top 10              | Top 10              | Top 10              | Top 10              | Top 10              | Top 10              | Top 10              | Top 10              | Top 10              | Top 10              | Top 10              | Top 10              | Top 10              | Top 10              | Top 10              | Top 10              | Top 10              | Top 10              | Top 10              | Top 10              | Top 10              | Top 10              | Motown                                                    | Motown                                                    | Motown                                                    | Motown                                                    | Motown                                                    | Motown                                                    | Motown                                                    | Motown                                                    | Motown                                                    | Motown                                                    | Motown                                                    | Motown                                                    | Motown                                                    | Motown                                                    | Motown                                                    | Motown                                                    | Motown                                                    | Motown                                                    | Motown                                                    | Motown                                                    | Motown                                                    | Motown                                                    | Motown                                                    | Motown                                                    | Motown                                                    | Motown                                                    | Motown                                                    | Motown                                                    | Motown                                                    | Motown                                                    | Motown                                                    | Motown                                                    | Motown                                                    | Motown                                                    | Motown                                                    | Motown                                                    | Motown                                                    | Motown                                                    | Motown                                                    | Motown                                                    | Motown                                                    | Motown                                                    | Motown                                                    | Motown                                                    | Motown                                                    | Motown                                                    | Motown                                                    | Motown                                                    | Motown                                                    | Motown                                                    | Motown                                                    | Motown                                                    | Motown                                                    | Motown                                                    | Motown                                                    | Motown                                                    | Motown                                                    | Motown                                                    | Motown                                                    | Motown                                                    | Motown                                                    | Motown                                                    | Motown                                                    | Motown                                                    | Motown                                                    | Motown                                                    | Motown                                                    | Motown                                                    | Motown                                                    | Motown                                                    | Motown                                                    | Motown                                                    | Motown                                                    | Motown                                                    | Motown                                                    | Motown                                                    | Motown                                                    | Motown                                                    | Motown                                                    | Motown                                                    | Motown                                                    | Motown                                                    | Motown                                                    | Motown                                                    | Motown                                                    | Motown                                                    | Motown                                                    | Motown                                                    | Motown                                                    | Motown                                                    | Motown                                                    | Motown                                                    | Motown                                                    | Motown                                                    | Motown                                                    | Motown                                                    | Motown                                                    | Motown                                                    | Motown                                                    | Motown                                                    | "The Tracks of My Tears"                           | "The Tracks of My Tears"                           | "The Tracks of My Tears"                           | "The Tracks of My Tears"                           | "The Tracks of My Tears"                           | "The Tracks of My Tears"                           | "The Tracks of My Tears"                           | "The Tracks of My Tears"                           | "The Tracks of My Tears"                           | "The Tracks of My Tears"                           | "The Tracks of My Tears"                           | "The Tracks of My Tears"                           | "The Tracks of My Tears"                           | "The Tracks of My Tears"                           | "The Tracks of My Tears"                           | "The Tracks of My Tears"                           | "The Tracks of My Tears"                           | "The Tracks of My Tears"                           | "The Tracks of My Tears"                           | "The Tracks of My Tears"                           | "The Tracks of My Tears"                           | "The Tracks of My Tears"                           | "The Tracks of My Tears"                           | "The Tracks of My Tears"                           | "The Tracks of My Tears"                           | "The Tracks of My Tears"                           | "The Tracks of My Tears"                           | "The Tracks of My Tears"                           | "The Tracks of My Tears"                           | "The Tracks of My Tears"                           | "The Tracks of My Tears"                           | "The Tracks of My Tears"                           | "The Tracks of My Tears"                           | "The Tracks of My Tears"                           | "The Tracks of My Tears"                           | "The Tracks of My Tears"                           | "The Tracks of My Tears"                           | "The Tracks of My Tears"                           | "The Tracks of My Tears"                           | "The Tracks of My Tears"                           | "The Tracks of My Tears"                           | "The Tracks of My Tears"                           | "The Tracks of My Tears"                           | "The Tracks of My Tears"                           | "The Tracks of My Tears"                           | "The Tracks of My Tears"                           | "The Tracks of My Tears"                           | "The Tracks of My Tears"                           | "The Tracks of My Tears"                           | "The Tracks of My Tears"                           | "The Tracks of My Tears"                           | "The Tracks of My Tears"                           | "The Tracks of My Tears"                           | "The Tracks of My Tears"                           | "The Tracks of My Tears"                           | "The Tracks of My Tears"                           | "The Tracks of My Tears"                           | "The Tracks of My Tears"                           | "The Tracks of My Tears"                           | "The Tracks of My Tears"                           | "The Tracks of My Tears"                           | "The Tracks of My Tears"                           | "The Tracks of My Tears"                           | "The Tracks of My Tears"                           | "The Tracks of My Tears"                           | "The Tracks of My Tears"                           | "The Tracks of My Tears"                           | "The Tracks of My Tears"                           | "The Tracks of My Tears"                           | "The Tracks of My Tears"                           | "The Tracks of My Tears"                           | "The Tracks of My Tears"                           | "The Tracks of My Tears"                           | "The Tracks of My Tears"                           | "The Tracks of My Tears"                           | "The Tracks of My Tears"                           | "The Tracks of My Tears"                           | "The Tracks of My Tears"                           | "The Tracks of My Tears"                           | "The Tracks of My Tears"                           | "The Tracks of My Tears"                           | "The Tracks of My Tears"                           | "The Tracks of My Tears"                           | "The Tracks of My Tears"                           | "The Tracks of My Tears"                           | "The Tracks of My Tears"                           | "The Tracks of My Tears"                           | "The Tracks of My Tears"                           | "The Tracks of My Tears"                           | "The Tracks of My Tears"                           | "The Tracks of My Tears"                           | "The Tracks of My Tears"                           | "The Tracks of My Tears"                           | "The Tracks of My Tears"                           | "The Tracks of My Tears"                           | "The Tracks of My Tears"                           | "The Tracks of My Tears"                           | "The Tracks of My Tears"                           | "The Tracks of My Tears"                           | "The Tracks of My Tears"                           | The Miracles                                      | The Miracles                                      | The Miracles                                      | The Miracles                                      | The Miracles                                      | The Miracles                                      | The Miracles                                      | The Miracles                                      | The Miracles                                      | The Miracles                                      | The Miracles                                      | The Miracles                                      | The Miracles                                      | The Miracles                                      | The Miracles                                      | The Miracles                                      | The Miracles                                      | The Miracles                                      | The Miracles                                      | The Miracles                                      | The Miracles                                      | The Miracles                                      | The Miracles                                      | The Miracles                                      | The Miracles                                      | The Miracles                                      | The Miracles                                      | The Miracles                                      | The Miracles                                      | The Miracles                                      | The Miracles                                      | The Miracles                                      | The Miracles                                      | The Miracles                                      | The Miracles                                      | The Miracles                                      | The Miracles                                      | The Miracles                                      | The Miracles                                      | The Miracles                                      | The Miracles                                      | The Miracles                                      | The Miracles                                      | The Miracles                                      | The Miracles                                      | The Miracles                                      | The Miracles                                      | The Miracles                                      | The Miracles                                      | The Miracles                                      | The Miracles                                      | The Miracles                                      | The Miracles                                      | The Miracles                                      | The Miracles                                      | The Miracles                                      | The Miracles                                      | The Miracles                                      | The Miracles                                      | The Miracles                                      | The Miracles                                      | The Miracles                                      | The Miracles                                      | The Miracles                                      | The Miracles                                      | The Miracles                                      | The Miracles                                      | The Miracles                                      | The Miracles                                      | The Miracles                                      | The Miracles                                      | The Miracles                                      | The Miracles                                      | The Miracles                                      | The Miracles                                      | The Miracles                                      | The Miracles                                      | The Miracles                                      | The Miracles                                      | The Miracles                                      | The Miracles                                      | The Miracles                                      | The Miracles                                      | The Miracles                                      | The Miracles                                      | The Miracles                                      | The Miracles                                      | The Miracles                                      | The Miracles                                      | The Miracles                                      | The Miracles                                      | The Miracles                                      | The Miracles                                      | The Miracles                                      | The Miracles                                      | The Miracles                                      | The Miracles                                      | The Miracles                                      | The Miracles                                      | The Miracles                                      | 8        | 8        | 8        | 8        | 8        | 8        | 8        | 8        | 8        | 8        | 8        | 8        | 8        | 8        | 8        | 8        | 8        | 8        | 8        | 8        | 8        | 8        | 8        | 8        | 8        | 8        | 8        | 8        | 8        | 8        | 8        | 8        | 8        | 8        | 8        | 8        | 8        | 8        | 8        | 8        | 8        | 8        | 8        | 8        | 8        | 8        | 8        | 8        | 8        | 8        | 8        | 8        | 8        | 8        | 8        | 8        | 8        | 8        | 8        | 8        | 8        | 8        | 8        | 8        | 8        | 8        | 8        | 8        | 8        | 8        | 8        | 8        | 8        | 8        | 8        | 8        | 8        | 8        | 8        | 8        | 8        | 8        | 8        | 8        | 8        | 8        | 8        | 8        | 8        | 8        | 8        | 8        | 8        | 8        | 8        | 8        | 8        | 8        | 8        | 8        | An toàn  | An toàn  | An toàn  | An toàn  | An toàn  | An toàn  | An toàn  | An toàn  | An toàn  | An toàn  | An toàn  | An toàn  | An toàn  | An toàn  | An toàn  | An toàn  | An toàn  | An toàn  | An toàn  | An toàn  | An toàn  | An toàn  | An toàn  | An toàn  | An toàn  | An toàn  | An toàn  | An toàn  | An toàn  | An toàn  | An toàn  | An toàn  | An toàn  | An toàn  | An toàn  | An toàn  | An toàn  | An toàn  | An toàn  | An toàn  | An toàn  | An toàn  | An toàn  | An toàn  | An toàn  | An toàn  | An toàn  | An toàn  | An toàn  | An toàn  | An toàn  | An toàn  | An toàn  | An toàn  | An toàn  | An toàn  | An toàn  | An toàn  | An toàn  | An toàn  | An toàn  | An toàn  | An toàn  | An toàn  | An toàn  | An toàn  | An toàn  | An toàn  | An toàn  | An toàn  | An toàn  | An toàn  | An toàn  | An toàn  | An toàn  | An toàn  | An toàn  | An toàn  | An toàn  | An toàn  | An toàn  | An toàn  | An toàn  | An toàn  | An toàn  | An toàn  | An toàn  | An toàn  | An toàn  | An toàn  | An toàn  | An toàn  | An toàn  | An toàn  | An toàn  | An toàn  | An toàn  | An toàn  | An toàn  | An toàn  |
| Top 9               | Top 9               | Top 9               | Top 9               | Top 9               | Top 9               | Top 9               | Top 9               | Top 9               | Top 9               | Top 9               | Top 9               | Top 9               | Top 9               | Top 9               | Top 9               | Top 9               | Top 9               | Top 9               | Top 9               | Top 9               | Top 9               | Top 9               | Top 9               | Top 9               | Top 9               | Top 9               | Top 9               | Top 9               | Top 9               | Top 9               | Top 9               | Top 9               | Top 9               | Top 9               | Top 9               | Top 9               | Top 9               | Top 9               | Top 9               | Top 9               | Top 9               | Top 9               | Top 9               | Top 9               | Top 9               | Top 9               | Top 9               | Top 9               | Top 9               | Top 9               | Top 9               | Top 9               | Top 9               | Top 9               | Top 9               | Top 9               | Top 9               | Top 9               | Top 9               | Top 9               | Top 9               | Top 9               | Top 9               | Top 9               | Top 9               | Top 9               | Top 9               | Top 9               | Top 9               | Top 9               | Top 9               | Top 9               | Top 9               | Top 9               | Top 9               | Top 9               | Top 9               | Top 9               | Top 9               | Top 9               | Top 9               | Top 9               | Top 9               | Top 9               | Top 9               | Top 9               | Top 9               | Top 9               | Top 9               | Top 9               | Top 9               | Top 9               | Top 9               | Top 9               | Top 9               | Top 9               | Top 9               | Top 9               | Top 9               | Top Downloads                                             | Top Downloads                                             | Top Downloads                                             | Top Downloads                                             | Top Downloads                                             | Top Downloads                                             | Top Downloads                                             | Top Downloads                                             | Top Downloads                                             | Top Downloads                                             | Top Downloads                                             | Top Downloads                                             | Top Downloads                                             | Top Downloads                                             | Top Downloads                                             | Top Downloads                                             | Top Downloads                                             | Top Downloads                                             | Top Downloads                                             | Top Downloads                                             | Top Downloads                                             | Top Downloads                                             | Top Downloads                                             | Top Downloads                                             | Top Downloads                                             | Top Downloads                                             | Top Downloads                                             | Top Downloads                                             | Top Downloads                                             | Top Downloads                                             | Top Downloads                                             | Top Downloads                                             | Top Downloads                                             | Top Downloads                                             | Top Downloads                                             | Top Downloads                                             | Top Downloads                                             | Top Downloads                                             | Top Downloads                                             | Top Downloads                                             | Top Downloads                                             | Top Downloads                                             | Top Downloads                                             | Top Downloads                                             | Top Downloads                                             | Top Downloads                                             | Top Downloads                                             | Top Downloads                                             | Top Downloads                                             | Top Downloads                                             | Top Downloads                                             | Top Downloads                                             | Top Downloads                                             | Top Downloads                                             | Top Downloads                                             | Top Downloads                                             | Top Downloads                                             | Top Downloads                                             | Top Downloads                                             | Top Downloads                                             | Top Downloads                                             | Top Downloads                                             | Top Downloads                                             | Top Downloads                                             | Top Downloads                                             | Top Downloads                                             | Top Downloads                                             | Top Downloads                                             | Top Downloads                                             | Top Downloads                                             | Top Downloads                                             | Top Downloads                                             | Top Downloads                                             | Top Downloads                                             | Top Downloads                                             | Top Downloads                                             | Top Downloads                                             | Top Downloads                                             | Top Downloads                                             | Top Downloads                                             | Top Downloads                                             | Top Downloads                                             | Top Downloads                                             | Top Downloads                                             | Top Downloads                                             | Top Downloads                                             | Top Downloads                                             | Top Downloads                                             | Top Downloads                                             | Top Downloads                                             | Top Downloads                                             | Top Downloads                                             | Top Downloads                                             | Top Downloads                                             | Top Downloads                                             | Top Downloads                                             | Top Downloads                                             | Top Downloads                                             | Top Downloads                                             | Top Downloads                                             | "Play That Funky Music"                            | "Play That Funky Music"                            | "Play That Funky Music"                            | "Play That Funky Music"                            | "Play That Funky Music"                            | "Play That Funky Music"                            | "Play That Funky Music"                            | "Play That Funky Music"                            | "Play That Funky Music"                            | "Play That Funky Music"                            | "Play That Funky Music"                            | "Play That Funky Music"                            | "Play That Funky Music"                            | "Play That Funky Music"                            | "Play That Funky Music"                            | "Play That Funky Music"                            | "Play That Funky Music"                            | "Play That Funky Music"                            | "Play That Funky Music"                            | "Play That Funky Music"                            | "Play That Funky Music"                            | "Play That Funky Music"                            | "Play That Funky Music"                            | "Play That Funky Music"                            | "Play That Funky Music"                            | "Play That Funky Music"                            | "Play That Funky Music"                            | "Play That Funky Music"                            | "Play That Funky Music"                            | "Play That Funky Music"                            | "Play That Funky Music"                            | "Play That Funky Music"                            | "Play That Funky Music"                            | "Play That Funky Music"                            | "Play That Funky Music"                            | "Play That Funky Music"                            | "Play That Funky Music"                            | "Play That Funky Music"                            | "Play That Funky Music"                            | "Play That Funky Music"                            | "Play That Funky Music"                            | "Play That Funky Music"                            | "Play That Funky Music"                            | "Play That Funky Music"                            | "Play That Funky Music"                            | "Play That Funky Music"                            | "Play That Funky Music"                            | "Play That Funky Music"                            | "Play That Funky Music"                            | "Play That Funky Music"                            | "Play That Funky Music"                            | "Play That Funky Music"                            | "Play That Funky Music"                            | "Play That Funky Music"                            | "Play That Funky Music"                            | "Play That Funky Music"                            | "Play That Funky Music"                            | "Play That Funky Music"                            | "Play That Funky Music"                            | "Play That Funky Music"                            | "Play That Funky Music"                            | "Play That Funky Music"                            | "Play That Funky Music"                            | "Play That Funky Music"                            | "Play That Funky Music"                            | "Play That Funky Music"                            | "Play That Funky Music"                            | "Play That Funky Music"                            | "Play That Funky Music"                            | "Play That Funky Music"                            | "Play That Funky Music"                            | "Play That Funky Music"                            | "Play That Funky Music"                            | "Play That Funky Music"                            | "Play That Funky Music"                            | "Play That Funky Music"                            | "Play That Funky Music"                            | "Play That Funky Music"                            | "Play That Funky Music"                            | "Play That Funky Music"                            | "Play That Funky Music"                            | "Play That Funky Music"                            | "Play That Funky Music"                            | "Play That Funky Music"                            | "Play That Funky Music"                            | "Play That Funky Music"                            | "Play That Funky Music"                            | "Play That Funky Music"                            | "Play That Funky Music"                            | "Play That Funky Music"                            | "Play That Funky Music"                            | "Play That Funky Music"                            | "Play That Funky Music"                            | "Play That Funky Music"                            | "Play That Funky Music"                            | "Play That Funky Music"                            | "Play That Funky Music"                            | "Play That Funky Music"                            | "Play That Funky Music"                            | "Play That Funky Music"                            | Wild Cherry                                       | Wild Cherry                                       | Wild Cherry                                       | Wild Cherry                                       | Wild Cherry                                       | Wild Cherry                                       | Wild Cherry                                       | Wild Cherry                                       | Wild Cherry                                       | Wild Cherry                                       | Wild Cherry                                       | Wild Cherry                                       | Wild Cherry                                       | Wild Cherry                                       | Wild Cherry                                       | Wild Cherry                                       | Wild Cherry                                       | Wild Cherry                                       | Wild Cherry                                       | Wild Cherry                                       | Wild Cherry                                       | Wild Cherry                                       | Wild Cherry                                       | Wild Cherry                                       | Wild Cherry                                       | Wild Cherry                                       | Wild Cherry                                       | Wild Cherry                                       | Wild Cherry                                       | Wild Cherry                                       | Wild Cherry                                       | Wild Cherry                                       | Wild Cherry                                       | Wild Cherry                                       | Wild Cherry                                       | Wild Cherry                                       | Wild Cherry                                       | Wild Cherry                                       | Wild Cherry                                       | Wild Cherry                                       | Wild Cherry                                       | Wild Cherry                                       | Wild Cherry                                       | Wild Cherry                                       | Wild Cherry                                       | Wild Cherry                                       | Wild Cherry                                       | Wild Cherry                                       | Wild Cherry                                       | Wild Cherry                                       | Wild Cherry                                       | Wild Cherry                                       | Wild Cherry                                       | Wild Cherry                                       | Wild Cherry                                       | Wild Cherry                                       | Wild Cherry                                       | Wild Cherry                                       | Wild Cherry                                       | Wild Cherry                                       | Wild Cherry                                       | Wild Cherry                                       | Wild Cherry                                       | Wild Cherry                                       | Wild Cherry                                       | Wild Cherry                                       | Wild Cherry                                       | Wild Cherry                                       | Wild Cherry                                       | Wild Cherry                                       | Wild Cherry                                       | Wild Cherry                                       | Wild Cherry                                       | Wild Cherry                                       | Wild Cherry                                       | Wild Cherry                                       | Wild Cherry                                       | Wild Cherry                                       | Wild Cherry                                       | Wild Cherry                                       | Wild Cherry                                       | Wild Cherry                                       | Wild Cherry                                       | Wild Cherry                                       | Wild Cherry                                       | Wild Cherry                                       | Wild Cherry                                       | Wild Cherry                                       | Wild Cherry                                       | Wild Cherry                                       | Wild Cherry                                       | Wild Cherry                                       | Wild Cherry                                       | Wild Cherry                                       | Wild Cherry                                       | Wild Cherry                                       | Wild Cherry                                       | Wild Cherry                                       | Wild Cherry                                       | Wild Cherry                                       | 8        | 8        | 8        | 8        | 8        | 8        | 8        | 8        | 8        | 8        | 8        | 8        | 8        | 8        | 8        | 8        | 8        | 8        | 8        | 8        | 8        | 8        | 8        | 8        | 8        | 8        | 8        | 8        | 8        | 8        | 8        | 8        | 8        | 8        | 8        | 8        | 8        | 8        | 8        | 8        | 8        | 8        | 8        | 8        | 8        | 8        | 8        | 8        | 8        | 8        | 8        | 8        | 8        | 8        | 8        | 8        | 8        | 8        | 8        | 8        | 8        | 8        | 8        | 8        | 8        | 8        | 8        | 8        | 8        | 8        | 8        | 8        | 8        | 8        | 8        | 8        | 8        | 8        | 8        | 8        | 8        | 8        | 8        | 8        | 8        | 8        | 8        | 8        | 8        | 8        | 8        | 8        | 8        | 8        | 8        | 8        | 8        | 8        | 8        | 8        | An toàn  | An toàn  | An toàn  | An toàn  | An toàn  | An toàn  | An toàn  | An toàn  | An toàn  | An toàn  | An toàn  | An toàn  | An toàn  | An toàn  | An toàn  | An toàn  | An toàn  | An toàn  | An toàn  | An toàn  | An toàn  | An toàn  | An toàn  | An toàn  | An toàn  | An toàn  | An toàn  | An toàn  | An toàn  | An toàn  | An toàn  | An toàn  | An toàn  | An toàn  | An toàn  | An toàn  | An toàn  | An toàn  | An toàn  | An toàn  | An toàn  | An toàn  | An toàn  | An toàn  | An toàn  | An toàn  | An toàn  | An toàn  | An toàn  | An toàn  | An toàn  | An toàn  | An toàn  | An toàn  | An toàn  | An toàn  | An toàn  | An toàn  | An toàn  | An toàn  | An toàn  | An toàn  | An toàn  | An toàn  | An toàn  | An toàn  | An toàn  | An toàn  | An toàn  | An toàn  | An toàn  | An toàn  | An toàn  | An toàn  | An toàn  | An toàn  | An toàn  | An toàn  | An toàn  | An toàn  | An toàn  | An toàn  | An toàn  | An toàn  | An toàn  | An toàn  | An toàn  | An toàn  | An toàn  | An toàn  | An toàn  | An toàn  | An toàn  | An toàn  | An toàn  | An toàn  | An toàn  | An toàn  | An toàn  | An toàn  |
| Top 8               | Top 8               | Top 8               | Top 8               | Top 8               | Top 8               | Top 8               | Top 8               | Top 8               | Top 8               | Top 8               | Top 8               | Top 8               | Top 8               | Top 8               | Top 8               | Top 8               | Top 8               | Top 8               | Top 8               | Top 8               | Top 8               | Top 8               | Top 8               | Top 8               | Top 8               | Top 8               | Top 8               | Top 8               | Top 8               | Top 8               | Top 8               | Top 8               | Top 8               | Top 8               | Top 8               | Top 8               | Top 8               | Top 8               | Top 8               | Top 8               | Top 8               | Top 8               | Top 8               | Top 8               | Top 8               | Top 8               | Top 8               | Top 8               | Top 8               | Top 8               | Top 8               | Top 8               | Top 8               | Top 8               | Top 8               | Top 8               | Top 8               | Top 8               | Top 8               | Top 8               | Top 8               | Top 8               | Top 8               | Top 8               | Top 8               | Top 8               | Top 8               | Top 8               | Top 8               | Top 8               | Top 8               | Top 8               | Top 8               | Top 8               | Top 8               | Top 8               | Top 8               | Top 8               | Top 8               | Top 8               | Top 8               | Top 8               | Top 8               | Top 8               | Top 8               | Top 8               | Top 8               | Top 8               | Top 8               | Top 8               | Top 8               | Top 8               | Top 8               | Top 8               | Top 8               | Top 8               | Top 8               | Top 8               | Top 8               | Year They Were Born                                       | Year They Were Born                                       | Year They Were Born                                       | Year They Were Born                                       | Year They Were Born                                       | Year They Were Born                                       | Year They Were Born                                       | Year They Were Born                                       | Year They Were Born                                       | Year They Were Born                                       | Year They Were Born                                       | Year They Were Born                                       | Year They Were Born                                       | Year They Were Born                                       | Year They Were Born                                       | Year They Were Born                                       | Year They Were Born                                       | Year They Were Born                                       | Year They Were Born                                       | Year They Were Born                                       | Year They Were Born                                       | Year They Were Born                                       | Year They Were Born                                       | Year They Were Born                                       | Year They Were Born                                       | Year They Were Born                                       | Year They Were Born                                       | Year They Were Born                                       | Year They Were Born                                       | Year They Were Born                                       | Year They Were Born                                       | Year They Were Born                                       | Year They Were Born                                       | Year They Were Born                                       | Year They Were Born                                       | Year They Were Born                                       | Year They Were Born                                       | Year They Were Born                                       | Year They Were Born                                       | Year They Were Born                                       | Year They Were Born                                       | Year They Were Born                                       | Year They Were Born                                       | Year They Were Born                                       | Year They Were Born                                       | Year They Were Born                                       | Year They Were Born                                       | Year They Were Born                                       | Year They Were Born                                       | Year They Were Born                                       | Year They Were Born                                       | Year They Were Born                                       | Year They Were Born                                       | Year They Were Born                                       | Year They Were Born                                       | Year They Were Born                                       | Year They Were Born                                       | Year They Were Born                                       | Year They Were Born                                       | Year They Were Born                                       | Year They Were Born                                       | Year They Were Born                                       | Year They Were Born                                       | Year They Were Born                                       | Year They Were Born                                       | Year They Were Born                                       | Year They Were Born                                       | Year They Were Born                                       | Year They Were Born                                       | Year They Were Born                                       | Year They Were Born                                       | Year They Were Born                                       | Year They Were Born                                       | Year They Were Born                                       | Year They Were Born                                       | Year They Were Born                                       | Year They Were Born                                       | Year They Were Born                                       | Year They Were Born                                       | Year They Were Born                                       | Year They Were Born                                       | Year They Were Born                                       | Year They Were Born                                       | Year They Were Born                                       | Year They Were Born                                       | Year They Were Born                                       | Year They Were Born                                       | Year They Were Born                                       | Year They Were Born                                       | Year They Were Born                                       | Year They Were Born                                       | Year They Were Born                                       | Year They Were Born                                       | Year They Were Born                                       | Year They Were Born                                       | Year They Were Born                                       | Year They Were Born                                       | Year They Were Born                                       | Year They Were Born                                       | Year They Were Born                                       | "Mad world"                                        | "Mad world"                                        | "Mad world"                                        | "Mad world"                                        | "Mad world"                                        | "Mad world"                                        | "Mad world"                                        | "Mad world"                                        | "Mad world"                                        | "Mad world"                                        | "Mad world"                                        | "Mad world"                                        | "Mad world"                                        | "Mad world"                                        | "Mad world"                                        | "Mad world"                                        | "Mad world"                                        | "Mad world"                                        | "Mad world"                                        | "Mad world"                                        | "Mad world"                                        | "Mad world"                                        | "Mad world"                                        | "Mad world"                                        | "Mad world"                                        | "Mad world"                                        | "Mad world"                                        | "Mad world"                                        | "Mad world"                                        | "Mad world"                                        | "Mad world"                                        | "Mad world"                                        | "Mad world"                                        | "Mad world"                                        | "Mad world"                                        | "Mad world"                                        | "Mad world"                                        | "Mad world"                                        | "Mad world"                                        | "Mad world"                                        | "Mad world"                                        | "Mad world"                                        | "Mad world"                                        | "Mad world"                                        | "Mad world"                                        | "Mad world"                                        | "Mad world"                                        | "Mad world"                                        | "Mad world"                                        | "Mad world"                                        | "Mad world"                                        | "Mad world"                                        | "Mad world"                                        | "Mad world"                                        | "Mad world"                                        | "Mad world"                                        | "Mad world"                                        | "Mad world"                                        | "Mad world"                                        | "Mad world"                                        | "Mad world"                                        | "Mad world"                                        | "Mad world"                                        | "Mad world"                                        | "Mad world"                                        | "Mad world"                                        | "Mad world"                                        | "Mad world"                                        | "Mad world"                                        | "Mad world"                                        | "Mad world"                                        | "Mad world"                                        | "Mad world"                                        | "Mad world"                                        | "Mad world"                                        | "Mad world"                                        | "Mad world"                                        | "Mad world"                                        | "Mad world"                                        | "Mad world"                                        | "Mad world"                                        | "Mad world"                                        | "Mad world"                                        | "Mad world"                                        | "Mad world"                                        | "Mad world"                                        | "Mad world"                                        | "Mad world"                                        | "Mad world"                                        | "Mad world"                                        | "Mad world"                                        | "Mad world"                                        | "Mad world"                                        | "Mad world"                                        | "Mad world"                                        | "Mad world"                                        | "Mad world"                                        | "Mad world"                                        | "Mad world"                                        | "Mad world"                                        | Tears for Fears                                   | Tears for Fears                                   | Tears for Fears                                   | Tears for Fears                                   | Tears for Fears                                   | Tears for Fears                                   | Tears for Fears                                   | Tears for Fears                                   | Tears for Fears                                   | Tears for Fears                                   | Tears for Fears                                   | Tears for Fears                                   | Tears for Fears                                   | Tears for Fears                                   | Tears for Fears                                   | Tears for Fears                                   | Tears for Fears                                   | Tears for Fears                                   | Tears for Fears                                   | Tears for Fears                                   | Tears for Fears                                   | Tears for Fears                                   | Tears for Fears                                   | Tears for Fears                                   | Tears for Fears                                   | Tears for Fears                                   | Tears for Fears                                   | Tears for Fears                                   | Tears for Fears                                   | Tears for Fears                                   | Tears for Fears                                   | Tears for Fears                                   | Tears for Fears                                   | Tears for Fears                                   | Tears for Fears                                   | Tears for Fears                                   | Tears for Fears                                   | Tears for Fears                                   | Tears for Fears                                   | Tears for Fears                                   | Tears for Fears                                   | Tears for Fears                                   | Tears for Fears                                   | Tears for Fears                                   | Tears for Fears                                   | Tears for Fears                                   | Tears for Fears                                   | Tears for Fears                                   | Tears for Fears                                   | Tears for Fears                                   | Tears for Fears                                   | Tears for Fears                                   | Tears for Fears                                   | Tears for Fears                                   | Tears for Fears                                   | Tears for Fears                                   | Tears for Fears                                   | Tears for Fears                                   | Tears for Fears                                   | Tears for Fears                                   | Tears for Fears                                   | Tears for Fears                                   | Tears for Fears                                   | Tears for Fears                                   | Tears for Fears                                   | Tears for Fears                                   | Tears for Fears                                   | Tears for Fears                                   | Tears for Fears                                   | Tears for Fears                                   | Tears for Fears                                   | Tears for Fears                                   | Tears for Fears                                   | Tears for Fears                                   | Tears for Fears                                   | Tears for Fears                                   | Tears for Fears                                   | Tears for Fears                                   | Tears for Fears                                   | Tears for Fears                                   | Tears for Fears                                   | Tears for Fears                                   | Tears for Fears                                   | Tears for Fears                                   | Tears for Fears                                   | Tears for Fears                                   | Tears for Fears                                   | Tears for Fears                                   | Tears for Fears                                   | Tears for Fears                                   | Tears for Fears                                   | Tears for Fears                                   | Tears for Fears                                   | Tears for Fears                                   | Tears for Fears                                   | Tears for Fears                                   | Tears for Fears                                   | Tears for Fears                                   | Tears for Fears                                   | Tears for Fears                                   | 8        | 8        | 8        | 8        | 8        | 8        | 8        | 8        | 8        | 8        | 8        | 8        | 8        | 8        | 8        | 8        | 8        | 8        | 8        | 8        | 8        | 8        | 8        | 8        | 8        | 8        | 8        | 8        | 8        | 8        | 8        | 8        | 8        | 8        | 8        | 8        | 8        | 8        | 8        | 8        | 8        | 8        | 8        | 8        | 8        | 8        | 8        | 8        | 8        | 8        | 8        | 8        | 8        | 8        | 8        | 8        | 8        | 8        | 8        | 8        | 8        | 8        | 8        | 8        | 8        | 8        | 8        | 8        | 8        | 8        | 8        | 8        | 8        | 8        | 8        | 8        | 8        | 8        | 8        | 8        | 8        | 8        | 8        | 8        | 8        | 8        | 8        | 8        | 8        | 8        | 8        | 8        | 8        | 8        | 8        | 8        | 8        | 8        | 8        | 8        | An toàn  | An toàn  | An toàn  | An toàn  | An toàn  | An toàn  | An toàn  | An toàn  | An toàn  | An toàn  | An toàn  | An toàn  | An toàn  | An toàn  | An toàn  | An toàn  | An toàn  | An toàn  | An toàn  | An toàn  | An toàn  | An toàn  | An toàn  | An toàn  | An toàn  | An toàn  | An toàn  | An toàn  | An toàn  | An toàn  | An toàn  | An toàn  | An toàn  | An toàn  | An toàn  | An toàn  | An toàn  | An toàn  | An toàn  | An toàn  | An toàn  | An toàn  | An toàn  | An toàn  | An toàn  | An toàn  | An toàn  | An toàn  | An toàn  | An toàn  | An toàn  | An toàn  | An toàn  | An toàn  | An toàn  | An toàn  | An toàn  | An toàn  | An toàn  | An toàn  | An toàn  | An toàn  | An toàn  | An toàn  | An toàn  | An toàn  | An toàn  | An toàn  | An toàn  | An toàn  | An toàn  | An toàn  | An toàn  | An toàn  | An toàn  | An toàn  | An toàn  | An toàn  | An toàn  | An toàn  | An toàn  | An toàn  | An toàn  | An toàn  | An toàn  | An toàn  | An toàn  | An toàn  | An toàn  | An toàn  | An toàn  | An toàn  | An toàn  | An toàn  | An toàn  | An toàn  | An toàn  | An toàn  | An toàn  | An toàn  |
| Top 7               | Top 7               | Top 7               | Top 7               | Top 7               | Top 7               | Top 7               | Top 7               | Top 7               | Top 7               | Top 7               | Top 7               | Top 7               | Top 7               | Top 7               | Top 7               | Top 7               | Top 7               | Top 7               | Top 7               | Top 7               | Top 7               | Top 7               | Top 7               | Top 7               | Top 7               | Top 7               | Top 7               | Top 7               | Top 7               | Top 7               | Top 7               | Top 7               | Top 7               | Top 7               | Top 7               | Top 7               | Top 7               | Top 7               | Top 7               | Top 7               | Top 7               | Top 7               | Top 7               | Top 7               | Top 7               | Top 7               | Top 7               | Top 7               | Top 7               | Top 7               | Top 7               | Top 7               | Top 7               | Top 7               | Top 7               | Top 7               | Top 7               | Top 7               | Top 7               | Top 7               | Top 7               | Top 7               | Top 7               | Top 7               | Top 7               | Top 7               | Top 7               | Top 7               | Top 7               | Top 7               | Top 7               | Top 7               | Top 7               | Top 7               | Top 7               | Top 7               | Top 7               | Top 7               | Top 7               | Top 7               | Top 7               | Top 7               | Top 7               | Top 7               | Top 7               | Top 7               | Top 7               | Top 7               | Top 7               | Top 7               | Top 7               | Top 7               | Top 7               | Top 7               | Top 7               | Top 7               | Top 7               | Top 7               | Top 7               | Songs from the Cinema                                     | Songs from the Cinema                                     | Songs from the Cinema                                     | Songs from the Cinema                                     | Songs from the Cinema                                     | Songs from the Cinema                                     | Songs from the Cinema                                     | Songs from the Cinema                                     | Songs from the Cinema                                     | Songs from the Cinema                                     | Songs from the Cinema                                     | Songs from the Cinema                                     | Songs from the Cinema                                     | Songs from the Cinema                                     | Songs from the Cinema                                     | Songs from the Cinema                                     | Songs from the Cinema                                     | Songs from the Cinema                                     | Songs from the Cinema                                     | Songs from the Cinema                                     | Songs from the Cinema                                     | Songs from the Cinema                                     | Songs from the Cinema                                     | Songs from the Cinema                                     | Songs from the Cinema                                     | Songs from the Cinema                                     | Songs from the Cinema                                     | Songs from the Cinema                                     | Songs from the Cinema                                     | Songs from the Cinema                                     | Songs from the Cinema                                     | Songs from the Cinema                                     | Songs from the Cinema                                     | Songs from the Cinema                                     | Songs from the Cinema                                     | Songs from the Cinema                                     | Songs from the Cinema                                     | Songs from the Cinema                                     | Songs from the Cinema                                     | Songs from the Cinema                                     | Songs from the Cinema                                     | Songs from the Cinema                                     | Songs from the Cinema                                     | Songs from the Cinema                                     | Songs from the Cinema                                     | Songs from the Cinema                                     | Songs from the Cinema                                     | Songs from the Cinema                                     | Songs from the Cinema                                     | Songs from the Cinema                                     | Songs from the Cinema                                     | Songs from the Cinema                                     | Songs from the Cinema                                     | Songs from the Cinema                                     | Songs from the Cinema                                     | Songs from the Cinema                                     | Songs from the Cinema                                     | Songs from the Cinema                                     | Songs from the Cinema                                     | Songs from the Cinema                                     | Songs from the Cinema                                     | Songs from the Cinema                                     | Songs from the Cinema                                     | Songs from the Cinema                                     | Songs from the Cinema                                     | Songs from the Cinema                                     | Songs from the Cinema                                     | Songs from the Cinema                                     | Songs from the Cinema                                     | Songs from the Cinema                                     | Songs from the Cinema                                     | Songs from the Cinema                                     | Songs from the Cinema                                     | Songs from the Cinema                                     | Songs from the Cinema                                     | Songs from the Cinema                                     | Songs from the Cinema                                     | Songs from the Cinema                                     | Songs from the Cinema                                     | Songs from the Cinema                                     | Songs from the Cinema                                     | Songs from the Cinema                                     | Songs from the Cinema                                     | Songs from the Cinema                                     | Songs from the Cinema                                     | Songs from the Cinema                                     | Songs from the Cinema                                     | Songs from the Cinema                                     | Songs from the Cinema                                     | Songs from the Cinema                                     | Songs from the Cinema                                     | Songs from the Cinema                                     | Songs from the Cinema                                     | Songs from the Cinema                                     | Songs from the Cinema                                     | Songs from the Cinema                                     | Songs from the Cinema                                     | Songs from the Cinema                                     | Songs from the Cinema                                     | Songs from the Cinema                                     | "Born to Be Wild" - Easy Rider                     | "Born to Be Wild" - Easy Rider                     | "Born to Be Wild" - Easy Rider                     | "Born to Be Wild" - Easy Rider                     | "Born to Be Wild" - Easy Rider                     | "Born to Be Wild" - Easy Rider                     | "Born to Be Wild" - Easy Rider                     | "Born to Be Wild" - Easy Rider                     | "Born to Be Wild" - Easy Rider                     | "Born to Be Wild" - Easy Rider                     | "Born to Be Wild" - Easy Rider                     | "Born to Be Wild" - Easy Rider                     | "Born to Be Wild" - Easy Rider                     | "Born to Be Wild" - Easy Rider                     | "Born to Be Wild" - Easy Rider                     | "Born to Be Wild" - Easy Rider                     | "Born to Be Wild" - Easy Rider                     | "Born to Be Wild" - Easy Rider                     | "Born to Be Wild" - Easy Rider                     | "Born to Be Wild" - Easy Rider                     | "Born to Be Wild" - Easy Rider                     | "Born to Be Wild" - Easy Rider                     | "Born to Be Wild" - Easy Rider                     | "Born to Be Wild" - Easy Rider                     | "Born to Be Wild" - Easy Rider                     | "Born to Be Wild" - Easy Rider                     | "Born to Be Wild" - Easy Rider                     | "Born to Be Wild" - Easy Rider                     | "Born to Be Wild" - Easy Rider                     | "Born to Be Wild" - Easy Rider                     | "Born to Be Wild" - Easy Rider                     | "Born to Be Wild" - Easy Rider                     | "Born to Be Wild" - Easy Rider                     | "Born to Be Wild" - Easy Rider                     | "Born to Be Wild" - Easy Rider                     | "Born to Be Wild" - Easy Rider                     | "Born to Be Wild" - Easy Rider                     | "Born to Be Wild" - Easy Rider                     | "Born to Be Wild" - Easy Rider                     | "Born to Be Wild" - Easy Rider                     | "Born to Be Wild" - Easy Rider                     | "Born to Be Wild" - Easy Rider                     | "Born to Be Wild" - Easy Rider                     | "Born to Be Wild" - Easy Rider                     | "Born to Be Wild" - Easy Rider                     | "Born to Be Wild" - Easy Rider                     | "Born to Be Wild" - Easy Rider                     | "Born to Be Wild" - Easy Rider                     | "Born to Be Wild" - Easy Rider                     | "Born to Be Wild" - Easy Rider                     | "Born to Be Wild" - Easy Rider                     | "Born to Be Wild" - Easy Rider                     | "Born to Be Wild" - Easy Rider                     | "Born to Be Wild" - Easy Rider                     | "Born to Be Wild" - Easy Rider                     | "Born to Be Wild" - Easy Rider                     | "Born to Be Wild" - Easy Rider                     | "Born to Be Wild" - Easy Rider                     | "Born to Be Wild" - Easy Rider                     | "Born to Be Wild" - Easy Rider                     | "Born to Be Wild" - Easy Rider                     | "Born to Be Wild" - Easy Rider                     | "Born to Be Wild" - Easy Rider                     | "Born to Be Wild" - Easy Rider                     | "Born to Be Wild" - Easy Rider                     | "Born to Be Wild" - Easy Rider                     | "Born to Be Wild" - Easy Rider                     | "Born to Be Wild" - Easy Rider                     | "Born to Be Wild" - Easy Rider                     | "Born to Be Wild" - Easy Rider                     | "Born to Be Wild" - Easy Rider                     | "Born to Be Wild" - Easy Rider                     | "Born to Be Wild" - Easy Rider                     | "Born to Be Wild" - Easy Rider                     | "Born to Be Wild" - Easy Rider                     | "Born to Be Wild" - Easy Rider                     | "Born to Be Wild" - Easy Rider                     | "Born to Be Wild" - Easy Rider                     | "Born to Be Wild" - Easy Rider                     | "Born to Be Wild" - Easy Rider                     | "Born to Be Wild" - Easy Rider                     | "Born to Be Wild" - Easy Rider                     | "Born to Be Wild" - Easy Rider                     | "Born to Be Wild" - Easy Rider                     | "Born to Be Wild" - Easy Rider                     | "Born to Be Wild" - Easy Rider                     | "Born to Be Wild" - Easy Rider                     | "Born to Be Wild" - Easy Rider                     | "Born to Be Wild" - Easy Rider                     | "Born to Be Wild" - Easy Rider                     | "Born to Be Wild" - Easy Rider                     | "Born to Be Wild" - Easy Rider                     | "Born to Be Wild" - Easy Rider                     | "Born to Be Wild" - Easy Rider                     | "Born to Be Wild" - Easy Rider                     | "Born to Be Wild" - Easy Rider                     | "Born to Be Wild" - Easy Rider                     | "Born to Be Wild" - Easy Rider                     | "Born to Be Wild" - Easy Rider                     | "Born to Be Wild" - Easy Rider                     | Steppenwolf                                       | Steppenwolf                                       | Steppenwolf                                       | Steppenwolf                                       | Steppenwolf                                       | Steppenwolf                                       | Steppenwolf                                       | Steppenwolf                                       | Steppenwolf                                       | Steppenwolf                                       | Steppenwolf                                       | Steppenwolf                                       | Steppenwolf                                       | Steppenwolf                                       | Steppenwolf                                       | Steppenwolf                                       | Steppenwolf                                       | Steppenwolf                                       | Steppenwolf                                       | Steppenwolf                                       | Steppenwolf                                       | Steppenwolf                                       | Steppenwolf                                       | Steppenwolf                                       | Steppenwolf                                       | Steppenwolf                                       | Steppenwolf                                       | Steppenwolf                                       | Steppenwolf                                       | Steppenwolf                                       | Steppenwolf                                       | Steppenwolf                                       | Steppenwolf                                       | Steppenwolf                                       | Steppenwolf                                       | Steppenwolf                                       | Steppenwolf                                       | Steppenwolf                                       | Steppenwolf                                       | Steppenwolf                                       | Steppenwolf                                       | Steppenwolf                                       | Steppenwolf                                       | Steppenwolf                                       | Steppenwolf                                       | Steppenwolf                                       | Steppenwolf                                       | Steppenwolf                                       | Steppenwolf                                       | Steppenwolf                                       | Steppenwolf                                       | Steppenwolf                                       | Steppenwolf                                       | Steppenwolf                                       | Steppenwolf                                       | Steppenwolf                                       | Steppenwolf                                       | Steppenwolf                                       | Steppenwolf                                       | Steppenwolf                                       | Steppenwolf                                       | Steppenwolf                                       | Steppenwolf                                       | Steppenwolf                                       | Steppenwolf                                       | Steppenwolf                                       | Steppenwolf                                       | Steppenwolf                                       | Steppenwolf                                       | Steppenwolf                                       | Steppenwolf                                       | Steppenwolf                                       | Steppenwolf                                       | Steppenwolf                                       | Steppenwolf                                       | Steppenwolf                                       | Steppenwolf                                       | Steppenwolf                                       | Steppenwolf                                       | Steppenwolf                                       | Steppenwolf                                       | Steppenwolf                                       | Steppenwolf                                       | Steppenwolf                                       | Steppenwolf                                       | Steppenwolf                                       | Steppenwolf                                       | Steppenwolf                                       | Steppenwolf                                       | Steppenwolf                                       | Steppenwolf                                       | Steppenwolf                                       | Steppenwolf                                       | Steppenwolf                                       | Steppenwolf                                       | Steppenwolf                                       | Steppenwolf                                       | Steppenwolf                                       | Steppenwolf                                       | Steppenwolf                                       | 3        | 3        | 3        | 3        | 3        | 3        | 3        | 3        | 3        | 3        | 3        | 3        | 3        | 3        | 3        | 3        | 3        | 3        | 3        | 3        | 3        | 3        | 3        | 3        | 3        | 3        | 3        | 3        | 3        | 3        | 3        | 3        | 3        | 3        | 3        | 3        | 3        | 3        | 3        | 3        | 3        | 3        | 3        | 3        | 3        | 3        | 3        | 3        | 3        | 3        | 3        | 3        | 3        | 3        | 3        | 3        | 3        | 3        | 3        | 3        | 3        | 3        | 3        | 3        | 3        | 3        | 3        | 3        | 3        | 3        | 3        | 3        | 3        | 3        | 3        | 3        | 3        | 3        | 3        | 3        | 3        | 3        | 3        | 3        | 3        | 3        | 3        | 3        | 3        | 3        | 3        | 3        | 3        | 3        | 3        | 3        | 3        | 3        | 3        | 3        | An toàn  | An toàn  | An toàn  | An toàn  | An toàn  | An toàn  | An toàn  | An toàn  | An toàn  | An toàn  | An toàn  | An toàn  | An toàn  | An toàn  | An toàn  | An toàn  | An toàn  | An toàn  | An toàn  | An toàn  | An toàn  | An toàn  | An toàn  | An toàn  | An toàn  | An toàn  | An toàn  | An toàn  | An toàn  | An toàn  | An toàn  | An toàn  | An toàn  | An toàn  | An toàn  | An toàn  | An toàn  | An toàn  | An toàn  | An toàn  | An toàn  | An toàn  | An toàn  | An toàn  | An toàn  | An toàn  | An toàn  | An toàn  | An toàn  | An toàn  | An toàn  | An toàn  | An toàn  | An toàn  | An toàn  | An toàn  | An toàn  | An toàn  | An toàn  | An toàn  | An toàn  | An toàn  | An toàn  | An toàn  | An toàn  | An toàn  | An toàn  | An toàn  | An toàn  | An toàn  | An toàn  | An toàn  | An toàn  | An toàn  | An toàn  | An toàn  | An toàn  | An toàn  | An toàn  | An toàn  | An toàn  | An toàn  | An toàn  | An toàn  | An toàn  | An toàn  | An toàn  | An toàn  | An toàn  | An toàn  | An toàn  | An toàn  | An toàn  | An toàn  | An toàn  | An toàn  | An toàn  | An toàn  | An toàn  | An toàn  |
| Top 71              | Top 71              | Top 71              | Top 71              | Top 71              | Top 71              | Top 71              | Top 71              | Top 71              | Top 71              | Top 71              | Top 71              | Top 71              | Top 71              | Top 71              | Top 71              | Top 71              | Top 71              | Top 71              | Top 71              | Top 71              | Top 71              | Top 71              | Top 71              | Top 71              | Top 71              | Top 71              | Top 71              | Top 71              | Top 71              | Top 71              | Top 71              | Top 71              | Top 71              | Top 71              | Top 71              | Top 71              | Top 71              | Top 71              | Top 71              | Top 71              | Top 71              | Top 71              | Top 71              | Top 71              | Top 71              | Top 71              | Top 71              | Top 71              | Top 71              | Top 71              | Top 71              | Top 71              | Top 71              | Top 71              | Top 71              | Top 71              | Top 71              | Top 71              | Top 71              | Top 71              | Top 71              | Top 71              | Top 71              | Top 71              | Top 71              | Top 71              | Top 71              | Top 71              | Top 71              | Top 71              | Top 71              | Top 71              | Top 71              | Top 71              | Top 71              | Top 71              | Top 71              | Top 71              | Top 71              | Top 71              | Top 71              | Top 71              | Top 71              | Top 71              | Top 71              | Top 71              | Top 71              | Top 71              | Top 71              | Top 71              | Top 71              | Top 71              | Top 71              | Top 71              | Top 71              | Top 71              | Top 71              | Top 71              | Top 71              | Disco                                                     | Disco                                                     | Disco                                                     | Disco                                                     | Disco                                                     | Disco                                                     | Disco                                                     | Disco                                                     | Disco                                                     | Disco                                                     | Disco                                                     | Disco                                                     | Disco                                                     | Disco                                                     | Disco                                                     | Disco                                                     | Disco                                                     | Disco                                                     | Disco                                                     | Disco                                                     | Disco                                                     | Disco                                                     | Disco                                                     | Disco                                                     | Disco                                                     | Disco                                                     | Disco                                                     | Disco                                                     | Disco                                                     | Disco                                                     | Disco                                                     | Disco                                                     | Disco                                                     | Disco                                                     | Disco                                                     | Disco                                                     | Disco                                                     | Disco                                                     | Disco                                                     | Disco                                                     | Disco                                                     | Disco                                                     | Disco                                                     | Disco                                                     | Disco                                                     | Disco                                                     | Disco                                                     | Disco                                                     | Disco                                                     | Disco                                                     | Disco                                                     | Disco                                                     | Disco                                                     | Disco                                                     | Disco                                                     | Disco                                                     | Disco                                                     | Disco                                                     | Disco                                                     | Disco                                                     | Disco                                                     | Disco                                                     | Disco                                                     | Disco                                                     | Disco                                                     | Disco                                                     | Disco                                                     | Disco                                                     | Disco                                                     | Disco                                                     | Disco                                                     | Disco                                                     | Disco                                                     | Disco                                                     | Disco                                                     | Disco                                                     | Disco                                                     | Disco                                                     | Disco                                                     | Disco                                                     | Disco                                                     | Disco                                                     | Disco                                                     | Disco                                                     | Disco                                                     | Disco                                                     | Disco                                                     | Disco                                                     | Disco                                                     | Disco                                                     | Disco                                                     | Disco                                                     | Disco                                                     | Disco                                                     | Disco                                                     | Disco                                                     | Disco                                                     | Disco                                                     | Disco                                                     | Disco                                                     | "If I Can't Have You"                              | "If I Can't Have You"                              | "If I Can't Have You"                              | "If I Can't Have You"                              | "If I Can't Have You"                              | "If I Can't Have You"                              | "If I Can't Have You"                              | "If I Can't Have You"                              | "If I Can't Have You"                              | "If I Can't Have You"                              | "If I Can't Have You"                              | "If I Can't Have You"                              | "If I Can't Have You"                              | "If I Can't Have You"                              | "If I Can't Have You"                              | "If I Can't Have You"                              | "If I Can't Have You"                              | "If I Can't Have You"                              | "If I Can't Have You"                              | "If I Can't Have You"                              | "If I Can't Have You"                              | "If I Can't Have You"                              | "If I Can't Have You"                              | "If I Can't Have You"                              | "If I Can't Have You"                              | "If I Can't Have You"                              | "If I Can't Have You"                              | "If I Can't Have You"                              | "If I Can't Have You"                              | "If I Can't Have You"                              | "If I Can't Have You"                              | "If I Can't Have You"                              | "If I Can't Have You"                              | "If I Can't Have You"                              | "If I Can't Have You"                              | "If I Can't Have You"                              | "If I Can't Have You"                              | "If I Can't Have You"                              | "If I Can't Have You"                              | "If I Can't Have You"                              | "If I Can't Have You"                              | "If I Can't Have You"                              | "If I Can't Have You"                              | "If I Can't Have You"                              | "If I Can't Have You"                              | "If I Can't Have You"                              | "If I Can't Have You"                              | "If I Can't Have You"                              | "If I Can't Have You"                              | "If I Can't Have You"                              | "If I Can't Have You"                              | "If I Can't Have You"                              | "If I Can't Have You"                              | "If I Can't Have You"                              | "If I Can't Have You"                              | "If I Can't Have You"                              | "If I Can't Have You"                              | "If I Can't Have You"                              | "If I Can't Have You"                              | "If I Can't Have You"                              | "If I Can't Have You"                              | "If I Can't Have You"                              | "If I Can't Have You"                              | "If I Can't Have You"                              | "If I Can't Have You"                              | "If I Can't Have You"                              | "If I Can't Have You"                              | "If I Can't Have You"                              | "If I Can't Have You"                              | "If I Can't Have You"                              | "If I Can't Have You"                              | "If I Can't Have You"                              | "If I Can't Have You"                              | "If I Can't Have You"                              | "If I Can't Have You"                              | "If I Can't Have You"                              | "If I Can't Have You"                              | "If I Can't Have You"                              | "If I Can't Have You"                              | "If I Can't Have You"                              | "If I Can't Have You"                              | "If I Can't Have You"                              | "If I Can't Have You"                              | "If I Can't Have You"                              | "If I Can't Have You"                              | "If I Can't Have You"                              | "If I Can't Have You"                              | "If I Can't Have You"                              | "If I Can't Have You"                              | "If I Can't Have You"                              | "If I Can't Have You"                              | "If I Can't Have You"                              | "If I Can't Have You"                              | "If I Can't Have You"                              | "If I Can't Have You"                              | "If I Can't Have You"                              | "If I Can't Have You"                              | "If I Can't Have You"                              | "If I Can't Have You"                              | "If I Can't Have You"                              | Yvonne Elliman                                    | Yvonne Elliman                                    | Yvonne Elliman                                    | Yvonne Elliman                                    | Yvonne Elliman                                    | Yvonne Elliman                                    | Yvonne Elliman                                    | Yvonne Elliman                                    | Yvonne Elliman                                    | Yvonne Elliman                                    | Yvonne Elliman                                    | Yvonne Elliman                                    | Yvonne Elliman                                    | Yvonne Elliman                                    | Yvonne Elliman                                    | Yvonne Elliman                                    | Yvonne Elliman                                    | Yvonne Elliman                                    | Yvonne Elliman                                    | Yvonne Elliman                                    | Yvonne Elliman                                    | Yvonne Elliman                                    | Yvonne Elliman                                    | Yvonne Elliman                                    | Yvonne Elliman                                    | Yvonne Elliman                                    | Yvonne Elliman                                    | Yvonne Elliman                                    | Yvonne Elliman                                    | Yvonne Elliman                                    | Yvonne Elliman                                    | Yvonne Elliman                                    | Yvonne Elliman                                    | Yvonne Elliman                                    | Yvonne Elliman                                    | Yvonne Elliman                                    | Yvonne Elliman                                    | Yvonne Elliman                                    | Yvonne Elliman                                    | Yvonne Elliman                                    | Yvonne Elliman                                    | Yvonne Elliman                                    | Yvonne Elliman                                    | Yvonne Elliman                                    | Yvonne Elliman                                    | Yvonne Elliman                                    | Yvonne Elliman                                    | Yvonne Elliman                                    | Yvonne Elliman                                    | Yvonne Elliman                                    | Yvonne Elliman                                    | Yvonne Elliman                                    | Yvonne Elliman                                    | Yvonne Elliman                                    | Yvonne Elliman                                    | Yvonne Elliman                                    | Yvonne Elliman                                    | Yvonne Elliman                                    | Yvonne Elliman                                    | Yvonne Elliman                                    | Yvonne Elliman                                    | Yvonne Elliman                                    | Yvonne Elliman                                    | Yvonne Elliman                                    | Yvonne Elliman                                    | Yvonne Elliman                                    | Yvonne Elliman                                    | Yvonne Elliman                                    | Yvonne Elliman                                    | Yvonne Elliman                                    | Yvonne Elliman                                    | Yvonne Elliman                                    | Yvonne Elliman                                    | Yvonne Elliman                                    | Yvonne Elliman                                    | Yvonne Elliman                                    | Yvonne Elliman                                    | Yvonne Elliman                                    | Yvonne Elliman                                    | Yvonne Elliman                                    | Yvonne Elliman                                    | Yvonne Elliman                                    | Yvonne Elliman                                    | Yvonne Elliman                                    | Yvonne Elliman                                    | Yvonne Elliman                                    | Yvonne Elliman                                    | Yvonne Elliman                                    | Yvonne Elliman                                    | Yvonne Elliman                                    | Yvonne Elliman                                    | Yvonne Elliman                                    | Yvonne Elliman                                    | Yvonne Elliman                                    | Yvonne Elliman                                    | Yvonne Elliman                                    | Yvonne Elliman                                    | Yvonne Elliman                                    | Yvonne Elliman                                    | Yvonne Elliman                                    | 5        | 5        | 5        | 5        | 5        | 5        | 5        | 5        | 5        | 5        | 5        | 5        | 5        | 5        | 5        | 5        | 5        | 5        | 5        | 5        | 5        | 5        | 5        | 5        | 5        | 5        | 5        | 5        | 5        | 5        | 5        | 5        | 5        | 5        | 5        | 5        | 5        | 5        | 5        | 5        | 5        | 5        | 5        | 5        | 5        | 5        | 5        | 5        | 5        | 5        | 5        | 5        | 5        | 5        | 5        | 5        | 5        | 5        | 5        | 5        | 5        | 5        | 5        | 5        | 5        | 5        | 5        | 5        | 5        | 5        | 5        | 5        | 5        | 5        | 5        | 5        | 5        | 5        | 5        | 5        | 5        | 5        | 5        | 5        | 5        | 5        | 5        | 5        | 5        | 5        | 5        | 5        | 5        | 5        | 5        | 5        | 5        | 5        | 5        | 5        | An toàn  | An toàn  | An toàn  | An toàn  | An toàn  | An toàn  | An toàn  | An toàn  | An toàn  | An toàn  | An toàn  | An toàn  | An toàn  | An toàn  | An toàn  | An toàn  | An toàn  | An toàn  | An toàn  | An toàn  | An toàn  | An toàn  | An toàn  | An toàn  | An toàn  | An toàn  | An toàn  | An toàn  | An toàn  | An toàn  | An toàn  | An toàn  | An toàn  | An toàn  | An toàn  | An toàn  | An toàn  | An toàn  | An toàn  | An toàn  | An toàn  | An toàn  | An toàn  | An toàn  | An toàn  | An toàn  | An toàn  | An toàn  | An toàn  | An toàn  | An toàn  | An toàn  | An toàn  | An toàn  | An toàn  | An toàn  | An toàn  | An toàn  | An toàn  | An toàn  | An toàn  | An toàn  | An toàn  | An toàn  | An toàn  | An toàn  | An toàn  | An toàn  | An toàn  | An toàn  | An toàn  | An toàn  | An toàn  | An toàn  | An toàn  | An toàn  | An toàn  | An toàn  | An toàn  | An toàn  | An toàn  | An toàn  | An toàn  | An toàn  | An toàn  | An toàn  | An toàn  | An toàn  | An toàn  | An toàn  | An toàn  | An toàn  | An toàn  | An toàn  | An toàn  | An toàn  | An toàn  | An toàn  | An toàn  | An toàn  |
| Top 5               | Top 5               | Top 5               | Top 5               | Top 5               | Top 5               | Top 5               | Top 5               | Top 5               | Top 5               | Top 5               | Top 5               | Top 5               | Top 5               | Top 5               | Top 5               | Top 5               | Top 5               | Top 5               | Top 5               | Top 5               | Top 5               | Top 5               | Top 5               | Top 5               | Top 5               | Top 5               | Top 5               | Top 5               | Top 5               | Top 5               | Top 5               | Top 5               | Top 5               | Top 5               | Top 5               | Top 5               | Top 5               | Top 5               | Top 5               | Top 5               | Top 5               | Top 5               | Top 5               | Top 5               | Top 5               | Top 5               | Top 5               | Top 5               | Top 5               | Top 5               | Top 5               | Top 5               | Top 5               | Top 5               | Top 5               | Top 5               | Top 5               | Top 5               | Top 5               | Top 5               | Top 5               | Top 5               | Top 5               | Top 5               | Top 5               | Top 5               | Top 5               | Top 5               | Top 5               | Top 5               | Top 5               | Top 5               | Top 5               | Top 5               | Top 5               | Top 5               | Top 5               | Top 5               | Top 5               | Top 5               | Top 5               | Top 5               | Top 5               | Top 5               | Top 5               | Top 5               | Top 5               | Top 5               | Top 5               | Top 5               | Top 5               | Top 5               | Top 5               | Top 5               | Top 5               | Top 5               | Top 5               | Top 5               | Top 5               | Rat Pack Standards                                        | Rat Pack Standards                                        | Rat Pack Standards                                        | Rat Pack Standards                                        | Rat Pack Standards                                        | Rat Pack Standards                                        | Rat Pack Standards                                        | Rat Pack Standards                                        | Rat Pack Standards                                        | Rat Pack Standards                                        | Rat Pack Standards                                        | Rat Pack Standards                                        | Rat Pack Standards                                        | Rat Pack Standards                                        | Rat Pack Standards                                        | Rat Pack Standards                                        | Rat Pack Standards                                        | Rat Pack Standards                                        | Rat Pack Standards                                        | Rat Pack Standards                                        | Rat Pack Standards                                        | Rat Pack Standards                                        | Rat Pack Standards                                        | Rat Pack Standards                                        | Rat Pack Standards                                        | Rat Pack Standards                                        | Rat Pack Standards                                        | Rat Pack Standards                                        | Rat Pack Standards                                        | Rat Pack Standards                                        | Rat Pack Standards                                        | Rat Pack Standards                                        | Rat Pack Standards                                        | Rat Pack Standards                                        | Rat Pack Standards                                        | Rat Pack Standards                                        | Rat Pack Standards                                        | Rat Pack Standards                                        | Rat Pack Standards                                        | Rat Pack Standards                                        | Rat Pack Standards                                        | Rat Pack Standards                                        | Rat Pack Standards                                        | Rat Pack Standards                                        | Rat Pack Standards                                        | Rat Pack Standards                                        | Rat Pack Standards                                        | Rat Pack Standards                                        | Rat Pack Standards                                        | Rat Pack Standards                                        | Rat Pack Standards                                        | Rat Pack Standards                                        | Rat Pack Standards                                        | Rat Pack Standards                                        | Rat Pack Standards                                        | Rat Pack Standards                                        | Rat Pack Standards                                        | Rat Pack Standards                                        | Rat Pack Standards                                        | Rat Pack Standards                                        | Rat Pack Standards                                        | Rat Pack Standards                                        | Rat Pack Standards                                        | Rat Pack Standards                                        | Rat Pack Standards                                        | Rat Pack Standards                                        | Rat Pack Standards                                        | Rat Pack Standards                                        | Rat Pack Standards                                        | Rat Pack Standards                                        | Rat Pack Standards                                        | Rat Pack Standards                                        | Rat Pack Standards                                        | Rat Pack Standards                                        | Rat Pack Standards                                        | Rat Pack Standards                                        | Rat Pack Standards                                        | Rat Pack Standards                                        | Rat Pack Standards                                        | Rat Pack Standards                                        | Rat Pack Standards                                        | Rat Pack Standards                                        | Rat Pack Standards                                        | Rat Pack Standards                                        | Rat Pack Standards                                        | Rat Pack Standards                                        | Rat Pack Standards                                        | Rat Pack Standards                                        | Rat Pack Standards                                        | Rat Pack Standards                                        | Rat Pack Standards                                        | Rat Pack Standards                                        | Rat Pack Standards                                        | Rat Pack Standards                                        | Rat Pack Standards                                        | Rat Pack Standards                                        | Rat Pack Standards                                        | Rat Pack Standards                                        | Rat Pack Standards                                        | Rat Pack Standards                                        | "Feeling Good"                                     | "Feeling Good"                                     | "Feeling Good"                                     | "Feeling Good"                                     | "Feeling Good"                                     | "Feeling Good"                                     | "Feeling Good"                                     | "Feeling Good"                                     | "Feeling Good"                                     | "Feeling Good"                                     | "Feeling Good"                                     | "Feeling Good"                                     | "Feeling Good"                                     | "Feeling Good"                                     | "Feeling Good"                                     | "Feeling Good"                                     | "Feeling Good"                                     | "Feeling Good"                                     | "Feeling Good"                                     | "Feeling Good"                                     | "Feeling Good"                                     | "Feeling Good"                                     | "Feeling Good"                                     | "Feeling Good"                                     | "Feeling Good"                                     | "Feeling Good"                                     | "Feeling Good"                                     | "Feeling Good"                                     | "Feeling Good"                                     | "Feeling Good"                                     | "Feeling Good"                                     | "Feeling Good"                                     | "Feeling Good"                                     | "Feeling Good"                                     | "Feeling Good"                                     | "Feeling Good"                                     | "Feeling Good"                                     | "Feeling Good"                                     | "Feeling Good"                                     | "Feeling Good"                                     | "Feeling Good"                                     | "Feeling Good"                                     | "Feeling Good"                                     | "Feeling Good"                                     | "Feeling Good"                                     | "Feeling Good"                                     | "Feeling Good"                                     | "Feeling Good"                                     | "Feeling Good"                                     | "Feeling Good"                                     | "Feeling Good"                                     | "Feeling Good"                                     | "Feeling Good"                                     | "Feeling Good"                                     | "Feeling Good"                                     | "Feeling Good"                                     | "Feeling Good"                                     | "Feeling Good"                                     | "Feeling Good"                                     | "Feeling Good"                                     | "Feeling Good"                                     | "Feeling Good"                                     | "Feeling Good"                                     | "Feeling Good"                                     | "Feeling Good"                                     | "Feeling Good"                                     | "Feeling Good"                                     | "Feeling Good"                                     | "Feeling Good"                                     | "Feeling Good"                                     | "Feeling Good"                                     | "Feeling Good"                                     | "Feeling Good"                                     | "Feeling Good"                                     | "Feeling Good"                                     | "Feeling Good"                                     | "Feeling Good"                                     | "Feeling Good"                                     | "Feeling Good"                                     | "Feeling Good"                                     | "Feeling Good"                                     | "Feeling Good"                                     | "Feeling Good"                                     | "Feeling Good"                                     | "Feeling Good"                                     | "Feeling Good"                                     | "Feeling Good"                                     | "Feeling Good"                                     | "Feeling Good"                                     | "Feeling Good"                                     | "Feeling Good"                                     | "Feeling Good"                                     | "Feeling Good"                                     | "Feeling Good"                                     | "Feeling Good"                                     | "Feeling Good"                                     | "Feeling Good"                                     | "Feeling Good"                                     | "Feeling Good"                                     | "Feeling Good"                                     | Sammy Davis, Jr.                                  | Sammy Davis, Jr.                                  | Sammy Davis, Jr.                                  | Sammy Davis, Jr.                                  | Sammy Davis, Jr.                                  | Sammy Davis, Jr.                                  | Sammy Davis, Jr.                                  | Sammy Davis, Jr.                                  | Sammy Davis, Jr.                                  | Sammy Davis, Jr.                                  | Sammy Davis, Jr.                                  | Sammy Davis, Jr.                                  | Sammy Davis, Jr.                                  | Sammy Davis, Jr.                                  | Sammy Davis, Jr.                                  | Sammy Davis, Jr.                                  | Sammy Davis, Jr.                                  | Sammy Davis, Jr.                                  | Sammy Davis, Jr.                                  | Sammy Davis, Jr.                                  | Sammy Davis, Jr.                                  | Sammy Davis, Jr.                                  | Sammy Davis, Jr.                                  | Sammy Davis, Jr.                                  | Sammy Davis, Jr.                                  | Sammy Davis, Jr.                                  | Sammy Davis, Jr.                                  | Sammy Davis, Jr.                                  | Sammy Davis, Jr.                                  | Sammy Davis, Jr.                                  | Sammy Davis, Jr.                                  | Sammy Davis, Jr.                                  | Sammy Davis, Jr.                                  | Sammy Davis, Jr.                                  | Sammy Davis, Jr.                                  | Sammy Davis, Jr.                                  | Sammy Davis, Jr.                                  | Sammy Davis, Jr.                                  | Sammy Davis, Jr.                                  | Sammy Davis, Jr.                                  | Sammy Davis, Jr.                                  | Sammy Davis, Jr.                                  | Sammy Davis, Jr.                                  | Sammy Davis, Jr.                                  | Sammy Davis, Jr.                                  | Sammy Davis, Jr.                                  | Sammy Davis, Jr.                                  | Sammy Davis, Jr.                                  | Sammy Davis, Jr.                                  | Sammy Davis, Jr.                                  | Sammy Davis, Jr.                                  | Sammy Davis, Jr.                                  | Sammy Davis, Jr.                                  | Sammy Davis, Jr.                                  | Sammy Davis, Jr.                                  | Sammy Davis, Jr.                                  | Sammy Davis, Jr.                                  | Sammy Davis, Jr.                                  | Sammy Davis, Jr.                                  | Sammy Davis, Jr.                                  | Sammy Davis, Jr.                                  | Sammy Davis, Jr.                                  | Sammy Davis, Jr.                                  | Sammy Davis, Jr.                                  | Sammy Davis, Jr.                                  | Sammy Davis, Jr.                                  | Sammy Davis, Jr.                                  | Sammy Davis, Jr.                                  | Sammy Davis, Jr.                                  | Sammy Davis, Jr.                                  | Sammy Davis, Jr.                                  | Sammy Davis, Jr.                                  | Sammy Davis, Jr.                                  | Sammy Davis, Jr.                                  | Sammy Davis, Jr.                                  | Sammy Davis, Jr.                                  | Sammy Davis, Jr.                                  | Sammy Davis, Jr.                                  | Sammy Davis, Jr.                                  | Sammy Davis, Jr.                                  | Sammy Davis, Jr.                                  | Sammy Davis, Jr.                                  | Sammy Davis, Jr.                                  | Sammy Davis, Jr.                                  | Sammy Davis, Jr.                                  | Sammy Davis, Jr.                                  | Sammy Davis, Jr.                                  | Sammy Davis, Jr.                                  | Sammy Davis, Jr.                                  | Sammy Davis, Jr.                                  | Sammy Davis, Jr.                                  | Sammy Davis, Jr.                                  | Sammy Davis, Jr.                                  | Sammy Davis, Jr.                                  | Sammy Davis, Jr.                                  | Sammy Davis, Jr.                                  | Sammy Davis, Jr.                                  | Sammy Davis, Jr.                                  | Sammy Davis, Jr.                                  | Sammy Davis, Jr.                                  | 5        | 5        | 5        | 5        | 5        | 5        | 5        | 5        | 5        | 5        | 5        | 5        | 5        | 5        | 5        | 5        | 5        | 5        | 5        | 5        | 5        | 5        | 5        | 5        | 5        | 5        | 5        | 5        | 5        | 5        | 5        | 5        | 5        | 5        | 5        | 5        | 5        | 5        | 5        | 5        | 5        | 5        | 5        | 5        | 5        | 5        | 5        | 5        | 5        | 5        | 5        | 5        | 5        | 5        | 5        | 5        | 5        | 5        | 5        | 5        | 5        | 5        | 5        | 5        | 5        | 5        | 5        | 5        | 5        | 5        | 5        | 5        | 5        | 5        | 5        | 5        | 5        | 5        | 5        | 5        | 5        | 5        | 5        | 5        | 5        | 5        | 5        | 5        | 5        | 5        | 5        | 5        | 5        | 5        | 5        | 5        | 5        | 5        | 5        | 5        | Bottom 2 | Bottom 2 | Bottom 2 | Bottom 2 | Bottom 2 | Bottom 2 | Bottom 2 | Bottom 2 | Bottom 2 | Bottom 2 | Bottom 2 | Bottom 2 | Bottom 2 | Bottom 2 | Bottom 2 | Bottom 2 | Bottom 2 | Bottom 2 | Bottom 2 | Bottom 2 | Bottom 2 | Bottom 2 | Bottom 2 | Bottom 2 | Bottom 2 | Bottom 2 | Bottom 2 | Bottom 2 | Bottom 2 | Bottom 2 | Bottom 2 | Bottom 2 | Bottom 2 | Bottom 2 | Bottom 2 | Bottom 2 | Bottom 2 | Bottom 2 | Bottom 2 | Bottom 2 | Bottom 2 | Bottom 2 | Bottom 2 | Bottom 2 | Bottom 2 | Bottom 2 | Bottom 2 | Bottom 2 | Bottom 2 | Bottom 2 | Bottom 2 | Bottom 2 | Bottom 2 | Bottom 2 | Bottom 2 | Bottom 2 | Bottom 2 | Bottom 2 | Bottom 2 | Bottom 2 | Bottom 2 | Bottom 2 | Bottom 2 | Bottom 2 | Bottom 2 | Bottom 2 | Bottom 2 | Bottom 2 | Bottom 2 | Bottom 2 | Bottom 2 | Bottom 2 | Bottom 2 | Bottom 2 | Bottom 2 | Bottom 2 | Bottom 2 | Bottom 2 | Bottom 2 | Bottom 2 | Bottom 2 | Bottom 2 | Bottom 2 | Bottom 2 | Bottom 2 | Bottom 2 | Bottom 2 | Bottom 2 | Bottom 2 | Bottom 2 | Bottom 2 | Bottom 2 | Bottom 2 | Bottom 2 | Bottom 2 | Bottom 2 | Bottom 2 | Bottom 2 | Bottom 2 | Bottom 2 |
| Top 4               | Top 4               | Top 4               | Top 4               | Top 4               | Top 4               | Top 4               | Top 4               | Top 4               | Top 4               | Top 4               | Top 4               | Top 4               | Top 4               | Top 4               | Top 4               | Top 4               | Top 4               | Top 4               | Top 4               | Top 4               | Top 4               | Top 4               | Top 4               | Top 4               | Top 4               | Top 4               | Top 4               | Top 4               | Top 4               | Top 4               | Top 4               | Top 4               | Top 4               | Top 4               | Top 4               | Top 4               | Top 4               | Top 4               | Top 4               | Top 4               | Top 4               | Top 4               | Top 4               | Top 4               | Top 4               | Top 4               | Top 4               | Top 4               | Top 4               | Top 4               | Top 4               | Top 4               | Top 4               | Top 4               | Top 4               | Top 4               | Top 4               | Top 4               | Top 4               | Top 4               | Top 4               | Top 4               | Top 4               | Top 4               | Top 4               | Top 4               | Top 4               | Top 4               | Top 4               | Top 4               | Top 4               | Top 4               | Top 4               | Top 4               | Top 4               | Top 4               | Top 4               | Top 4               | Top 4               | Top 4               | Top 4               | Top 4               | Top 4               | Top 4               | Top 4               | Top 4               | Top 4               | Top 4               | Top 4               | Top 4               | Top 4               | Top 4               | Top 4               | Top 4               | Top 4               | Top 4               | Top 4               | Top 4               | Top 4               | Rock and Roll Solo Duet                                   | Rock and Roll Solo Duet                                   | Rock and Roll Solo Duet                                   | Rock and Roll Solo Duet                                   | Rock and Roll Solo Duet                                   | Rock and Roll Solo Duet                                   | Rock and Roll Solo Duet                                   | Rock and Roll Solo Duet                                   | Rock and Roll Solo Duet                                   | Rock and Roll Solo Duet                                   | Rock and Roll Solo Duet                                   | Rock and Roll Solo Duet                                   | Rock and Roll Solo Duet                                   | Rock and Roll Solo Duet                                   | Rock and Roll Solo Duet                                   | Rock and Roll Solo Duet                                   | Rock and Roll Solo Duet                                   | Rock and Roll Solo Duet                                   | Rock and Roll Solo Duet                                   | Rock and Roll Solo Duet                                   | Rock and Roll Solo Duet                                   | Rock and Roll Solo Duet                                   | Rock and Roll Solo Duet                                   | Rock and Roll Solo Duet                                   | Rock and Roll Solo Duet                                   | Rock and Roll Solo Duet                                   | Rock and Roll Solo Duet                                   | Rock and Roll Solo Duet                                   | Rock and Roll Solo Duet                                   | Rock and Roll Solo Duet                                   | Rock and Roll Solo Duet                                   | Rock and Roll Solo Duet                                   | Rock and Roll Solo Duet                                   | Rock and Roll Solo Duet                                   | Rock and Roll Solo Duet                                   | Rock and Roll Solo Duet                                   | Rock and Roll Solo Duet                                   | Rock and Roll Solo Duet                                   | Rock and Roll Solo Duet                                   | Rock and Roll Solo Duet                                   | Rock and Roll Solo Duet                                   | Rock and Roll Solo Duet                                   | Rock and Roll Solo Duet                                   | Rock and Roll Solo Duet                                   | Rock and Roll Solo Duet                                   | Rock and Roll Solo Duet                                   | Rock and Roll Solo Duet                                   | Rock and Roll Solo Duet                                   | Rock and Roll Solo Duet                                   | Rock and Roll Solo Duet                                   | Rock and Roll Solo Duet                                   | Rock and Roll Solo Duet                                   | Rock and Roll Solo Duet                                   | Rock and Roll Solo Duet                                   | Rock and Roll Solo Duet                                   | Rock and Roll Solo Duet                                   | Rock and Roll Solo Duet                                   | Rock and Roll Solo Duet                                   | Rock and Roll Solo Duet                                   | Rock and Roll Solo Duet                                   | Rock and Roll Solo Duet                                   | Rock and Roll Solo Duet                                   | Rock and Roll Solo Duet                                   | Rock and Roll Solo Duet                                   | Rock and Roll Solo Duet                                   | Rock and Roll Solo Duet                                   | Rock and Roll Solo Duet                                   | Rock and Roll Solo Duet                                   | Rock and Roll Solo Duet                                   | Rock and Roll Solo Duet                                   | Rock and Roll Solo Duet                                   | Rock and Roll Solo Duet                                   | Rock and Roll Solo Duet                                   | Rock and Roll Solo Duet                                   | Rock and Roll Solo Duet                                   | Rock and Roll Solo Duet                                   | Rock and Roll Solo Duet                                   | Rock and Roll Solo Duet                                   | Rock and Roll Solo Duet                                   | Rock and Roll Solo Duet                                   | Rock and Roll Solo Duet                                   | Rock and Roll Solo Duet                                   | Rock and Roll Solo Duet                                   | Rock and Roll Solo Duet                                   | Rock and Roll Solo Duet                                   | Rock and Roll Solo Duet                                   | Rock and Roll Solo Duet                                   | Rock and Roll Solo Duet                                   | Rock and Roll Solo Duet                                   | Rock and Roll Solo Duet                                   | Rock and Roll Solo Duet                                   | Rock and Roll Solo Duet                                   | Rock and Roll Solo Duet                                   | Rock and Roll Solo Duet                                   | Rock and Roll Solo Duet                                   | Rock and Roll Solo Duet                                   | Rock and Roll Solo Duet                                   | Rock and Roll Solo Duet                                   | Rock and Roll Solo Duet                                   | Rock and Roll Solo Duet                                   | "Whole Lotta Love" Slow Ride" with Allison Iraheta | "Whole Lotta Love" Slow Ride" with Allison Iraheta | "Whole Lotta Love" Slow Ride" with Allison Iraheta | "Whole Lotta Love" Slow Ride" with Allison Iraheta | "Whole Lotta Love" Slow Ride" with Allison Iraheta | "Whole Lotta Love" Slow Ride" with Allison Iraheta | "Whole Lotta Love" Slow Ride" with Allison Iraheta | "Whole Lotta Love" Slow Ride" with Allison Iraheta | "Whole Lotta Love" Slow Ride" with Allison Iraheta | "Whole Lotta Love" Slow Ride" with Allison Iraheta | "Whole Lotta Love" Slow Ride" with Allison Iraheta | "Whole Lotta Love" Slow Ride" with Allison Iraheta | "Whole Lotta Love" Slow Ride" with Allison Iraheta | "Whole Lotta Love" Slow Ride" with Allison Iraheta | "Whole Lotta Love" Slow Ride" with Allison Iraheta | "Whole Lotta Love" Slow Ride" with Allison Iraheta | "Whole Lotta Love" Slow Ride" with Allison Iraheta | "Whole Lotta Love" Slow Ride" with Allison Iraheta | "Whole Lotta Love" Slow Ride" with Allison Iraheta | "Whole Lotta Love" Slow Ride" with Allison Iraheta | "Whole Lotta Love" Slow Ride" with Allison Iraheta | "Whole Lotta Love" Slow Ride" with Allison Iraheta | "Whole Lotta Love" Slow Ride" with Allison Iraheta | "Whole Lotta Love" Slow Ride" with Allison Iraheta | "Whole Lotta Love" Slow Ride" with Allison Iraheta | "Whole Lotta Love" Slow Ride" with Allison Iraheta | "Whole Lotta Love" Slow Ride" with Allison Iraheta | "Whole Lotta Love" Slow Ride" with Allison Iraheta | "Whole Lotta Love" Slow Ride" with Allison Iraheta | "Whole Lotta Love" Slow Ride" with Allison Iraheta | "Whole Lotta Love" Slow Ride" with Allison Iraheta | "Whole Lotta Love" Slow Ride" with Allison Iraheta | "Whole Lotta Love" Slow Ride" with Allison Iraheta | "Whole Lotta Love" Slow Ride" with Allison Iraheta | "Whole Lotta Love" Slow Ride" with Allison Iraheta | "Whole Lotta Love" Slow Ride" with Allison Iraheta | "Whole Lotta Love" Slow Ride" with Allison Iraheta | "Whole Lotta Love" Slow Ride" with Allison Iraheta | "Whole Lotta Love" Slow Ride" with Allison Iraheta | "Whole Lotta Love" Slow Ride" with Allison Iraheta | "Whole Lotta Love" Slow Ride" with Allison Iraheta | "Whole Lotta Love" Slow Ride" with Allison Iraheta | "Whole Lotta Love" Slow Ride" with Allison Iraheta | "Whole Lotta Love" Slow Ride" with Allison Iraheta | "Whole Lotta Love" Slow Ride" with Allison Iraheta | "Whole Lotta Love" Slow Ride" with Allison Iraheta | "Whole Lotta Love" Slow Ride" with Allison Iraheta | "Whole Lotta Love" Slow Ride" with Allison Iraheta | "Whole Lotta Love" Slow Ride" with Allison Iraheta | "Whole Lotta Love" Slow Ride" with Allison Iraheta | "Whole Lotta Love" Slow Ride" with Allison Iraheta | "Whole Lotta Love" Slow Ride" with Allison Iraheta | "Whole Lotta Love" Slow Ride" with Allison Iraheta | "Whole Lotta Love" Slow Ride" with Allison Iraheta | "Whole Lotta Love" Slow Ride" with Allison Iraheta | "Whole Lotta Love" Slow Ride" with Allison Iraheta | "Whole Lotta Love" Slow Ride" with Allison Iraheta | "Whole Lotta Love" Slow Ride" with Allison Iraheta | "Whole Lotta Love" Slow Ride" with Allison Iraheta | "Whole Lotta Love" Slow Ride" with Allison Iraheta | "Whole Lotta Love" Slow Ride" with Allison Iraheta | "Whole Lotta Love" Slow Ride" with Allison Iraheta | "Whole Lotta Love" Slow Ride" with Allison Iraheta | "Whole Lotta Love" Slow Ride" with Allison Iraheta | "Whole Lotta Love" Slow Ride" with Allison Iraheta | "Whole Lotta Love" Slow Ride" with Allison Iraheta | "Whole Lotta Love" Slow Ride" with Allison Iraheta | "Whole Lotta Love" Slow Ride" with Allison Iraheta | "Whole Lotta Love" Slow Ride" with Allison Iraheta | "Whole Lotta Love" Slow Ride" with Allison Iraheta | "Whole Lotta Love" Slow Ride" with Allison Iraheta | "Whole Lotta Love" Slow Ride" with Allison Iraheta | "Whole Lotta Love" Slow Ride" with Allison Iraheta | "Whole Lotta Love" Slow Ride" with Allison Iraheta | "Whole Lotta Love" Slow Ride" with Allison Iraheta | "Whole Lotta Love" Slow Ride" with Allison Iraheta | "Whole Lotta Love" Slow Ride" with Allison Iraheta | "Whole Lotta Love" Slow Ride" with Allison Iraheta | "Whole Lotta Love" Slow Ride" with Allison Iraheta | "Whole Lotta Love" Slow Ride" with Allison Iraheta | "Whole Lotta Love" Slow Ride" with Allison Iraheta | "Whole Lotta Love" Slow Ride" with Allison Iraheta | "Whole Lotta Love" Slow Ride" with Allison Iraheta | "Whole Lotta Love" Slow Ride" with Allison Iraheta | "Whole Lotta Love" Slow Ride" with Allison Iraheta | "Whole Lotta Love" Slow Ride" with Allison Iraheta | "Whole Lotta Love" Slow Ride" with Allison Iraheta | "Whole Lotta Love" Slow Ride" with Allison Iraheta | "Whole Lotta Love" Slow Ride" with Allison Iraheta | "Whole Lotta Love" Slow Ride" with Allison Iraheta | "Whole Lotta Love" Slow Ride" with Allison Iraheta | "Whole Lotta Love" Slow Ride" with Allison Iraheta | "Whole Lotta Love" Slow Ride" with Allison Iraheta | "Whole Lotta Love" Slow Ride" with Allison Iraheta | "Whole Lotta Love" Slow Ride" with Allison Iraheta | "Whole Lotta Love" Slow Ride" with Allison Iraheta | "Whole Lotta Love" Slow Ride" with Allison Iraheta | "Whole Lotta Love" Slow Ride" with Allison Iraheta | "Whole Lotta Love" Slow Ride" with Allison Iraheta | "Whole Lotta Love" Slow Ride" with Allison Iraheta | Led Zeppelin Foghat                               | Led Zeppelin Foghat                               | Led Zeppelin Foghat                               | Led Zeppelin Foghat                               | Led Zeppelin Foghat                               | Led Zeppelin Foghat                               | Led Zeppelin Foghat                               | Led Zeppelin Foghat                               | Led Zeppelin Foghat                               | Led Zeppelin Foghat                               | Led Zeppelin Foghat                               | Led Zeppelin Foghat                               | Led Zeppelin Foghat                               | Led Zeppelin Foghat                               | Led Zeppelin Foghat                               | Led Zeppelin Foghat                               | Led Zeppelin Foghat                               | Led Zeppelin Foghat                               | Led Zeppelin Foghat                               | Led Zeppelin Foghat                               | Led Zeppelin Foghat                               | Led Zeppelin Foghat                               | Led Zeppelin Foghat                               | Led Zeppelin Foghat                               | Led Zeppelin Foghat                               | Led Zeppelin Foghat                               | Led Zeppelin Foghat                               | Led Zeppelin Foghat                               | Led Zeppelin Foghat                               | Led Zeppelin Foghat                               | Led Zeppelin Foghat                               | Led Zeppelin Foghat                               | Led Zeppelin Foghat                               | Led Zeppelin Foghat                               | Led Zeppelin Foghat                               | Led Zeppelin Foghat                               | Led Zeppelin Foghat                               | Led Zeppelin Foghat                               | Led Zeppelin Foghat                               | Led Zeppelin Foghat                               | Led Zeppelin Foghat                               | Led Zeppelin Foghat                               | Led Zeppelin Foghat                               | Led Zeppelin Foghat                               | Led Zeppelin Foghat                               | Led Zeppelin Foghat                               | Led Zeppelin Foghat                               | Led Zeppelin Foghat                               | Led Zeppelin Foghat                               | Led Zeppelin Foghat                               | Led Zeppelin Foghat                               | Led Zeppelin Foghat                               | Led Zeppelin Foghat                               | Led Zeppelin Foghat                               | Led Zeppelin Foghat                               | Led Zeppelin Foghat                               | Led Zeppelin Foghat                               | Led Zeppelin Foghat                               | Led Zeppelin Foghat                               | Led Zeppelin Foghat                               | Led Zeppelin Foghat                               | Led Zeppelin Foghat                               | Led Zeppelin Foghat                               | Led Zeppelin Foghat                               | Led Zeppelin Foghat                               | Led Zeppelin Foghat                               | Led Zeppelin Foghat                               | Led Zeppelin Foghat                               | Led Zeppelin Foghat                               | Led Zeppelin Foghat                               | Led Zeppelin Foghat                               | Led Zeppelin Foghat                               | Led Zeppelin Foghat                               | Led Zeppelin Foghat                               | Led Zeppelin Foghat                               | Led Zeppelin Foghat                               | Led Zeppelin Foghat                               | Led Zeppelin Foghat                               | Led Zeppelin Foghat                               | Led Zeppelin Foghat                               | Led Zeppelin Foghat                               | Led Zeppelin Foghat                               | Led Zeppelin Foghat                               | Led Zeppelin Foghat                               | Led Zeppelin Foghat                               | Led Zeppelin Foghat                               | Led Zeppelin Foghat                               | Led Zeppelin Foghat                               | Led Zeppelin Foghat                               | Led Zeppelin Foghat                               | Led Zeppelin Foghat                               | Led Zeppelin Foghat                               | Led Zeppelin Foghat                               | Led Zeppelin Foghat                               | Led Zeppelin Foghat                               | Led Zeppelin Foghat                               | Led Zeppelin Foghat                               | Led Zeppelin Foghat                               | Led Zeppelin Foghat                               | Led Zeppelin Foghat                               | 1 6      | 1 6      | 1 6      | 1 6      | 1 6      | 1 6      | 1 6      | 1 6      | 1 6      | 1 6      | 1 6      | 1 6      | 1 6      | 1 6      | 1 6      | 1 6      | 1 6      | 1 6      | 1 6      | 1 6      | 1 6      | 1 6      | 1 6      | 1 6      | 1 6      | 1 6      | 1 6      | 1 6      | 1 6      | 1 6      | 1 6      | 1 6      | 1 6      | 1 6      | 1 6      | 1 6      | 1 6      | 1 6      | 1 6      | 1 6      | 1 6      | 1 6      | 1 6      | 1 6      | 1 6      | 1 6      | 1 6      | 1 6      | 1 6      | 1 6      | 1 6      | 1 6      | 1 6      | 1 6      | 1 6      | 1 6      | 1 6      | 1 6      | 1 6      | 1 6      | 1 6      | 1 6      | 1 6      | 1 6      | 1 6      | 1 6      | 1 6      | 1 6      | 1 6      | 1 6      | 1 6      | 1 6      | 1 6      | 1 6      | 1 6      | 1 6      | 1 6      | 1 6      | 1 6      | 1 6      | 1 6      | 1 6      | 1 6      | 1 6      | 1 6      | 1 6      | 1 6      | 1 6      | 1 6      | 1 6      | 1 6      | 1 6      | 1 6      | 1 6      | 1 6      | 1 6      | 1 6      | 1 6      | 1 6      | 1 6      | An toàn2 | An toàn2 | An toàn2 | An toàn2 | An toàn2 | An toàn2 | An toàn2 | An toàn2 | An toàn2 | An toàn2 | An toàn2 | An toàn2 | An toàn2 | An toàn2 | An toàn2 | An toàn2 | An toàn2 | An toàn2 | An toàn2 | An toàn2 | An toàn2 | An toàn2 | An toàn2 | An toàn2 | An toàn2 | An toàn2 | An toàn2 | An toàn2 | An toàn2 | An toàn2 | An toàn2 | An toàn2 | An toàn2 | An toàn2 | An toàn2 | An toàn2 | An toàn2 | An toàn2 | An toàn2 | An toàn2 | An toàn2 | An toàn2 | An toàn2 | An toàn2 | An toàn2 | An toàn2 | An toàn2 | An toàn2 | An toàn2 | An toàn2 | An toàn2 | An toàn2 | An toàn2 | An toàn2 | An toàn2 | An toàn2 | An toàn2 | An toàn2 | An toàn2 | An toàn2 | An toàn2 | An toàn2 | An toàn2 | An toàn2 | An toàn2 | An toàn2 | An toàn2 | An toàn2 | An toàn2 | An toàn2 | An toàn2 | An toàn2 | An toàn2 | An toàn2 | An toàn2 | An toàn2 | An toàn2 | An toàn2 | An toàn2 | An toàn2 | An toàn2 | An toàn2 | An toàn2 | An toàn2 | An toàn2 | An toàn2 | An toàn2 | An toàn2 | An toàn2 | An toàn2 | An toàn2 | An toàn2 | An toàn2 | An toàn2 | An toàn2 | An toàn2 | An toàn2 | An toàn2 | An toàn2 | An toàn2 |
| Top 3               | Top 3               | Top 3               | Top 3               | Top 3               | Top 3               | Top 3               | Top 3               | Top 3               | Top 3               | Top 3               | Top 3               | Top 3               | Top 3               | Top 3               | Top 3               | Top 3               | Top 3               | Top 3               | Top 3               | Top 3               | Top 3               | Top 3               | Top 3               | Top 3               | Top 3               | Top 3               | Top 3               | Top 3               | Top 3               | Top 3               | Top 3               | Top 3               | Top 3               | Top 3               | Top 3               | Top 3               | Top 3               | Top 3               | Top 3               | Top 3               | Top 3               | Top 3               | Top 3               | Top 3               | Top 3               | Top 3               | Top 3               | Top 3               | Top 3               | Top 3               | Top 3               | Top 3               | Top 3               | Top 3               | Top 3               | Top 3               | Top 3               | Top 3               | Top 3               | Top 3               | Top 3               | Top 3               | Top 3               | Top 3               | Top 3               | Top 3               | Top 3               | Top 3               | Top 3               | Top 3               | Top 3               | Top 3               | Top 3               | Top 3               | Top 3               | Top 3               | Top 3               | Top 3               | Top 3               | Top 3               | Top 3               | Top 3               | Top 3               | Top 3               | Top 3               | Top 3               | Top 3               | Top 3               | Top 3               | Top 3               | Top 3               | Top 3               | Top 3               | Top 3               | Top 3               | Top 3               | Top 3               | Top 3               | Top 3               | Judge's Choice (Simon Cowell) Contestant's Choice         | Judge's Choice (Simon Cowell) Contestant's Choice         | Judge's Choice (Simon Cowell) Contestant's Choice         | Judge's Choice (Simon Cowell) Contestant's Choice         | Judge's Choice (Simon Cowell) Contestant's Choice         | Judge's Choice (Simon Cowell) Contestant's Choice         | Judge's Choice (Simon Cowell) Contestant's Choice         | Judge's Choice (Simon Cowell) Contestant's Choice         | Judge's Choice (Simon Cowell) Contestant's Choice         | Judge's Choice (Simon Cowell) Contestant's Choice         | Judge's Choice (Simon Cowell) Contestant's Choice         | Judge's Choice (Simon Cowell) Contestant's Choice         | Judge's Choice (Simon Cowell) Contestant's Choice         | Judge's Choice (Simon Cowell) Contestant's Choice         | Judge's Choice (Simon Cowell) Contestant's Choice         | Judge's Choice (Simon Cowell) Contestant's Choice         | Judge's Choice (Simon Cowell) Contestant's Choice         | Judge's Choice (Simon Cowell) Contestant's Choice         | Judge's Choice (Simon Cowell) Contestant's Choice         | Judge's Choice (Simon Cowell) Contestant's Choice         | Judge's Choice (Simon Cowell) Contestant's Choice         | Judge's Choice (Simon Cowell) Contestant's Choice         | Judge's Choice (Simon Cowell) Contestant's Choice         | Judge's Choice (Simon Cowell) Contestant's Choice         | Judge's Choice (Simon Cowell) Contestant's Choice         | Judge's Choice (Simon Cowell) Contestant's Choice         | Judge's Choice (Simon Cowell) Contestant's Choice         | Judge's Choice (Simon Cowell) Contestant's Choice         | Judge's Choice (Simon Cowell) Contestant's Choice         | Judge's Choice (Simon Cowell) Contestant's Choice         | Judge's Choice (Simon Cowell) Contestant's Choice         | Judge's Choice (Simon Cowell) Contestant's Choice         | Judge's Choice (Simon Cowell) Contestant's Choice         | Judge's Choice (Simon Cowell) Contestant's Choice         | Judge's Choice (Simon Cowell) Contestant's Choice         | Judge's Choice (Simon Cowell) Contestant's Choice         | Judge's Choice (Simon Cowell) Contestant's Choice         | Judge's Choice (Simon Cowell) Contestant's Choice         | Judge's Choice (Simon Cowell) Contestant's Choice         | Judge's Choice (Simon Cowell) Contestant's Choice         | Judge's Choice (Simon Cowell) Contestant's Choice         | Judge's Choice (Simon Cowell) Contestant's Choice         | Judge's Choice (Simon Cowell) Contestant's Choice         | Judge's Choice (Simon Cowell) Contestant's Choice         | Judge's Choice (Simon Cowell) Contestant's Choice         | Judge's Choice (Simon Cowell) Contestant's Choice         | Judge's Choice (Simon Cowell) Contestant's Choice         | Judge's Choice (Simon Cowell) Contestant's Choice         | Judge's Choice (Simon Cowell) Contestant's Choice         | Judge's Choice (Simon Cowell) Contestant's Choice         | Judge's Choice (Simon Cowell) Contestant's Choice         | Judge's Choice (Simon Cowell) Contestant's Choice         | Judge's Choice (Simon Cowell) Contestant's Choice         | Judge's Choice (Simon Cowell) Contestant's Choice         | Judge's Choice (Simon Cowell) Contestant's Choice         | Judge's Choice (Simon Cowell) Contestant's Choice         | Judge's Choice (Simon Cowell) Contestant's Choice         | Judge's Choice (Simon Cowell) Contestant's Choice         | Judge's Choice (Simon Cowell) Contestant's Choice         | Judge's Choice (Simon Cowell) Contestant's Choice         | Judge's Choice (Simon Cowell) Contestant's Choice         | Judge's Choice (Simon Cowell) Contestant's Choice         | Judge's Choice (Simon Cowell) Contestant's Choice         | Judge's Choice (Simon Cowell) Contestant's Choice         | Judge's Choice (Simon Cowell) Contestant's Choice         | Judge's Choice (Simon Cowell) Contestant's Choice         | Judge's Choice (Simon Cowell) Contestant's Choice         | Judge's Choice (Simon Cowell) Contestant's Choice         | Judge's Choice (Simon Cowell) Contestant's Choice         | Judge's Choice (Simon Cowell) Contestant's Choice         | Judge's Choice (Simon Cowell) Contestant's Choice         | Judge's Choice (Simon Cowell) Contestant's Choice         | Judge's Choice (Simon Cowell) Contestant's Choice         | Judge's Choice (Simon Cowell) Contestant's Choice         | Judge's Choice (Simon Cowell) Contestant's Choice         | Judge's Choice (Simon Cowell) Contestant's Choice         | Judge's Choice (Simon Cowell) Contestant's Choice         | Judge's Choice (Simon Cowell) Contestant's Choice         | Judge's Choice (Simon Cowell) Contestant's Choice         | Judge's Choice (Simon Cowell) Contestant's Choice         | Judge's Choice (Simon Cowell) Contestant's Choice         | Judge's Choice (Simon Cowell) Contestant's Choice         | Judge's Choice (Simon Cowell) Contestant's Choice         | Judge's Choice (Simon Cowell) Contestant's Choice         | Judge's Choice (Simon Cowell) Contestant's Choice         | Judge's Choice (Simon Cowell) Contestant's Choice         | Judge's Choice (Simon Cowell) Contestant's Choice         | Judge's Choice (Simon Cowell) Contestant's Choice         | Judge's Choice (Simon Cowell) Contestant's Choice         | Judge's Choice (Simon Cowell) Contestant's Choice         | Judge's Choice (Simon Cowell) Contestant's Choice         | Judge's Choice (Simon Cowell) Contestant's Choice         | Judge's Choice (Simon Cowell) Contestant's Choice         | Judge's Choice (Simon Cowell) Contestant's Choice         | Judge's Choice (Simon Cowell) Contestant's Choice         | Judge's Choice (Simon Cowell) Contestant's Choice         | Judge's Choice (Simon Cowell) Contestant's Choice         | Judge's Choice (Simon Cowell) Contestant's Choice         | Judge's Choice (Simon Cowell) Contestant's Choice         | Judge's Choice (Simon Cowell) Contestant's Choice         | "One" Cryin'"                                      | "One" Cryin'"                                      | "One" Cryin'"                                      | "One" Cryin'"                                      | "One" Cryin'"                                      | "One" Cryin'"                                      | "One" Cryin'"                                      | "One" Cryin'"                                      | "One" Cryin'"                                      | "One" Cryin'"                                      | "One" Cryin'"                                      | "One" Cryin'"                                      | "One" Cryin'"                                      | "One" Cryin'"                                      | "One" Cryin'"                                      | "One" Cryin'"                                      | "One" Cryin'"                                      | "One" Cryin'"                                      | "One" Cryin'"                                      | "One" Cryin'"                                      | "One" Cryin'"                                      | "One" Cryin'"                                      | "One" Cryin'"                                      | "One" Cryin'"                                      | "One" Cryin'"                                      | "One" Cryin'"                                      | "One" Cryin'"                                      | "One" Cryin'"                                      | "One" Cryin'"                                      | "One" Cryin'"                                      | "One" Cryin'"                                      | "One" Cryin'"                                      | "One" Cryin'"                                      | "One" Cryin'"                                      | "One" Cryin'"                                      | "One" Cryin'"                                      | "One" Cryin'"                                      | "One" Cryin'"                                      | "One" Cryin'"                                      | "One" Cryin'"                                      | "One" Cryin'"                                      | "One" Cryin'"                                      | "One" Cryin'"                                      | "One" Cryin'"                                      | "One" Cryin'"                                      | "One" Cryin'"                                      | "One" Cryin'"                                      | "One" Cryin'"                                      | "One" Cryin'"                                      | "One" Cryin'"                                      | "One" Cryin'"                                      | "One" Cryin'"                                      | "One" Cryin'"                                      | "One" Cryin'"                                      | "One" Cryin'"                                      | "One" Cryin'"                                      | "One" Cryin'"                                      | "One" Cryin'"                                      | "One" Cryin'"                                      | "One" Cryin'"                                      | "One" Cryin'"                                      | "One" Cryin'"                                      | "One" Cryin'"                                      | "One" Cryin'"                                      | "One" Cryin'"                                      | "One" Cryin'"                                      | "One" Cryin'"                                      | "One" Cryin'"                                      | "One" Cryin'"                                      | "One" Cryin'"                                      | "One" Cryin'"                                      | "One" Cryin'"                                      | "One" Cryin'"                                      | "One" Cryin'"                                      | "One" Cryin'"                                      | "One" Cryin'"                                      | "One" Cryin'"                                      | "One" Cryin'"                                      | "One" Cryin'"                                      | "One" Cryin'"                                      | "One" Cryin'"                                      | "One" Cryin'"                                      | "One" Cryin'"                                      | "One" Cryin'"                                      | "One" Cryin'"                                      | "One" Cryin'"                                      | "One" Cryin'"                                      | "One" Cryin'"                                      | "One" Cryin'"                                      | "One" Cryin'"                                      | "One" Cryin'"                                      | "One" Cryin'"                                      | "One" Cryin'"                                      | "One" Cryin'"                                      | "One" Cryin'"                                      | "One" Cryin'"                                      | "One" Cryin'"                                      | "One" Cryin'"                                      | "One" Cryin'"                                      | "One" Cryin'"                                      | U2 Aerosmith                                      | U2 Aerosmith                                      | U2 Aerosmith                                      | U2 Aerosmith                                      | U2 Aerosmith                                      | U2 Aerosmith                                      | U2 Aerosmith                                      | U2 Aerosmith                                      | U2 Aerosmith                                      | U2 Aerosmith                                      | U2 Aerosmith                                      | U2 Aerosmith                                      | U2 Aerosmith                                      | U2 Aerosmith                                      | U2 Aerosmith                                      | U2 Aerosmith                                      | U2 Aerosmith                                      | U2 Aerosmith                                      | U2 Aerosmith                                      | U2 Aerosmith                                      | U2 Aerosmith                                      | U2 Aerosmith                                      | U2 Aerosmith                                      | U2 Aerosmith                                      | U2 Aerosmith                                      | U2 Aerosmith                                      | U2 Aerosmith                                      | U2 Aerosmith                                      | U2 Aerosmith                                      | U2 Aerosmith                                      | U2 Aerosmith                                      | U2 Aerosmith                                      | U2 Aerosmith                                      | U2 Aerosmith                                      | U2 Aerosmith                                      | U2 Aerosmith                                      | U2 Aerosmith                                      | U2 Aerosmith                                      | U2 Aerosmith                                      | U2 Aerosmith                                      | U2 Aerosmith                                      | U2 Aerosmith                                      | U2 Aerosmith                                      | U2 Aerosmith                                      | U2 Aerosmith                                      | U2 Aerosmith                                      | U2 Aerosmith                                      | U2 Aerosmith                                      | U2 Aerosmith                                      | U2 Aerosmith                                      | U2 Aerosmith                                      | U2 Aerosmith                                      | U2 Aerosmith                                      | U2 Aerosmith                                      | U2 Aerosmith                                      | U2 Aerosmith                                      | U2 Aerosmith                                      | U2 Aerosmith                                      | U2 Aerosmith                                      | U2 Aerosmith                                      | U2 Aerosmith                                      | U2 Aerosmith                                      | U2 Aerosmith                                      | U2 Aerosmith                                      | U2 Aerosmith                                      | U2 Aerosmith                                      | U2 Aerosmith                                      | U2 Aerosmith                                      | U2 Aerosmith                                      | U2 Aerosmith                                      | U2 Aerosmith                                      | U2 Aerosmith                                      | U2 Aerosmith                                      | U2 Aerosmith                                      | U2 Aerosmith                                      | U2 Aerosmith                                      | U2 Aerosmith                                      | U2 Aerosmith                                      | U2 Aerosmith                                      | U2 Aerosmith                                      | U2 Aerosmith                                      | U2 Aerosmith                                      | U2 Aerosmith                                      | U2 Aerosmith                                      | U2 Aerosmith                                      | U2 Aerosmith                                      | U2 Aerosmith                                      | U2 Aerosmith                                      | U2 Aerosmith                                      | U2 Aerosmith                                      | U2 Aerosmith                                      | U2 Aerosmith                                      | U2 Aerosmith                                      | U2 Aerosmith                                      | U2 Aerosmith                                      | U2 Aerosmith                                      | U2 Aerosmith                                      | U2 Aerosmith                                      | U2 Aerosmith                                      | U2 Aerosmith                                      | 3 6      | 3 6      | 3 6      | 3 6      | 3 6      | 3 6      | 3 6      | 3 6      | 3 6      | 3 6      | 3 6      | 3 6      | 3 6      | 3 6      | 3 6      | 3 6      | 3 6      | 3 6      | 3 6      | 3 6      | 3 6      | 3 6      | 3 6      | 3 6      | 3 6      | 3 6      | 3 6      | 3 6      | 3 6      | 3 6      | 3 6      | 3 6      | 3 6      | 3 6      | 3 6      | 3 6      | 3 6      | 3 6      | 3 6      | 3 6      | 3 6      | 3 6      | 3 6      | 3 6      | 3 6      | 3 6      | 3 6      | 3 6      | 3 6      | 3 6      | 3 6      | 3 6      | 3 6      | 3 6      | 3 6      | 3 6      | 3 6      | 3 6      | 3 6      | 3 6      | 3 6      | 3 6      | 3 6      | 3 6      | 3 6      | 3 6      | 3 6      | 3 6      | 3 6      | 3 6      | 3 6      | 3 6      | 3 6      | 3 6      | 3 6      | 3 6      | 3 6      | 3 6      | 3 6      | 3 6      | 3 6      | 3 6      | 3 6      | 3 6      | 3 6      | 3 6      | 3 6      | 3 6      | 3 6      | 3 6      | 3 6      | 3 6      | 3 6      | 3 6      | 3 6      | 3 6      | 3 6      | 3 6      | 3 6      | 3 6      | An toàn  | An toàn  | An toàn  | An toàn  | An toàn  | An toàn  | An toàn  | An toàn  | An toàn  | An toàn  | An toàn  | An toàn  | An toàn  | An toàn  | An toàn  | An toàn  | An toàn  | An toàn  | An toàn  | An toàn  | An toàn  | An toàn  | An toàn  | An toàn  | An toàn  | An toàn  | An toàn  | An toàn  | An toàn  | An toàn  | An toàn  | An toàn  | An toàn  | An toàn  | An toàn  | An toàn  | An toàn  | An toàn  | An toàn  | An toàn  | An toàn  | An toàn  | An toàn  | An toàn  | An toàn  | An toàn  | An toàn  | An toàn  | An toàn  | An toàn  | An toàn  | An toàn  | An toàn  | An toàn  | An toàn  | An toàn  | An toàn  | An toàn  | An toàn  | An toàn  | An toàn  | An toàn  | An toàn  | An toàn  | An toàn  | An toàn  | An toàn  | An toàn  | An toàn  | An toàn  | An toàn  | An toàn  | An toàn  | An toàn  | An toàn  | An toàn  | An toàn  | An toàn  | An toàn  | An toàn  | An toàn  | An toàn  | An toàn  | An toàn  | An toàn  | An toàn  | An toàn  | An toàn  | An toàn  | An toàn  | An toàn  | An toàn  | An toàn  | An toàn  | An toàn  | An toàn  | An toàn  | An toàn  | An toàn  | An toàn  |
| Top 2               | Top 2               | Top 2               | Top 2               | Top 2               | Top 2               | Top 2               | Top 2               | Top 2               | Top 2               | Top 2               | Top 2               | Top 2               | Top 2               | Top 2               | Top 2               | Top 2               | Top 2               | Top 2               | Top 2               | Top 2               | Top 2               | Top 2               | Top 2               | Top 2               | Top 2               | Top 2               | Top 2               | Top 2               | Top 2               | Top 2               | Top 2               | Top 2               | Top 2               | Top 2               | Top 2               | Top 2               | Top 2               | Top 2               | Top 2               | Top 2               | Top 2               | Top 2               | Top 2               | Top 2               | Top 2               | Top 2               | Top 2               | Top 2               | Top 2               | Top 2               | Top 2               | Top 2               | Top 2               | Top 2               | Top 2               | Top 2               | Top 2               | Top 2               | Top 2               | Top 2               | Top 2               | Top 2               | Top 2               | Top 2               | Top 2               | Top 2               | Top 2               | Top 2               | Top 2               | Top 2               | Top 2               | Top 2               | Top 2               | Top 2               | Top 2               | Top 2               | Top 2               | Top 2               | Top 2               | Top 2               | Top 2               | Top 2               | Top 2               | Top 2               | Top 2               | Top 2               | Top 2               | Top 2               | Top 2               | Top 2               | Top 2               | Top 2               | Top 2               | Top 2               | Top 2               | Top 2               | Top 2               | Top 2               | Top 2               | Contestant's Choice Simon Fuller's Choice Coronation Song | Contestant's Choice Simon Fuller's Choice Coronation Song | Contestant's Choice Simon Fuller's Choice Coronation Song | Contestant's Choice Simon Fuller's Choice Coronation Song | Contestant's Choice Simon Fuller's Choice Coronation Song | Contestant's Choice Simon Fuller's Choice Coronation Song | Contestant's Choice Simon Fuller's Choice Coronation Song | Contestant's Choice Simon Fuller's Choice Coronation Song | Contestant's Choice Simon Fuller's Choice Coronation Song | Contestant's Choice Simon Fuller's Choice Coronation Song | Contestant's Choice Simon Fuller's Choice Coronation Song | Contestant's Choice Simon Fuller's Choice Coronation Song | Contestant's Choice Simon Fuller's Choice Coronation Song | Contestant's Choice Simon Fuller's Choice Coronation Song | Contestant's Choice Simon Fuller's Choice Coronation Song | Contestant's Choice Simon Fuller's Choice Coronation Song | Contestant's Choice Simon Fuller's Choice Coronation Song | Contestant's Choice Simon Fuller's Choice Coronation Song | Contestant's Choice Simon Fuller's Choice Coronation Song | Contestant's Choice Simon Fuller's Choice Coronation Song | Contestant's Choice Simon Fuller's Choice Coronation Song | Contestant's Choice Simon Fuller's Choice Coronation Song | Contestant's Choice Simon Fuller's Choice Coronation Song | Contestant's Choice Simon Fuller's Choice Coronation Song | Contestant's Choice Simon Fuller's Choice Coronation Song | Contestant's Choice Simon Fuller's Choice Coronation Song | Contestant's Choice Simon Fuller's Choice Coronation Song | Contestant's Choice Simon Fuller's Choice Coronation Song | Contestant's Choice Simon Fuller's Choice Coronation Song | Contestant's Choice Simon Fuller's Choice Coronation Song | Contestant's Choice Simon Fuller's Choice Coronation Song | Contestant's Choice Simon Fuller's Choice Coronation Song | Contestant's Choice Simon Fuller's Choice Coronation Song | Contestant's Choice Simon Fuller's Choice Coronation Song | Contestant's Choice Simon Fuller's Choice Coronation Song | Contestant's Choice Simon Fuller's Choice Coronation Song | Contestant's Choice Simon Fuller's Choice Coronation Song | Contestant's Choice Simon Fuller's Choice Coronation Song | Contestant's Choice Simon Fuller's Choice Coronation Song | Contestant's Choice Simon Fuller's Choice Coronation Song | Contestant's Choice Simon Fuller's Choice Coronation Song | Contestant's Choice Simon Fuller's Choice Coronation Song | Contestant's Choice Simon Fuller's Choice Coronation Song | Contestant's Choice Simon Fuller's Choice Coronation Song | Contestant's Choice Simon Fuller's Choice Coronation Song | Contestant's Choice Simon Fuller's Choice Coronation Song | Contestant's Choice Simon Fuller's Choice Coronation Song | Contestant's Choice Simon Fuller's Choice Coronation Song | Contestant's Choice Simon Fuller's Choice Coronation Song | Contestant's Choice Simon Fuller's Choice Coronation Song | Contestant's Choice Simon Fuller's Choice Coronation Song | Contestant's Choice Simon Fuller's Choice Coronation Song | Contestant's Choice Simon Fuller's Choice Coronation Song | Contestant's Choice Simon Fuller's Choice Coronation Song | Contestant's Choice Simon Fuller's Choice Coronation Song | Contestant's Choice Simon Fuller's Choice Coronation Song | Contestant's Choice Simon Fuller's Choice Coronation Song | Contestant's Choice Simon Fuller's Choice Coronation Song | Contestant's Choice Simon Fuller's Choice Coronation Song | Contestant's Choice Simon Fuller's Choice Coronation Song | Contestant's Choice Simon Fuller's Choice Coronation Song | Contestant's Choice Simon Fuller's Choice Coronation Song | Contestant's Choice Simon Fuller's Choice Coronation Song | Contestant's Choice Simon Fuller's Choice Coronation Song | Contestant's Choice Simon Fuller's Choice Coronation Song | Contestant's Choice Simon Fuller's Choice Coronation Song | Contestant's Choice Simon Fuller's Choice Coronation Song | Contestant's Choice Simon Fuller's Choice Coronation Song | Contestant's Choice Simon Fuller's Choice Coronation Song | Contestant's Choice Simon Fuller's Choice Coronation Song | Contestant's Choice Simon Fuller's Choice Coronation Song | Contestant's Choice Simon Fuller's Choice Coronation Song | Contestant's Choice Simon Fuller's Choice Coronation Song | Contestant's Choice Simon Fuller's Choice Coronation Song | Contestant's Choice Simon Fuller's Choice Coronation Song | Contestant's Choice Simon Fuller's Choice Coronation Song | Contestant's Choice Simon Fuller's Choice Coronation Song | Contestant's Choice Simon Fuller's Choice Coronation Song | Contestant's Choice Simon Fuller's Choice Coronation Song | Contestant's Choice Simon Fuller's Choice Coronation Song | Contestant's Choice Simon Fuller's Choice Coronation Song | Contestant's Choice Simon Fuller's Choice Coronation Song | Contestant's Choice Simon Fuller's Choice Coronation Song | Contestant's Choice Simon Fuller's Choice Coronation Song | Contestant's Choice Simon Fuller's Choice Coronation Song | Contestant's Choice Simon Fuller's Choice Coronation Song | Contestant's Choice Simon Fuller's Choice Coronation Song | Contestant's Choice Simon Fuller's Choice Coronation Song | Contestant's Choice Simon Fuller's Choice Coronation Song | Contestant's Choice Simon Fuller's Choice Coronation Song | Contestant's Choice Simon Fuller's Choice Coronation Song | Contestant's Choice Simon Fuller's Choice Coronation Song | Contestant's Choice Simon Fuller's Choice Coronation Song | Contestant's Choice Simon Fuller's Choice Coronation Song | Contestant's Choice Simon Fuller's Choice Coronation Song | Contestant's Choice Simon Fuller's Choice Coronation Song | Contestant's Choice Simon Fuller's Choice Coronation Song | Contestant's Choice Simon Fuller's Choice Coronation Song | Contestant's Choice Simon Fuller's Choice Coronation Song | Contestant's Choice Simon Fuller's Choice Coronation Song | "Mad world" A Change Is Gonna Come" No Boundaries" | "Mad world" A Change Is Gonna Come" No Boundaries" | "Mad world" A Change Is Gonna Come" No Boundaries" | "Mad world" A Change Is Gonna Come" No Boundaries" | "Mad world" A Change Is Gonna Come" No Boundaries" | "Mad world" A Change Is Gonna Come" No Boundaries" | "Mad world" A Change Is Gonna Come" No Boundaries" | "Mad world" A Change Is Gonna Come" No Boundaries" | "Mad world" A Change Is Gonna Come" No Boundaries" | "Mad world" A Change Is Gonna Come" No Boundaries" | "Mad world" A Change Is Gonna Come" No Boundaries" | "Mad world" A Change Is Gonna Come" No Boundaries" | "Mad world" A Change Is Gonna Come" No Boundaries" | "Mad world" A Change Is Gonna Come" No Boundaries" | "Mad world" A Change Is Gonna Come" No Boundaries" | "Mad world" A Change Is Gonna Come" No Boundaries" | "Mad world" A Change Is Gonna Come" No Boundaries" | "Mad world" A Change Is Gonna Come" No Boundaries" | "Mad world" A Change Is Gonna Come" No Boundaries" | "Mad world" A Change Is Gonna Come" No Boundaries" | "Mad world" A Change Is Gonna Come" No Boundaries" | "Mad world" A Change Is Gonna Come" No Boundaries" | "Mad world" A Change Is Gonna Come" No Boundaries" | "Mad world" A Change Is Gonna Come" No Boundaries" | "Mad world" A Change Is Gonna Come" No Boundaries" | "Mad world" A Change Is Gonna Come" No Boundaries" | "Mad world" A Change Is Gonna Come" No Boundaries" | "Mad world" A Change Is Gonna Come" No Boundaries" | "Mad world" A Change Is Gonna Come" No Boundaries" | "Mad world" A Change Is Gonna Come" No Boundaries" | "Mad world" A Change Is Gonna Come" No Boundaries" | "Mad world" A Change Is Gonna Come" No Boundaries" | "Mad world" A Change Is Gonna Come" No Boundaries" | "Mad world" A Change Is Gonna Come" No Boundaries" | "Mad world" A Change Is Gonna Come" No Boundaries" | "Mad world" A Change Is Gonna Come" No Boundaries" | "Mad world" A Change Is Gonna Come" No Boundaries" | "Mad world" A Change Is Gonna Come" No Boundaries" | "Mad world" A Change Is Gonna Come" No Boundaries" | "Mad world" A Change Is Gonna Come" No Boundaries" | "Mad world" A Change Is Gonna Come" No Boundaries" | "Mad world" A Change Is Gonna Come" No Boundaries" | "Mad world" A Change Is Gonna Come" No Boundaries" | "Mad world" A Change Is Gonna Come" No Boundaries" | "Mad world" A Change Is Gonna Come" No Boundaries" | "Mad world" A Change Is Gonna Come" No Boundaries" | "Mad world" A Change Is Gonna Come" No Boundaries" | "Mad world" A Change Is Gonna Come" No Boundaries" | "Mad world" A Change Is Gonna Come" No Boundaries" | "Mad world" A Change Is Gonna Come" No Boundaries" | "Mad world" A Change Is Gonna Come" No Boundaries" | "Mad world" A Change Is Gonna Come" No Boundaries" | "Mad world" A Change Is Gonna Come" No Boundaries" | "Mad world" A Change Is Gonna Come" No Boundaries" | "Mad world" A Change Is Gonna Come" No Boundaries" | "Mad world" A Change Is Gonna Come" No Boundaries" | "Mad world" A Change Is Gonna Come" No Boundaries" | "Mad world" A Change Is Gonna Come" No Boundaries" | "Mad world" A Change Is Gonna Come" No Boundaries" | "Mad world" A Change Is Gonna Come" No Boundaries" | "Mad world" A Change Is Gonna Come" No Boundaries" | "Mad world" A Change Is Gonna Come" No Boundaries" | "Mad world" A Change Is Gonna Come" No Boundaries" | "Mad world" A Change Is Gonna Come" No Boundaries" | "Mad world" A Change Is Gonna Come" No Boundaries" | "Mad world" A Change Is Gonna Come" No Boundaries" | "Mad world" A Change Is Gonna Come" No Boundaries" | "Mad world" A Change Is Gonna Come" No Boundaries" | "Mad world" A Change Is Gonna Come" No Boundaries" | "Mad world" A Change Is Gonna Come" No Boundaries" | "Mad world" A Change Is Gonna Come" No Boundaries" | "Mad world" A Change Is Gonna Come" No Boundaries" | "Mad world" A Change Is Gonna Come" No Boundaries" | "Mad world" A Change Is Gonna Come" No Boundaries" | "Mad world" A Change Is Gonna Come" No Boundaries" | "Mad world" A Change Is Gonna Come" No Boundaries" | "Mad world" A Change Is Gonna Come" No Boundaries" | "Mad world" A Change Is Gonna Come" No Boundaries" | "Mad world" A Change Is Gonna Come" No Boundaries" | "Mad world" A Change Is Gonna Come" No Boundaries" | "Mad world" A Change Is Gonna Come" No Boundaries" | "Mad world" A Change Is Gonna Come" No Boundaries" | "Mad world" A Change Is Gonna Come" No Boundaries" | "Mad world" A Change Is Gonna Come" No Boundaries" | "Mad world" A Change Is Gonna Come" No Boundaries" | "Mad world" A Change Is Gonna Come" No Boundaries" | "Mad world" A Change Is Gonna Come" No Boundaries" | "Mad world" A Change Is Gonna Come" No Boundaries" | "Mad world" A Change Is Gonna Come" No Boundaries" | "Mad world" A Change Is Gonna Come" No Boundaries" | "Mad world" A Change Is Gonna Come" No Boundaries" | "Mad world" A Change Is Gonna Come" No Boundaries" | "Mad world" A Change Is Gonna Come" No Boundaries" | "Mad world" A Change Is Gonna Come" No Boundaries" | "Mad world" A Change Is Gonna Come" No Boundaries" | "Mad world" A Change Is Gonna Come" No Boundaries" | "Mad world" A Change Is Gonna Come" No Boundaries" | "Mad world" A Change Is Gonna Come" No Boundaries" | "Mad world" A Change Is Gonna Come" No Boundaries" | "Mad world" A Change Is Gonna Come" No Boundaries" | Tears for Fears Sam Cooke Kris Allen/Adam Lambert | Tears for Fears Sam Cooke Kris Allen/Adam Lambert | Tears for Fears Sam Cooke Kris Allen/Adam Lambert | Tears for Fears Sam Cooke Kris Allen/Adam Lambert | Tears for Fears Sam Cooke Kris Allen/Adam Lambert | Tears for Fears Sam Cooke Kris Allen/Adam Lambert | Tears for Fears Sam Cooke Kris Allen/Adam Lambert | Tears for Fears Sam Cooke Kris Allen/Adam Lambert | Tears for Fears Sam Cooke Kris Allen/Adam Lambert | Tears for Fears Sam Cooke Kris Allen/Adam Lambert | Tears for Fears Sam Cooke Kris Allen/Adam Lambert | Tears for Fears Sam Cooke Kris Allen/Adam Lambert | Tears for Fears Sam Cooke Kris Allen/Adam Lambert | Tears for Fears Sam Cooke Kris Allen/Adam Lambert | Tears for Fears Sam Cooke Kris Allen/Adam Lambert | Tears for Fears Sam Cooke Kris Allen/Adam Lambert | Tears for Fears Sam Cooke Kris Allen/Adam Lambert | Tears for Fears Sam Cooke Kris Allen/Adam Lambert | Tears for Fears Sam Cooke Kris Allen/Adam Lambert | Tears for Fears Sam Cooke Kris Allen/Adam Lambert | Tears for Fears Sam Cooke Kris Allen/Adam Lambert | Tears for Fears Sam Cooke Kris Allen/Adam Lambert | Tears for Fears Sam Cooke Kris Allen/Adam Lambert | Tears for Fears Sam Cooke Kris Allen/Adam Lambert | Tears for Fears Sam Cooke Kris Allen/Adam Lambert | Tears for Fears Sam Cooke Kris Allen/Adam Lambert | Tears for Fears Sam Cooke Kris Allen/Adam Lambert | Tears for Fears Sam Cooke Kris Allen/Adam Lambert | Tears for Fears Sam Cooke Kris Allen/Adam Lambert | Tears for Fears Sam Cooke Kris Allen/Adam Lambert | Tears for Fears Sam Cooke Kris Allen/Adam Lambert | Tears for Fears Sam Cooke Kris Allen/Adam Lambert | Tears for Fears Sam Cooke Kris Allen/Adam Lambert | Tears for Fears Sam Cooke Kris Allen/Adam Lambert | Tears for Fears Sam Cooke Kris Allen/Adam Lambert | Tears for Fears Sam Cooke Kris Allen/Adam Lambert | Tears for Fears Sam Cooke Kris Allen/Adam Lambert | Tears for Fears Sam Cooke Kris Allen/Adam Lambert | Tears for Fears Sam Cooke Kris Allen/Adam Lambert | Tears for Fears Sam Cooke Kris Allen/Adam Lambert | Tears for Fears Sam Cooke Kris Allen/Adam Lambert | Tears for Fears Sam Cooke Kris Allen/Adam Lambert | Tears for Fears Sam Cooke Kris Allen/Adam Lambert | Tears for Fears Sam Cooke Kris Allen/Adam Lambert | Tears for Fears Sam Cooke Kris Allen/Adam Lambert | Tears for Fears Sam Cooke Kris Allen/Adam Lambert | Tears for Fears Sam Cooke Kris Allen/Adam Lambert | Tears for Fears Sam Cooke Kris Allen/Adam Lambert | Tears for Fears Sam Cooke Kris Allen/Adam Lambert | Tears for Fears Sam Cooke Kris Allen/Adam Lambert | Tears for Fears Sam Cooke Kris Allen/Adam Lambert | Tears for Fears Sam Cooke Kris Allen/Adam Lambert | Tears for Fears Sam Cooke Kris Allen/Adam Lambert | Tears for Fears Sam Cooke Kris Allen/Adam Lambert | Tears for Fears Sam Cooke Kris Allen/Adam Lambert | Tears for Fears Sam Cooke Kris Allen/Adam Lambert | Tears for Fears Sam Cooke Kris Allen/Adam Lambert | Tears for Fears Sam Cooke Kris Allen/Adam Lambert | Tears for Fears Sam Cooke Kris Allen/Adam Lambert | Tears for Fears Sam Cooke Kris Allen/Adam Lambert | Tears for Fears Sam Cooke Kris Allen/Adam Lambert | Tears for Fears Sam Cooke Kris Allen/Adam Lambert | Tears for Fears Sam Cooke Kris Allen/Adam Lambert | Tears for Fears Sam Cooke Kris Allen/Adam Lambert | Tears for Fears Sam Cooke Kris Allen/Adam Lambert | Tears for Fears Sam Cooke Kris Allen/Adam Lambert | Tears for Fears Sam Cooke Kris Allen/Adam Lambert | Tears for Fears Sam Cooke Kris Allen/Adam Lambert | Tears for Fears Sam Cooke Kris Allen/Adam Lambert | Tears for Fears Sam Cooke Kris Allen/Adam Lambert | Tears for Fears Sam Cooke Kris Allen/Adam Lambert | Tears for Fears Sam Cooke Kris Allen/Adam Lambert | Tears for Fears Sam Cooke Kris Allen/Adam Lambert | Tears for Fears Sam Cooke Kris Allen/Adam Lambert | Tears for Fears Sam Cooke Kris Allen/Adam Lambert | Tears for Fears Sam Cooke Kris Allen/Adam Lambert | Tears for Fears Sam Cooke Kris Allen/Adam Lambert | Tears for Fears Sam Cooke Kris Allen/Adam Lambert | Tears for Fears Sam Cooke Kris Allen/Adam Lambert | Tears for Fears Sam Cooke Kris Allen/Adam Lambert | Tears for Fears Sam Cooke Kris Allen/Adam Lambert | Tears for Fears Sam Cooke Kris Allen/Adam Lambert | Tears for Fears Sam Cooke Kris Allen/Adam Lambert | Tears for Fears Sam Cooke Kris Allen/Adam Lambert | Tears for Fears Sam Cooke Kris Allen/Adam Lambert | Tears for Fears Sam Cooke Kris Allen/Adam Lambert | Tears for Fears Sam Cooke Kris Allen/Adam Lambert | Tears for Fears Sam Cooke Kris Allen/Adam Lambert | Tears for Fears Sam Cooke Kris Allen/Adam Lambert | Tears for Fears Sam Cooke Kris Allen/Adam Lambert | Tears for Fears Sam Cooke Kris Allen/Adam Lambert | Tears for Fears Sam Cooke Kris Allen/Adam Lambert | Tears for Fears Sam Cooke Kris Allen/Adam Lambert | Tears for Fears Sam Cooke Kris Allen/Adam Lambert | Tears for Fears Sam Cooke Kris Allen/Adam Lambert | Tears for Fears Sam Cooke Kris Allen/Adam Lambert | Tears for Fears Sam Cooke Kris Allen/Adam Lambert | Tears for Fears Sam Cooke Kris Allen/Adam Lambert | Tears for Fears Sam Cooke Kris Allen/Adam Lambert | Tears for Fears Sam Cooke Kris Allen/Adam Lambert | 1 3 5    | 1 3 5    | 1 3 5    | 1 3 5    | 1 3 5    | 1 3 5    | 1 3 5    | 1 3 5    | 1 3 5    | 1 3 5    | 1 3 5    | 1 3 5    | 1 3 5    | 1 3 5    | 1 3 5    | 1 3 5    | 1 3 5    | 1 3 5    | 1 3 5    | 1 3 5    | 1 3 5    | 1 3 5    | 1 3 5    | 1 3 5    | 1 3 5    | 1 3 5    | 1 3 5    | 1 3 5    | 1 3 5    | 1 3 5    | 1 3 5    | 1 3 5    | 1 3 5    | 1 3 5    | 1 3 5    | 1 3 5    | 1 3 5    | 1 3 5    | 1 3 5    | 1 3 5    | 1 3 5    | 1 3 5    | 1 3 5    | 1 3 5    | 1 3 5    | 1 3 5    | 1 3 5    | 1 3 5    | 1 3 5    | 1 3 5    | 1 3 5    | 1 3 5    | 1 3 5    | 1 3 5    | 1 3 5    | 1 3 5    | 1 3 5    | 1 3 5    | 1 3 5    | 1 3 5    | 1 3 5    | 1 3 5    | 1 3 5    | 1 3 5    | 1 3 5    | 1 3 5    | 1 3 5    | 1 3 5    | 1 3 5    | 1 3 5    | 1 3 5    | 1 3 5    | 1 3 5    | 1 3 5    | 1 3 5    | 1 3 5    | 1 3 5    | 1 3 5    | 1 3 5    | 1 3 5    | 1 3 5    | 1 3 5    | 1 3 5    | 1 3 5    | 1 3 5    | 1 3 5    | 1 3 5    | 1 3 5    | 1 3 5    | 1 3 5    | 1 3 5    | 1 3 5    | 1 3 5    | 1 3 5    | 1 3 5    | 1 3 5    | 1 3 5    | 1 3 5    | 1 3 5    | 1 3 5    | Đứng nhì | Đứng nhì | Đứng nhì | Đứng nhì | Đứng nhì | Đứng nhì | Đứng nhì | Đứng nhì | Đứng nhì | Đứng nhì | Đứng nhì | Đứng nhì | Đứng nhì | Đứng nhì | Đứng nhì | Đứng nhì | Đứng nhì | Đứng nhì | Đứng nhì | Đứng nhì | Đứng nhì | Đứng nhì | Đứng nhì | Đứng nhì | Đứng nhì | Đứng nhì | Đứng nhì | Đứng nhì | Đứng nhì | Đứng nhì | Đứng nhì | Đứng nhì | Đứng nhì | Đứng nhì | Đứng nhì | Đứng nhì | Đứng nhì | Đứng nhì | Đứng nhì | Đứng nhì | Đứng nhì | Đứng nhì | Đứng nhì | Đứng nhì | Đứng nhì | Đứng nhì | Đứng nhì | Đứng nhì | Đứng nhì | Đứng nhì | Đứng nhì | Đứng nhì | Đứng nhì | Đứng nhì | Đứng nhì | Đứng nhì | Đứng nhì | Đứng nhì | Đứng nhì | Đứng nhì | Đứng nhì | Đứng nhì | Đứng nhì | Đứng nhì | Đứng nhì | Đứng nhì | Đứng nhì | Đứng nhì | Đứng nhì | Đứng nhì | Đứng nhì | Đứng nhì | Đứng nhì | Đứng nhì | Đứng nhì | Đứng nhì | Đứng nhì | Đứng nhì | Đứng nhì | Đứng nhì | Đứng nhì | Đứng nhì | Đứng nhì | Đứng nhì | Đứng nhì | Đứng nhì | Đứng nhì | Đứng nhì | Đứng nhì | Đứng nhì | Đứng nhì | Đứng nhì | Đứng nhì | Đứng nhì | Đứng nhì | Đứng nhì | Đứng nhì | Đứng nhì | Đứng nhì | Đứng nhì |

### Sau Idol
Tạp chí Billboard đã xác nhận vào ngày 22 rằng Lambert đang thực hiện một album solo, được dự tính ra mắt trong năm 2009. Anh đã cho biết anh muốn cộng tác với Slash. Anh nói "Khi tôi cộng tác với Slash tôi có cảm giác như ở nhà mình." Lambert cũng cho biết rằng album solo của anh sẽ có nhiều loại âm thanh. Ban nhạc rock Queen, từng cộng tác với Lambert trong cuộc trình diễn cuối cùng của American Idol, được cho là đang cân nhắc việc mời Lambert làm ca sĩ chính mới cho ban nhạc. Lambert là một khách mời trong chương trình phỏng vấn Larry King Live (với người dẫn chương trình đặc biệt là Ryan Seacrest) cùng với quán quân Kris Allen, giám khảo Paula Abdul, và toàn bộ 8 thí sinh trong vòng chung kết khác. Anh đã nói anh dự tính sẽ tạo một album nhiều thể loại, và gọi nó là "một cái rock-pop-electronic- và dance". Đĩa đơn đầu tay của anh, "No Boundaries", được ra mắt vào ngày 20 tháng 5 năm 2009 trên iTunes cùng với phiên bản của Allen.

## Đời tư
Adam Lambert từng thừa nhận với tạp chí Rolling Stones anh là gay. Adam Lambert nói: "Tôi không nghĩ còn có ai bất ngờ khi nghe tôi tuyên bố: Tôi là gay. Tôi tự hào về mình, đó là cuộc sống của tôi. Tôi đã sống đúng với bản chất của mình từ 8 năm nay, tôi từng tới các hộp đêm vui chơi cùng những người đồng tính khác, rồi tôi hóa trang thành phụ nữ…hình như tôi làm thế chừng 3,4 lần, sau đó, tôi up ảnh lên blog rồi quên không xóa đi và những ảnh đó bị phát tán đi khắp nơi…Tôi không cảm thấy có gì phải che giấu về giới tính thực của mình, vấn đề là tôi sẽ nói về điều đó ở đâu? Rõ ràng, với Rolling Stone là tuyệt vời nhất." 
Adam đã ở cùng phòng với Kris Allen trong suốt thời gian thi American Idol. Adam Lambert nói đùa: "Tôi đã bị rối trí khi biết mình ở cùng phòng với một anh chàng đáng yêu như thế. Đó là người thu hút tôi nhất trong cuộc thi này. Kris Allen lạnh lùng, đáng mến, đẹp trai, thoải mái, cởi mở và thực sự là típ đàn ông tôi thích, ngoại trừ việc cậu ấy đã có vợ."
Adam từng có vô số bạn trai, và người bạn trai cuối cùng của anh là một chàng trai người Phần Lan tên Sauli Koskinen. Hai người chia tay vào năm 2013.
Adam Lambert xếp hạng 4 trong danh sách những anh chàng độc thân hấp dẫn nhất thế giới của tạp chí People, sau diễn viên Chace Crawford, diễn viên Chris Pine và diễn viên Shia LaBeouf và dứng dầu danh sách top 10 sexiest men in music.

## Danh sách đĩa nhạc
- For Your Entertainment (2009)
- Trespassing (2012)
- The Original High (2015)